# Партия века
    В этой статье используется алгебраическая нотация.
«Па́ртия ве́ка» (англ. The Game of the Century) — шахматная партия, в которой 13-летний будущий чемпион мира Бобби Фишер выиграл у чемпиона США 1953 года Дональда Бирна в 7-м туре турнира памяти Джулиуса Розенвальда в шахматном клубе Маршалла в Нью-Йорке 17 октября 1956 года.
Фишер играл чёрными фигурами и продемонстрировал новаторство и импровизацию. Бирн после стандартного дебюта совершил незначительную ошибку на 11-м ходу, потеряв темп, на что Фишер отреагировал жертвенной игрой, кульминацией которой является жертва ферзя на 17-м ходу. Бирн принял жертву, но Фишер забрал ладью, двух слонов и пешку. В эндшпиле Фишер скоординировал действия фигур, и поставил мат, а фигуры соперника не смогли защитить короля.
Партия вызвала широкий общественный резонанс. Фишер называл её одной из лучших в своей карьере.

## Турнир и партия
До 7-го тура Фишер не выиграл ни одной партии, но сыграл 3 раза вничью. В турнире Фишер набрал 4+1⁄2 из 11 (8-10 места), однако это было первое крупное соревнование для него, и он участвовал в нём в 13 лет. В том же году Фишер выиграл чемпионат США до 20 лет, набрав 8+1⁄2 из 10. Бирн выиграл открытый чемпионат США в 1953 году и представлял страну на трёх Олимпиадах. На момент турнира входил в топ-10 лучших игроков США и был братом другого гроссмейстера Роберта Бирна.
1. Nf3 Nf6 2. c4 g6 3. Nc3 Bg7 4. d4 O-O 5. Bf4 d5 — разыграна защита Грюнфельда, которую Фишер с детства использовал в ответ на 1. d4. После рокировки Фишер предложил белым создать пешечный центр ходом 5. e4 и перейти в сложные вариант староиндийской защиты, которую также хорошо знал, и после которой получал удобные для себя позиции. Идея 5-го хода белых — не дать чёрным сыграть d7-d6 и затем e7-e5. Фишер изучил партии соперника по различным книгам и журналам, поэтому решил пойти на дебют, который знал достаточно хорошо, но не до конца. Вскоре он начал импровизировать, при этом испытывая нехватку времени.
|   | a | b | c | d | e | f | g | h |   |
| - | --- | --- | --- | --- | --- | --- | --- | --- | - |
| 8 | a8 чёрная ладья · b8 чёрный конь · c8 чёрный слон · d8 чёрный ферзь · f8 чёрная ладья · g8 чёрный король · a7 чёрная пешка · b7 чёрная пешка · e7 чёрная пешка · f7 чёрная пешка · g7 чёрный слон · h7 чёрная пешка · c6 чёрная пешка · f6 чёрный конь · g6 чёрная пешка · c4 белый ферзь · d4 белая пешка · f4 белый слон · c3 белый конь · f3 белый конь · a2 белая пешка · b2 белая пешка · e2 белая пешка · f2 белая пешка · g2 белая пешка · h2 белая пешка · a1 белая ладья · e1 белый король · f1 белый слон · h1 белая ладья | a8 чёрная ладья · b8 чёрный конь · c8 чёрный слон · d8 чёрный ферзь · f8 чёрная ладья · g8 чёрный король · a7 чёрная пешка · b7 чёрная пешка · e7 чёрная пешка · f7 чёрная пешка · g7 чёрный слон · h7 чёрная пешка · c6 чёрная пешка · f6 чёрный конь · g6 чёрная пешка · c4 белый ферзь · d4 белая пешка · f4 белый слон · c3 белый конь · f3 белый конь · a2 белая пешка · b2 белая пешка · e2 белая пешка · f2 белая пешка · g2 белая пешка · h2 белая пешка · a1 белая ладья · e1 белый король · f1 белый слон · h1 белая ладья | a8 чёрная ладья · b8 чёрный конь · c8 чёрный слон · d8 чёрный ферзь · f8 чёрная ладья · g8 чёрный король · a7 чёрная пешка · b7 чёрная пешка · e7 чёрная пешка · f7 чёрная пешка · g7 чёрный слон · h7 чёрная пешка · c6 чёрная пешка · f6 чёрный конь · g6 чёрная пешка · c4 белый ферзь · d4 белая пешка · f4 белый слон · c3 белый конь · f3 белый конь · a2 белая пешка · b2 белая пешка · e2 белая пешка · f2 белая пешка · g2 белая пешка · h2 белая пешка · a1 белая ладья · e1 белый король · f1 белый слон · h1 белая ладья | a8 чёрная ладья · b8 чёрный конь · c8 чёрный слон · d8 чёрный ферзь · f8 чёрная ладья · g8 чёрный король · a7 чёрная пешка · b7 чёрная пешка · e7 чёрная пешка · f7 чёрная пешка · g7 чёрный слон · h7 чёрная пешка · c6 чёрная пешка · f6 чёрный конь · g6 чёрная пешка · c4 белый ферзь · d4 белая пешка · f4 белый слон · c3 белый конь · f3 белый конь · a2 белая пешка · b2 белая пешка · e2 белая пешка · f2 белая пешка · g2 белая пешка · h2 белая пешка · a1 белая ладья · e1 белый король · f1 белый слон · h1 белая ладья | a8 чёрная ладья · b8 чёрный конь · c8 чёрный слон · d8 чёрный ферзь · f8 чёрная ладья · g8 чёрный король · a7 чёрная пешка · b7 чёрная пешка · e7 чёрная пешка · f7 чёрная пешка · g7 чёрный слон · h7 чёрная пешка · c6 чёрная пешка · f6 чёрный конь · g6 чёрная пешка · c4 белый ферзь · d4 белая пешка · f4 белый слон · c3 белый конь · f3 белый конь · a2 белая пешка · b2 белая пешка · e2 белая пешка · f2 белая пешка · g2 белая пешка · h2 белая пешка · a1 белая ладья · e1 белый король · f1 белый слон · h1 белая ладья | a8 чёрная ладья · b8 чёрный конь · c8 чёрный слон · d8 чёрный ферзь · f8 чёрная ладья · g8 чёрный король · a7 чёрная пешка · b7 чёрная пешка · e7 чёрная пешка · f7 чёрная пешка · g7 чёрный слон · h7 чёрная пешка · c6 чёрная пешка · f6 чёрный конь · g6 чёрная пешка · c4 белый ферзь · d4 белая пешка · f4 белый слон · c3 белый конь · f3 белый конь · a2 белая пешка · b2 белая пешка · e2 белая пешка · f2 белая пешка · g2 белая пешка · h2 белая пешка · a1 белая ладья · e1 белый король · f1 белый слон · h1 белая ладья | a8 чёрная ладья · b8 чёрный конь · c8 чёрный слон · d8 чёрный ферзь · f8 чёрная ладья · g8 чёрный король · a7 чёрная пешка · b7 чёрная пешка · e7 чёрная пешка · f7 чёрная пешка · g7 чёрный слон · h7 чёрная пешка · c6 чёрная пешка · f6 чёрный конь · g6 чёрная пешка · c4 белый ферзь · d4 белая пешка · f4 белый слон · c3 белый конь · f3 белый конь · a2 белая пешка · b2 белая пешка · e2 белая пешка · f2 белая пешка · g2 белая пешка · h2 белая пешка · a1 белая ладья · e1 белый король · f1 белый слон · h1 белая ладья | a8 чёрная ладья · b8 чёрный конь · c8 чёрный слон · d8 чёрный ферзь · f8 чёрная ладья · g8 чёрный король · a7 чёрная пешка · b7 чёрная пешка · e7 чёрная пешка · f7 чёрная пешка · g7 чёрный слон · h7 чёрная пешка · c6 чёрная пешка · f6 чёрный конь · g6 чёрная пешка · c4 белый ферзь · d4 белая пешка · f4 белый слон · c3 белый конь · f3 белый конь · a2 белая пешка · b2 белая пешка · e2 белая пешка · f2 белая пешка · g2 белая пешка · h2 белая пешка · a1 белая ладья · e1 белый король · f1 белый слон · h1 белая ладья | 8 |
| 7 | a8 чёрная ладья · b8 чёрный конь · c8 чёрный слон · d8 чёрный ферзь · f8 чёрная ладья · g8 чёрный король · a7 чёрная пешка · b7 чёрная пешка · e7 чёрная пешка · f7 чёрная пешка · g7 чёрный слон · h7 чёрная пешка · c6 чёрная пешка · f6 чёрный конь · g6 чёрная пешка · c4 белый ферзь · d4 белая пешка · f4 белый слон · c3 белый конь · f3 белый конь · a2 белая пешка · b2 белая пешка · e2 белая пешка · f2 белая пешка · g2 белая пешка · h2 белая пешка · a1 белая ладья · e1 белый король · f1 белый слон · h1 белая ладья | a8 чёрная ладья · b8 чёрный конь · c8 чёрный слон · d8 чёрный ферзь · f8 чёрная ладья · g8 чёрный король · a7 чёрная пешка · b7 чёрная пешка · e7 чёрная пешка · f7 чёрная пешка · g7 чёрный слон · h7 чёрная пешка · c6 чёрная пешка · f6 чёрный конь · g6 чёрная пешка · c4 белый ферзь · d4 белая пешка · f4 белый слон · c3 белый конь · f3 белый конь · a2 белая пешка · b2 белая пешка · e2 белая пешка · f2 белая пешка · g2 белая пешка · h2 белая пешка · a1 белая ладья · e1 белый король · f1 белый слон · h1 белая ладья | a8 чёрная ладья · b8 чёрный конь · c8 чёрный слон · d8 чёрный ферзь · f8 чёрная ладья · g8 чёрный король · a7 чёрная пешка · b7 чёрная пешка · e7 чёрная пешка · f7 чёрная пешка · g7 чёрный слон · h7 чёрная пешка · c6 чёрная пешка · f6 чёрный конь · g6 чёрная пешка · c4 белый ферзь · d4 белая пешка · f4 белый слон · c3 белый конь · f3 белый конь · a2 белая пешка · b2 белая пешка · e2 белая пешка · f2 белая пешка · g2 белая пешка · h2 белая пешка · a1 белая ладья · e1 белый король · f1 белый слон · h1 белая ладья | a8 чёрная ладья · b8 чёрный конь · c8 чёрный слон · d8 чёрный ферзь · f8 чёрная ладья · g8 чёрный король · a7 чёрная пешка · b7 чёрная пешка · e7 чёрная пешка · f7 чёрная пешка · g7 чёрный слон · h7 чёрная пешка · c6 чёрная пешка · f6 чёрный конь · g6 чёрная пешка · c4 белый ферзь · d4 белая пешка · f4 белый слон · c3 белый конь · f3 белый конь · a2 белая пешка · b2 белая пешка · e2 белая пешка · f2 белая пешка · g2 белая пешка · h2 белая пешка · a1 белая ладья · e1 белый король · f1 белый слон · h1 белая ладья | a8 чёрная ладья · b8 чёрный конь · c8 чёрный слон · d8 чёрный ферзь · f8 чёрная ладья · g8 чёрный король · a7 чёрная пешка · b7 чёрная пешка · e7 чёрная пешка · f7 чёрная пешка · g7 чёрный слон · h7 чёрная пешка · c6 чёрная пешка · f6 чёрный конь · g6 чёрная пешка · c4 белый ферзь · d4 белая пешка · f4 белый слон · c3 белый конь · f3 белый конь · a2 белая пешка · b2 белая пешка · e2 белая пешка · f2 белая пешка · g2 белая пешка · h2 белая пешка · a1 белая ладья · e1 белый король · f1 белый слон · h1 белая ладья | a8 чёрная ладья · b8 чёрный конь · c8 чёрный слон · d8 чёрный ферзь · f8 чёрная ладья · g8 чёрный король · a7 чёрная пешка · b7 чёрная пешка · e7 чёрная пешка · f7 чёрная пешка · g7 чёрный слон · h7 чёрная пешка · c6 чёрная пешка · f6 чёрный конь · g6 чёрная пешка · c4 белый ферзь · d4 белая пешка · f4 белый слон · c3 белый конь · f3 белый конь · a2 белая пешка · b2 белая пешка · e2 белая пешка · f2 белая пешка · g2 белая пешка · h2 белая пешка · a1 белая ладья · e1 белый король · f1 белый слон · h1 белая ладья | a8 чёрная ладья · b8 чёрный конь · c8 чёрный слон · d8 чёрный ферзь · f8 чёрная ладья · g8 чёрный король · a7 чёрная пешка · b7 чёрная пешка · e7 чёрная пешка · f7 чёрная пешка · g7 чёрный слон · h7 чёрная пешка · c6 чёрная пешка · f6 чёрный конь · g6 чёрная пешка · c4 белый ферзь · d4 белая пешка · f4 белый слон · c3 белый конь · f3 белый конь · a2 белая пешка · b2 белая пешка · e2 белая пешка · f2 белая пешка · g2 белая пешка · h2 белая пешка · a1 белая ладья · e1 белый король · f1 белый слон · h1 белая ладья | a8 чёрная ладья · b8 чёрный конь · c8 чёрный слон · d8 чёрный ферзь · f8 чёрная ладья · g8 чёрный король · a7 чёрная пешка · b7 чёрная пешка · e7 чёрная пешка · f7 чёрная пешка · g7 чёрный слон · h7 чёрная пешка · c6 чёрная пешка · f6 чёрный конь · g6 чёрная пешка · c4 белый ферзь · d4 белая пешка · f4 белый слон · c3 белый конь · f3 белый конь · a2 белая пешка · b2 белая пешка · e2 белая пешка · f2 белая пешка · g2 белая пешка · h2 белая пешка · a1 белая ладья · e1 белый король · f1 белый слон · h1 белая ладья | 7 |
| 6 | a8 чёрная ладья · b8 чёрный конь · c8 чёрный слон · d8 чёрный ферзь · f8 чёрная ладья · g8 чёрный король · a7 чёрная пешка · b7 чёрная пешка · e7 чёрная пешка · f7 чёрная пешка · g7 чёрный слон · h7 чёрная пешка · c6 чёрная пешка · f6 чёрный конь · g6 чёрная пешка · c4 белый ферзь · d4 белая пешка · f4 белый слон · c3 белый конь · f3 белый конь · a2 белая пешка · b2 белая пешка · e2 белая пешка · f2 белая пешка · g2 белая пешка · h2 белая пешка · a1 белая ладья · e1 белый король · f1 белый слон · h1 белая ладья | a8 чёрная ладья · b8 чёрный конь · c8 чёрный слон · d8 чёрный ферзь · f8 чёрная ладья · g8 чёрный король · a7 чёрная пешка · b7 чёрная пешка · e7 чёрная пешка · f7 чёрная пешка · g7 чёрный слон · h7 чёрная пешка · c6 чёрная пешка · f6 чёрный конь · g6 чёрная пешка · c4 белый ферзь · d4 белая пешка · f4 белый слон · c3 белый конь · f3 белый конь · a2 белая пешка · b2 белая пешка · e2 белая пешка · f2 белая пешка · g2 белая пешка · h2 белая пешка · a1 белая ладья · e1 белый король · f1 белый слон · h1 белая ладья | a8 чёрная ладья · b8 чёрный конь · c8 чёрный слон · d8 чёрный ферзь · f8 чёрная ладья · g8 чёрный король · a7 чёрная пешка · b7 чёрная пешка · e7 чёрная пешка · f7 чёрная пешка · g7 чёрный слон · h7 чёрная пешка · c6 чёрная пешка · f6 чёрный конь · g6 чёрная пешка · c4 белый ферзь · d4 белая пешка · f4 белый слон · c3 белый конь · f3 белый конь · a2 белая пешка · b2 белая пешка · e2 белая пешка · f2 белая пешка · g2 белая пешка · h2 белая пешка · a1 белая ладья · e1 белый король · f1 белый слон · h1 белая ладья | a8 чёрная ладья · b8 чёрный конь · c8 чёрный слон · d8 чёрный ферзь · f8 чёрная ладья · g8 чёрный король · a7 чёрная пешка · b7 чёрная пешка · e7 чёрная пешка · f7 чёрная пешка · g7 чёрный слон · h7 чёрная пешка · c6 чёрная пешка · f6 чёрный конь · g6 чёрная пешка · c4 белый ферзь · d4 белая пешка · f4 белый слон · c3 белый конь · f3 белый конь · a2 белая пешка · b2 белая пешка · e2 белая пешка · f2 белая пешка · g2 белая пешка · h2 белая пешка · a1 белая ладья · e1 белый король · f1 белый слон · h1 белая ладья | a8 чёрная ладья · b8 чёрный конь · c8 чёрный слон · d8 чёрный ферзь · f8 чёрная ладья · g8 чёрный король · a7 чёрная пешка · b7 чёрная пешка · e7 чёрная пешка · f7 чёрная пешка · g7 чёрный слон · h7 чёрная пешка · c6 чёрная пешка · f6 чёрный конь · g6 чёрная пешка · c4 белый ферзь · d4 белая пешка · f4 белый слон · c3 белый конь · f3 белый конь · a2 белая пешка · b2 белая пешка · e2 белая пешка · f2 белая пешка · g2 белая пешка · h2 белая пешка · a1 белая ладья · e1 белый король · f1 белый слон · h1 белая ладья | a8 чёрная ладья · b8 чёрный конь · c8 чёрный слон · d8 чёрный ферзь · f8 чёрная ладья · g8 чёрный король · a7 чёрная пешка · b7 чёрная пешка · e7 чёрная пешка · f7 чёрная пешка · g7 чёрный слон · h7 чёрная пешка · c6 чёрная пешка · f6 чёрный конь · g6 чёрная пешка · c4 белый ферзь · d4 белая пешка · f4 белый слон · c3 белый конь · f3 белый конь · a2 белая пешка · b2 белая пешка · e2 белая пешка · f2 белая пешка · g2 белая пешка · h2 белая пешка · a1 белая ладья · e1 белый король · f1 белый слон · h1 белая ладья | a8 чёрная ладья · b8 чёрный конь · c8 чёрный слон · d8 чёрный ферзь · f8 чёрная ладья · g8 чёрный король · a7 чёрная пешка · b7 чёрная пешка · e7 чёрная пешка · f7 чёрная пешка · g7 чёрный слон · h7 чёрная пешка · c6 чёрная пешка · f6 чёрный конь · g6 чёрная пешка · c4 белый ферзь · d4 белая пешка · f4 белый слон · c3 белый конь · f3 белый конь · a2 белая пешка · b2 белая пешка · e2 белая пешка · f2 белая пешка · g2 белая пешка · h2 белая пешка · a1 белая ладья · e1 белый король · f1 белый слон · h1 белая ладья | a8 чёрная ладья · b8 чёрный конь · c8 чёрный слон · d8 чёрный ферзь · f8 чёрная ладья · g8 чёрный король · a7 чёрная пешка · b7 чёрная пешка · e7 чёрная пешка · f7 чёрная пешка · g7 чёрный слон · h7 чёрная пешка · c6 чёрная пешка · f6 чёрный конь · g6 чёрная пешка · c4 белый ферзь · d4 белая пешка · f4 белый слон · c3 белый конь · f3 белый конь · a2 белая пешка · b2 белая пешка · e2 белая пешка · f2 белая пешка · g2 белая пешка · h2 белая пешка · a1 белая ладья · e1 белый король · f1 белый слон · h1 белая ладья | 6 |
| 5 | a8 чёрная ладья · b8 чёрный конь · c8 чёрный слон · d8 чёрный ферзь · f8 чёрная ладья · g8 чёрный король · a7 чёрная пешка · b7 чёрная пешка · e7 чёрная пешка · f7 чёрная пешка · g7 чёрный слон · h7 чёрная пешка · c6 чёрная пешка · f6 чёрный конь · g6 чёрная пешка · c4 белый ферзь · d4 белая пешка · f4 белый слон · c3 белый конь · f3 белый конь · a2 белая пешка · b2 белая пешка · e2 белая пешка · f2 белая пешка · g2 белая пешка · h2 белая пешка · a1 белая ладья · e1 белый король · f1 белый слон · h1 белая ладья | a8 чёрная ладья · b8 чёрный конь · c8 чёрный слон · d8 чёрный ферзь · f8 чёрная ладья · g8 чёрный король · a7 чёрная пешка · b7 чёрная пешка · e7 чёрная пешка · f7 чёрная пешка · g7 чёрный слон · h7 чёрная пешка · c6 чёрная пешка · f6 чёрный конь · g6 чёрная пешка · c4 белый ферзь · d4 белая пешка · f4 белый слон · c3 белый конь · f3 белый конь · a2 белая пешка · b2 белая пешка · e2 белая пешка · f2 белая пешка · g2 белая пешка · h2 белая пешка · a1 белая ладья · e1 белый король · f1 белый слон · h1 белая ладья | a8 чёрная ладья · b8 чёрный конь · c8 чёрный слон · d8 чёрный ферзь · f8 чёрная ладья · g8 чёрный король · a7 чёрная пешка · b7 чёрная пешка · e7 чёрная пешка · f7 чёрная пешка · g7 чёрный слон · h7 чёрная пешка · c6 чёрная пешка · f6 чёрный конь · g6 чёрная пешка · c4 белый ферзь · d4 белая пешка · f4 белый слон · c3 белый конь · f3 белый конь · a2 белая пешка · b2 белая пешка · e2 белая пешка · f2 белая пешка · g2 белая пешка · h2 белая пешка · a1 белая ладья · e1 белый король · f1 белый слон · h1 белая ладья | a8 чёрная ладья · b8 чёрный конь · c8 чёрный слон · d8 чёрный ферзь · f8 чёрная ладья · g8 чёрный король · a7 чёрная пешка · b7 чёрная пешка · e7 чёрная пешка · f7 чёрная пешка · g7 чёрный слон · h7 чёрная пешка · c6 чёрная пешка · f6 чёрный конь · g6 чёрная пешка · c4 белый ферзь · d4 белая пешка · f4 белый слон · c3 белый конь · f3 белый конь · a2 белая пешка · b2 белая пешка · e2 белая пешка · f2 белая пешка · g2 белая пешка · h2 белая пешка · a1 белая ладья · e1 белый король · f1 белый слон · h1 белая ладья | a8 чёрная ладья · b8 чёрный конь · c8 чёрный слон · d8 чёрный ферзь · f8 чёрная ладья · g8 чёрный король · a7 чёрная пешка · b7 чёрная пешка · e7 чёрная пешка · f7 чёрная пешка · g7 чёрный слон · h7 чёрная пешка · c6 чёрная пешка · f6 чёрный конь · g6 чёрная пешка · c4 белый ферзь · d4 белая пешка · f4 белый слон · c3 белый конь · f3 белый конь · a2 белая пешка · b2 белая пешка · e2 белая пешка · f2 белая пешка · g2 белая пешка · h2 белая пешка · a1 белая ладья · e1 белый король · f1 белый слон · h1 белая ладья | a8 чёрная ладья · b8 чёрный конь · c8 чёрный слон · d8 чёрный ферзь · f8 чёрная ладья · g8 чёрный король · a7 чёрная пешка · b7 чёрная пешка · e7 чёрная пешка · f7 чёрная пешка · g7 чёрный слон · h7 чёрная пешка · c6 чёрная пешка · f6 чёрный конь · g6 чёрная пешка · c4 белый ферзь · d4 белая пешка · f4 белый слон · c3 белый конь · f3 белый конь · a2 белая пешка · b2 белая пешка · e2 белая пешка · f2 белая пешка · g2 белая пешка · h2 белая пешка · a1 белая ладья · e1 белый король · f1 белый слон · h1 белая ладья | a8 чёрная ладья · b8 чёрный конь · c8 чёрный слон · d8 чёрный ферзь · f8 чёрная ладья · g8 чёрный король · a7 чёрная пешка · b7 чёрная пешка · e7 чёрная пешка · f7 чёрная пешка · g7 чёрный слон · h7 чёрная пешка · c6 чёрная пешка · f6 чёрный конь · g6 чёрная пешка · c4 белый ферзь · d4 белая пешка · f4 белый слон · c3 белый конь · f3 белый конь · a2 белая пешка · b2 белая пешка · e2 белая пешка · f2 белая пешка · g2 белая пешка · h2 белая пешка · a1 белая ладья · e1 белый король · f1 белый слон · h1 белая ладья | a8 чёрная ладья · b8 чёрный конь · c8 чёрный слон · d8 чёрный ферзь · f8 чёрная ладья · g8 чёрный король · a7 чёрная пешка · b7 чёрная пешка · e7 чёрная пешка · f7 чёрная пешка · g7 чёрный слон · h7 чёрная пешка · c6 чёрная пешка · f6 чёрный конь · g6 чёрная пешка · c4 белый ферзь · d4 белая пешка · f4 белый слон · c3 белый конь · f3 белый конь · a2 белая пешка · b2 белая пешка · e2 белая пешка · f2 белая пешка · g2 белая пешка · h2 белая пешка · a1 белая ладья · e1 белый король · f1 белый слон · h1 белая ладья | 5 |
| 4 | a8 чёрная ладья · b8 чёрный конь · c8 чёрный слон · d8 чёрный ферзь · f8 чёрная ладья · g8 чёрный король · a7 чёрная пешка · b7 чёрная пешка · e7 чёрная пешка · f7 чёрная пешка · g7 чёрный слон · h7 чёрная пешка · c6 чёрная пешка · f6 чёрный конь · g6 чёрная пешка · c4 белый ферзь · d4 белая пешка · f4 белый слон · c3 белый конь · f3 белый конь · a2 белая пешка · b2 белая пешка · e2 белая пешка · f2 белая пешка · g2 белая пешка · h2 белая пешка · a1 белая ладья · e1 белый король · f1 белый слон · h1 белая ладья | a8 чёрная ладья · b8 чёрный конь · c8 чёрный слон · d8 чёрный ферзь · f8 чёрная ладья · g8 чёрный король · a7 чёрная пешка · b7 чёрная пешка · e7 чёрная пешка · f7 чёрная пешка · g7 чёрный слон · h7 чёрная пешка · c6 чёрная пешка · f6 чёрный конь · g6 чёрная пешка · c4 белый ферзь · d4 белая пешка · f4 белый слон · c3 белый конь · f3 белый конь · a2 белая пешка · b2 белая пешка · e2 белая пешка · f2 белая пешка · g2 белая пешка · h2 белая пешка · a1 белая ладья · e1 белый король · f1 белый слон · h1 белая ладья | a8 чёрная ладья · b8 чёрный конь · c8 чёрный слон · d8 чёрный ферзь · f8 чёрная ладья · g8 чёрный король · a7 чёрная пешка · b7 чёрная пешка · e7 чёрная пешка · f7 чёрная пешка · g7 чёрный слон · h7 чёрная пешка · c6 чёрная пешка · f6 чёрный конь · g6 чёрная пешка · c4 белый ферзь · d4 белая пешка · f4 белый слон · c3 белый конь · f3 белый конь · a2 белая пешка · b2 белая пешка · e2 белая пешка · f2 белая пешка · g2 белая пешка · h2 белая пешка · a1 белая ладья · e1 белый король · f1 белый слон · h1 белая ладья | a8 чёрная ладья · b8 чёрный конь · c8 чёрный слон · d8 чёрный ферзь · f8 чёрная ладья · g8 чёрный король · a7 чёрная пешка · b7 чёрная пешка · e7 чёрная пешка · f7 чёрная пешка · g7 чёрный слон · h7 чёрная пешка · c6 чёрная пешка · f6 чёрный конь · g6 чёрная пешка · c4 белый ферзь · d4 белая пешка · f4 белый слон · c3 белый конь · f3 белый конь · a2 белая пешка · b2 белая пешка · e2 белая пешка · f2 белая пешка · g2 белая пешка · h2 белая пешка · a1 белая ладья · e1 белый король · f1 белый слон · h1 белая ладья | a8 чёрная ладья · b8 чёрный конь · c8 чёрный слон · d8 чёрный ферзь · f8 чёрная ладья · g8 чёрный король · a7 чёрная пешка · b7 чёрная пешка · e7 чёрная пешка · f7 чёрная пешка · g7 чёрный слон · h7 чёрная пешка · c6 чёрная пешка · f6 чёрный конь · g6 чёрная пешка · c4 белый ферзь · d4 белая пешка · f4 белый слон · c3 белый конь · f3 белый конь · a2 белая пешка · b2 белая пешка · e2 белая пешка · f2 белая пешка · g2 белая пешка · h2 белая пешка · a1 белая ладья · e1 белый король · f1 белый слон · h1 белая ладья | a8 чёрная ладья · b8 чёрный конь · c8 чёрный слон · d8 чёрный ферзь · f8 чёрная ладья · g8 чёрный король · a7 чёрная пешка · b7 чёрная пешка · e7 чёрная пешка · f7 чёрная пешка · g7 чёрный слон · h7 чёрная пешка · c6 чёрная пешка · f6 чёрный конь · g6 чёрная пешка · c4 белый ферзь · d4 белая пешка · f4 белый слон · c3 белый конь · f3 белый конь · a2 белая пешка · b2 белая пешка · e2 белая пешка · f2 белая пешка · g2 белая пешка · h2 белая пешка · a1 белая ладья · e1 белый король · f1 белый слон · h1 белая ладья | a8 чёрная ладья · b8 чёрный конь · c8 чёрный слон · d8 чёрный ферзь · f8 чёрная ладья · g8 чёрный король · a7 чёрная пешка · b7 чёрная пешка · e7 чёрная пешка · f7 чёрная пешка · g7 чёрный слон · h7 чёрная пешка · c6 чёрная пешка · f6 чёрный конь · g6 чёрная пешка · c4 белый ферзь · d4 белая пешка · f4 белый слон · c3 белый конь · f3 белый конь · a2 белая пешка · b2 белая пешка · e2 белая пешка · f2 белая пешка · g2 белая пешка · h2 белая пешка · a1 белая ладья · e1 белый король · f1 белый слон · h1 белая ладья | a8 чёрная ладья · b8 чёрный конь · c8 чёрный слон · d8 чёрный ферзь · f8 чёрная ладья · g8 чёрный король · a7 чёрная пешка · b7 чёрная пешка · e7 чёрная пешка · f7 чёрная пешка · g7 чёрный слон · h7 чёрная пешка · c6 чёрная пешка · f6 чёрный конь · g6 чёрная пешка · c4 белый ферзь · d4 белая пешка · f4 белый слон · c3 белый конь · f3 белый конь · a2 белая пешка · b2 белая пешка · e2 белая пешка · f2 белая пешка · g2 белая пешка · h2 белая пешка · a1 белая ладья · e1 белый король · f1 белый слон · h1 белая ладья | 4 |
| 3 | a8 чёрная ладья · b8 чёрный конь · c8 чёрный слон · d8 чёрный ферзь · f8 чёрная ладья · g8 чёрный король · a7 чёрная пешка · b7 чёрная пешка · e7 чёрная пешка · f7 чёрная пешка · g7 чёрный слон · h7 чёрная пешка · c6 чёрная пешка · f6 чёрный конь · g6 чёрная пешка · c4 белый ферзь · d4 белая пешка · f4 белый слон · c3 белый конь · f3 белый конь · a2 белая пешка · b2 белая пешка · e2 белая пешка · f2 белая пешка · g2 белая пешка · h2 белая пешка · a1 белая ладья · e1 белый король · f1 белый слон · h1 белая ладья | a8 чёрная ладья · b8 чёрный конь · c8 чёрный слон · d8 чёрный ферзь · f8 чёрная ладья · g8 чёрный король · a7 чёрная пешка · b7 чёрная пешка · e7 чёрная пешка · f7 чёрная пешка · g7 чёрный слон · h7 чёрная пешка · c6 чёрная пешка · f6 чёрный конь · g6 чёрная пешка · c4 белый ферзь · d4 белая пешка · f4 белый слон · c3 белый конь · f3 белый конь · a2 белая пешка · b2 белая пешка · e2 белая пешка · f2 белая пешка · g2 белая пешка · h2 белая пешка · a1 белая ладья · e1 белый король · f1 белый слон · h1 белая ладья | a8 чёрная ладья · b8 чёрный конь · c8 чёрный слон · d8 чёрный ферзь · f8 чёрная ладья · g8 чёрный король · a7 чёрная пешка · b7 чёрная пешка · e7 чёрная пешка · f7 чёрная пешка · g7 чёрный слон · h7 чёрная пешка · c6 чёрная пешка · f6 чёрный конь · g6 чёрная пешка · c4 белый ферзь · d4 белая пешка · f4 белый слон · c3 белый конь · f3 белый конь · a2 белая пешка · b2 белая пешка · e2 белая пешка · f2 белая пешка · g2 белая пешка · h2 белая пешка · a1 белая ладья · e1 белый король · f1 белый слон · h1 белая ладья | a8 чёрная ладья · b8 чёрный конь · c8 чёрный слон · d8 чёрный ферзь · f8 чёрная ладья · g8 чёрный король · a7 чёрная пешка · b7 чёрная пешка · e7 чёрная пешка · f7 чёрная пешка · g7 чёрный слон · h7 чёрная пешка · c6 чёрная пешка · f6 чёрный конь · g6 чёрная пешка · c4 белый ферзь · d4 белая пешка · f4 белый слон · c3 белый конь · f3 белый конь · a2 белая пешка · b2 белая пешка · e2 белая пешка · f2 белая пешка · g2 белая пешка · h2 белая пешка · a1 белая ладья · e1 белый король · f1 белый слон · h1 белая ладья | a8 чёрная ладья · b8 чёрный конь · c8 чёрный слон · d8 чёрный ферзь · f8 чёрная ладья · g8 чёрный король · a7 чёрная пешка · b7 чёрная пешка · e7 чёрная пешка · f7 чёрная пешка · g7 чёрный слон · h7 чёрная пешка · c6 чёрная пешка · f6 чёрный конь · g6 чёрная пешка · c4 белый ферзь · d4 белая пешка · f4 белый слон · c3 белый конь · f3 белый конь · a2 белая пешка · b2 белая пешка · e2 белая пешка · f2 белая пешка · g2 белая пешка · h2 белая пешка · a1 белая ладья · e1 белый король · f1 белый слон · h1 белая ладья | a8 чёрная ладья · b8 чёрный конь · c8 чёрный слон · d8 чёрный ферзь · f8 чёрная ладья · g8 чёрный король · a7 чёрная пешка · b7 чёрная пешка · e7 чёрная пешка · f7 чёрная пешка · g7 чёрный слон · h7 чёрная пешка · c6 чёрная пешка · f6 чёрный конь · g6 чёрная пешка · c4 белый ферзь · d4 белая пешка · f4 белый слон · c3 белый конь · f3 белый конь · a2 белая пешка · b2 белая пешка · e2 белая пешка · f2 белая пешка · g2 белая пешка · h2 белая пешка · a1 белая ладья · e1 белый король · f1 белый слон · h1 белая ладья | a8 чёрная ладья · b8 чёрный конь · c8 чёрный слон · d8 чёрный ферзь · f8 чёрная ладья · g8 чёрный король · a7 чёрная пешка · b7 чёрная пешка · e7 чёрная пешка · f7 чёрная пешка · g7 чёрный слон · h7 чёрная пешка · c6 чёрная пешка · f6 чёрный конь · g6 чёрная пешка · c4 белый ферзь · d4 белая пешка · f4 белый слон · c3 белый конь · f3 белый конь · a2 белая пешка · b2 белая пешка · e2 белая пешка · f2 белая пешка · g2 белая пешка · h2 белая пешка · a1 белая ладья · e1 белый король · f1 белый слон · h1 белая ладья | a8 чёрная ладья · b8 чёрный конь · c8 чёрный слон · d8 чёрный ферзь · f8 чёрная ладья · g8 чёрный король · a7 чёрная пешка · b7 чёрная пешка · e7 чёрная пешка · f7 чёрная пешка · g7 чёрный слон · h7 чёрная пешка · c6 чёрная пешка · f6 чёрный конь · g6 чёрная пешка · c4 белый ферзь · d4 белая пешка · f4 белый слон · c3 белый конь · f3 белый конь · a2 белая пешка · b2 белая пешка · e2 белая пешка · f2 белая пешка · g2 белая пешка · h2 белая пешка · a1 белая ладья · e1 белый король · f1 белый слон · h1 белая ладья | 3 |
| 2 | a8 чёрная ладья · b8 чёрный конь · c8 чёрный слон · d8 чёрный ферзь · f8 чёрная ладья · g8 чёрный король · a7 чёрная пешка · b7 чёрная пешка · e7 чёрная пешка · f7 чёрная пешка · g7 чёрный слон · h7 чёрная пешка · c6 чёрная пешка · f6 чёрный конь · g6 чёрная пешка · c4 белый ферзь · d4 белая пешка · f4 белый слон · c3 белый конь · f3 белый конь · a2 белая пешка · b2 белая пешка · e2 белая пешка · f2 белая пешка · g2 белая пешка · h2 белая пешка · a1 белая ладья · e1 белый король · f1 белый слон · h1 белая ладья | a8 чёрная ладья · b8 чёрный конь · c8 чёрный слон · d8 чёрный ферзь · f8 чёрная ладья · g8 чёрный король · a7 чёрная пешка · b7 чёрная пешка · e7 чёрная пешка · f7 чёрная пешка · g7 чёрный слон · h7 чёрная пешка · c6 чёрная пешка · f6 чёрный конь · g6 чёрная пешка · c4 белый ферзь · d4 белая пешка · f4 белый слон · c3 белый конь · f3 белый конь · a2 белая пешка · b2 белая пешка · e2 белая пешка · f2 белая пешка · g2 белая пешка · h2 белая пешка · a1 белая ладья · e1 белый король · f1 белый слон · h1 белая ладья | a8 чёрная ладья · b8 чёрный конь · c8 чёрный слон · d8 чёрный ферзь · f8 чёрная ладья · g8 чёрный король · a7 чёрная пешка · b7 чёрная пешка · e7 чёрная пешка · f7 чёрная пешка · g7 чёрный слон · h7 чёрная пешка · c6 чёрная пешка · f6 чёрный конь · g6 чёрная пешка · c4 белый ферзь · d4 белая пешка · f4 белый слон · c3 белый конь · f3 белый конь · a2 белая пешка · b2 белая пешка · e2 белая пешка · f2 белая пешка · g2 белая пешка · h2 белая пешка · a1 белая ладья · e1 белый король · f1 белый слон · h1 белая ладья | a8 чёрная ладья · b8 чёрный конь · c8 чёрный слон · d8 чёрный ферзь · f8 чёрная ладья · g8 чёрный король · a7 чёрная пешка · b7 чёрная пешка · e7 чёрная пешка · f7 чёрная пешка · g7 чёрный слон · h7 чёрная пешка · c6 чёрная пешка · f6 чёрный конь · g6 чёрная пешка · c4 белый ферзь · d4 белая пешка · f4 белый слон · c3 белый конь · f3 белый конь · a2 белая пешка · b2 белая пешка · e2 белая пешка · f2 белая пешка · g2 белая пешка · h2 белая пешка · a1 белая ладья · e1 белый король · f1 белый слон · h1 белая ладья | a8 чёрная ладья · b8 чёрный конь · c8 чёрный слон · d8 чёрный ферзь · f8 чёрная ладья · g8 чёрный король · a7 чёрная пешка · b7 чёрная пешка · e7 чёрная пешка · f7 чёрная пешка · g7 чёрный слон · h7 чёрная пешка · c6 чёрная пешка · f6 чёрный конь · g6 чёрная пешка · c4 белый ферзь · d4 белая пешка · f4 белый слон · c3 белый конь · f3 белый конь · a2 белая пешка · b2 белая пешка · e2 белая пешка · f2 белая пешка · g2 белая пешка · h2 белая пешка · a1 белая ладья · e1 белый король · f1 белый слон · h1 белая ладья | a8 чёрная ладья · b8 чёрный конь · c8 чёрный слон · d8 чёрный ферзь · f8 чёрная ладья · g8 чёрный король · a7 чёрная пешка · b7 чёрная пешка · e7 чёрная пешка · f7 чёрная пешка · g7 чёрный слон · h7 чёрная пешка · c6 чёрная пешка · f6 чёрный конь · g6 чёрная пешка · c4 белый ферзь · d4 белая пешка · f4 белый слон · c3 белый конь · f3 белый конь · a2 белая пешка · b2 белая пешка · e2 белая пешка · f2 белая пешка · g2 белая пешка · h2 белая пешка · a1 белая ладья · e1 белый король · f1 белый слон · h1 белая ладья | a8 чёрная ладья · b8 чёрный конь · c8 чёрный слон · d8 чёрный ферзь · f8 чёрная ладья · g8 чёрный король · a7 чёрная пешка · b7 чёрная пешка · e7 чёрная пешка · f7 чёрная пешка · g7 чёрный слон · h7 чёрная пешка · c6 чёрная пешка · f6 чёрный конь · g6 чёрная пешка · c4 белый ферзь · d4 белая пешка · f4 белый слон · c3 белый конь · f3 белый конь · a2 белая пешка · b2 белая пешка · e2 белая пешка · f2 белая пешка · g2 белая пешка · h2 белая пешка · a1 белая ладья · e1 белый король · f1 белый слон · h1 белая ладья | a8 чёрная ладья · b8 чёрный конь · c8 чёрный слон · d8 чёрный ферзь · f8 чёрная ладья · g8 чёрный король · a7 чёрная пешка · b7 чёрная пешка · e7 чёрная пешка · f7 чёрная пешка · g7 чёрный слон · h7 чёрная пешка · c6 чёрная пешка · f6 чёрный конь · g6 чёрная пешка · c4 белый ферзь · d4 белая пешка · f4 белый слон · c3 белый конь · f3 белый конь · a2 белая пешка · b2 белая пешка · e2 белая пешка · f2 белая пешка · g2 белая пешка · h2 белая пешка · a1 белая ладья · e1 белый король · f1 белый слон · h1 белая ладья | 2 |
| 1 | a8 чёрная ладья · b8 чёрный конь · c8 чёрный слон · d8 чёрный ферзь · f8 чёрная ладья · g8 чёрный король · a7 чёрная пешка · b7 чёрная пешка · e7 чёрная пешка · f7 чёрная пешка · g7 чёрный слон · h7 чёрная пешка · c6 чёрная пешка · f6 чёрный конь · g6 чёрная пешка · c4 белый ферзь · d4 белая пешка · f4 белый слон · c3 белый конь · f3 белый конь · a2 белая пешка · b2 белая пешка · e2 белая пешка · f2 белая пешка · g2 белая пешка · h2 белая пешка · a1 белая ладья · e1 белый король · f1 белый слон · h1 белая ладья | a8 чёрная ладья · b8 чёрный конь · c8 чёрный слон · d8 чёрный ферзь · f8 чёрная ладья · g8 чёрный король · a7 чёрная пешка · b7 чёрная пешка · e7 чёрная пешка · f7 чёрная пешка · g7 чёрный слон · h7 чёрная пешка · c6 чёрная пешка · f6 чёрный конь · g6 чёрная пешка · c4 белый ферзь · d4 белая пешка · f4 белый слон · c3 белый конь · f3 белый конь · a2 белая пешка · b2 белая пешка · e2 белая пешка · f2 белая пешка · g2 белая пешка · h2 белая пешка · a1 белая ладья · e1 белый король · f1 белый слон · h1 белая ладья | a8 чёрная ладья · b8 чёрный конь · c8 чёрный слон · d8 чёрный ферзь · f8 чёрная ладья · g8 чёрный король · a7 чёрная пешка · b7 чёрная пешка · e7 чёрная пешка · f7 чёрная пешка · g7 чёрный слон · h7 чёрная пешка · c6 чёрная пешка · f6 чёрный конь · g6 чёрная пешка · c4 белый ферзь · d4 белая пешка · f4 белый слон · c3 белый конь · f3 белый конь · a2 белая пешка · b2 белая пешка · e2 белая пешка · f2 белая пешка · g2 белая пешка · h2 белая пешка · a1 белая ладья · e1 белый король · f1 белый слон · h1 белая ладья | a8 чёрная ладья · b8 чёрный конь · c8 чёрный слон · d8 чёрный ферзь · f8 чёрная ладья · g8 чёрный король · a7 чёрная пешка · b7 чёрная пешка · e7 чёрная пешка · f7 чёрная пешка · g7 чёрный слон · h7 чёрная пешка · c6 чёрная пешка · f6 чёрный конь · g6 чёрная пешка · c4 белый ферзь · d4 белая пешка · f4 белый слон · c3 белый конь · f3 белый конь · a2 белая пешка · b2 белая пешка · e2 белая пешка · f2 белая пешка · g2 белая пешка · h2 белая пешка · a1 белая ладья · e1 белый король · f1 белый слон · h1 белая ладья | a8 чёрная ладья · b8 чёрный конь · c8 чёрный слон · d8 чёрный ферзь · f8 чёрная ладья · g8 чёрный король · a7 чёрная пешка · b7 чёрная пешка · e7 чёрная пешка · f7 чёрная пешка · g7 чёрный слон · h7 чёрная пешка · c6 чёрная пешка · f6 чёрный конь · g6 чёрная пешка · c4 белый ферзь · d4 белая пешка · f4 белый слон · c3 белый конь · f3 белый конь · a2 белая пешка · b2 белая пешка · e2 белая пешка · f2 белая пешка · g2 белая пешка · h2 белая пешка · a1 белая ладья · e1 белый король · f1 белый слон · h1 белая ладья | a8 чёрная ладья · b8 чёрный конь · c8 чёрный слон · d8 чёрный ферзь · f8 чёрная ладья · g8 чёрный король · a7 чёрная пешка · b7 чёрная пешка · e7 чёрная пешка · f7 чёрная пешка · g7 чёрный слон · h7 чёрная пешка · c6 чёрная пешка · f6 чёрный конь · g6 чёрная пешка · c4 белый ферзь · d4 белая пешка · f4 белый слон · c3 белый конь · f3 белый конь · a2 белая пешка · b2 белая пешка · e2 белая пешка · f2 белая пешка · g2 белая пешка · h2 белая пешка · a1 белая ладья · e1 белый король · f1 белый слон · h1 белая ладья | a8 чёрная ладья · b8 чёрный конь · c8 чёрный слон · d8 чёрный ферзь · f8 чёрная ладья · g8 чёрный король · a7 чёрная пешка · b7 чёрная пешка · e7 чёрная пешка · f7 чёрная пешка · g7 чёрный слон · h7 чёрная пешка · c6 чёрная пешка · f6 чёрный конь · g6 чёрная пешка · c4 белый ферзь · d4 белая пешка · f4 белый слон · c3 белый конь · f3 белый конь · a2 белая пешка · b2 белая пешка · e2 белая пешка · f2 белая пешка · g2 белая пешка · h2 белая пешка · a1 белая ладья · e1 белый король · f1 белый слон · h1 белая ладья | a8 чёрная ладья · b8 чёрный конь · c8 чёрный слон · d8 чёрный ферзь · f8 чёрная ладья · g8 чёрный король · a7 чёрная пешка · b7 чёрная пешка · e7 чёрная пешка · f7 чёрная пешка · g7 чёрный слон · h7 чёрная пешка · c6 чёрная пешка · f6 чёрный конь · g6 чёрная пешка · c4 белый ферзь · d4 белая пешка · f4 белый слон · c3 белый конь · f3 белый конь · a2 белая пешка · b2 белая пешка · e2 белая пешка · f2 белая пешка · g2 белая пешка · h2 белая пешка · a1 белая ладья · e1 белый король · f1 белый слон · h1 белая ладья | 1 |
|   | a | b | c | d | e | f | g | h |   |

6. Qb3 dxc4 7. Qxc4 c6 (диаграмма 1) — в своей книге «Мои великие предшественники» Гарри Каспаров назвал этот ход «медлительным», хотя сам получал такую же позицию с перестановкой ходов. Спустя более чем через 40 лет Каспаров начал играть 7…Na6 с последующим 8…c5. Фишер отказался от 6…c6 из-за того, что коню с b8 пришлось бы развиваться через пассивное поле.
8. e4 Nbd7 — ход Фишера не уравнивает позицию, так как является пассивным. В партии 1986 года против Энтони Майлса Каспаров сыграл активнее 8…b5, после чего последовало 9. Qb3 Qa5 10. Bd3 Be6 11. Qd1. 13-й чемпион мира сыграл 11… Rd8 и также получил худшую позицию, но смог победить. Лучшие ходы — 11…c5 или Bg4.
9. Rd1 — Фишер указал на альтернативный вариант: 9. e5 Nd5 10. Nxd5 cxd5 11. Qxd5 Nxe5!, отыгрывая пешку. 9… Nb6 10. Qc5 (вместе с ходом 9. Rd1 — оказание давления на все центральные поля) Bg4 11. Bg5? — небольшое преимущество белым сохранял вариант 11. Be2 Nfd7 12. Qa3 Bxf3 13. Bxf3 e5 14. dxe5 Qe8 15. Be2 Nxe5.
|   | a | b | c | d | e | f | g | h |   |
| - | --- | --- | --- | --- | --- | --- | --- | --- | - |
| 8 | a8 чёрная ладья · d8 чёрный ферзь · f8 чёрная ладья · g8 чёрный король · a7 чёрная пешка · b7 чёрная пешка · e7 чёрная пешка · f7 чёрная пешка · g7 чёрный слон · h7 чёрная пешка · c6 чёрная пешка · f6 чёрный конь · g6 чёрная пешка · c5 белый ферзь · g5 белый слон · a4 чёрный конь · d4 белая пешка · e4 белая пешка · g4 чёрный слон · c3 белый конь · f3 белый конь · a2 белая пешка · b2 белая пешка · f2 белая пешка · g2 белая пешка · h2 белая пешка · d1 белая ладья · e1 белый король · f1 белый слон · h1 белая ладья | a8 чёрная ладья · d8 чёрный ферзь · f8 чёрная ладья · g8 чёрный король · a7 чёрная пешка · b7 чёрная пешка · e7 чёрная пешка · f7 чёрная пешка · g7 чёрный слон · h7 чёрная пешка · c6 чёрная пешка · f6 чёрный конь · g6 чёрная пешка · c5 белый ферзь · g5 белый слон · a4 чёрный конь · d4 белая пешка · e4 белая пешка · g4 чёрный слон · c3 белый конь · f3 белый конь · a2 белая пешка · b2 белая пешка · f2 белая пешка · g2 белая пешка · h2 белая пешка · d1 белая ладья · e1 белый король · f1 белый слон · h1 белая ладья | a8 чёрная ладья · d8 чёрный ферзь · f8 чёрная ладья · g8 чёрный король · a7 чёрная пешка · b7 чёрная пешка · e7 чёрная пешка · f7 чёрная пешка · g7 чёрный слон · h7 чёрная пешка · c6 чёрная пешка · f6 чёрный конь · g6 чёрная пешка · c5 белый ферзь · g5 белый слон · a4 чёрный конь · d4 белая пешка · e4 белая пешка · g4 чёрный слон · c3 белый конь · f3 белый конь · a2 белая пешка · b2 белая пешка · f2 белая пешка · g2 белая пешка · h2 белая пешка · d1 белая ладья · e1 белый король · f1 белый слон · h1 белая ладья | a8 чёрная ладья · d8 чёрный ферзь · f8 чёрная ладья · g8 чёрный король · a7 чёрная пешка · b7 чёрная пешка · e7 чёрная пешка · f7 чёрная пешка · g7 чёрный слон · h7 чёрная пешка · c6 чёрная пешка · f6 чёрный конь · g6 чёрная пешка · c5 белый ферзь · g5 белый слон · a4 чёрный конь · d4 белая пешка · e4 белая пешка · g4 чёрный слон · c3 белый конь · f3 белый конь · a2 белая пешка · b2 белая пешка · f2 белая пешка · g2 белая пешка · h2 белая пешка · d1 белая ладья · e1 белый король · f1 белый слон · h1 белая ладья | a8 чёрная ладья · d8 чёрный ферзь · f8 чёрная ладья · g8 чёрный король · a7 чёрная пешка · b7 чёрная пешка · e7 чёрная пешка · f7 чёрная пешка · g7 чёрный слон · h7 чёрная пешка · c6 чёрная пешка · f6 чёрный конь · g6 чёрная пешка · c5 белый ферзь · g5 белый слон · a4 чёрный конь · d4 белая пешка · e4 белая пешка · g4 чёрный слон · c3 белый конь · f3 белый конь · a2 белая пешка · b2 белая пешка · f2 белая пешка · g2 белая пешка · h2 белая пешка · d1 белая ладья · e1 белый король · f1 белый слон · h1 белая ладья | a8 чёрная ладья · d8 чёрный ферзь · f8 чёрная ладья · g8 чёрный король · a7 чёрная пешка · b7 чёрная пешка · e7 чёрная пешка · f7 чёрная пешка · g7 чёрный слон · h7 чёрная пешка · c6 чёрная пешка · f6 чёрный конь · g6 чёрная пешка · c5 белый ферзь · g5 белый слон · a4 чёрный конь · d4 белая пешка · e4 белая пешка · g4 чёрный слон · c3 белый конь · f3 белый конь · a2 белая пешка · b2 белая пешка · f2 белая пешка · g2 белая пешка · h2 белая пешка · d1 белая ладья · e1 белый король · f1 белый слон · h1 белая ладья | a8 чёрная ладья · d8 чёрный ферзь · f8 чёрная ладья · g8 чёрный король · a7 чёрная пешка · b7 чёрная пешка · e7 чёрная пешка · f7 чёрная пешка · g7 чёрный слон · h7 чёрная пешка · c6 чёрная пешка · f6 чёрный конь · g6 чёрная пешка · c5 белый ферзь · g5 белый слон · a4 чёрный конь · d4 белая пешка · e4 белая пешка · g4 чёрный слон · c3 белый конь · f3 белый конь · a2 белая пешка · b2 белая пешка · f2 белая пешка · g2 белая пешка · h2 белая пешка · d1 белая ладья · e1 белый король · f1 белый слон · h1 белая ладья | a8 чёрная ладья · d8 чёрный ферзь · f8 чёрная ладья · g8 чёрный король · a7 чёрная пешка · b7 чёрная пешка · e7 чёрная пешка · f7 чёрная пешка · g7 чёрный слон · h7 чёрная пешка · c6 чёрная пешка · f6 чёрный конь · g6 чёрная пешка · c5 белый ферзь · g5 белый слон · a4 чёрный конь · d4 белая пешка · e4 белая пешка · g4 чёрный слон · c3 белый конь · f3 белый конь · a2 белая пешка · b2 белая пешка · f2 белая пешка · g2 белая пешка · h2 белая пешка · d1 белая ладья · e1 белый король · f1 белый слон · h1 белая ладья | 8 |
| 7 | a8 чёрная ладья · d8 чёрный ферзь · f8 чёрная ладья · g8 чёрный король · a7 чёрная пешка · b7 чёрная пешка · e7 чёрная пешка · f7 чёрная пешка · g7 чёрный слон · h7 чёрная пешка · c6 чёрная пешка · f6 чёрный конь · g6 чёрная пешка · c5 белый ферзь · g5 белый слон · a4 чёрный конь · d4 белая пешка · e4 белая пешка · g4 чёрный слон · c3 белый конь · f3 белый конь · a2 белая пешка · b2 белая пешка · f2 белая пешка · g2 белая пешка · h2 белая пешка · d1 белая ладья · e1 белый король · f1 белый слон · h1 белая ладья | a8 чёрная ладья · d8 чёрный ферзь · f8 чёрная ладья · g8 чёрный король · a7 чёрная пешка · b7 чёрная пешка · e7 чёрная пешка · f7 чёрная пешка · g7 чёрный слон · h7 чёрная пешка · c6 чёрная пешка · f6 чёрный конь · g6 чёрная пешка · c5 белый ферзь · g5 белый слон · a4 чёрный конь · d4 белая пешка · e4 белая пешка · g4 чёрный слон · c3 белый конь · f3 белый конь · a2 белая пешка · b2 белая пешка · f2 белая пешка · g2 белая пешка · h2 белая пешка · d1 белая ладья · e1 белый король · f1 белый слон · h1 белая ладья | a8 чёрная ладья · d8 чёрный ферзь · f8 чёрная ладья · g8 чёрный король · a7 чёрная пешка · b7 чёрная пешка · e7 чёрная пешка · f7 чёрная пешка · g7 чёрный слон · h7 чёрная пешка · c6 чёрная пешка · f6 чёрный конь · g6 чёрная пешка · c5 белый ферзь · g5 белый слон · a4 чёрный конь · d4 белая пешка · e4 белая пешка · g4 чёрный слон · c3 белый конь · f3 белый конь · a2 белая пешка · b2 белая пешка · f2 белая пешка · g2 белая пешка · h2 белая пешка · d1 белая ладья · e1 белый король · f1 белый слон · h1 белая ладья | a8 чёрная ладья · d8 чёрный ферзь · f8 чёрная ладья · g8 чёрный король · a7 чёрная пешка · b7 чёрная пешка · e7 чёрная пешка · f7 чёрная пешка · g7 чёрный слон · h7 чёрная пешка · c6 чёрная пешка · f6 чёрный конь · g6 чёрная пешка · c5 белый ферзь · g5 белый слон · a4 чёрный конь · d4 белая пешка · e4 белая пешка · g4 чёрный слон · c3 белый конь · f3 белый конь · a2 белая пешка · b2 белая пешка · f2 белая пешка · g2 белая пешка · h2 белая пешка · d1 белая ладья · e1 белый король · f1 белый слон · h1 белая ладья | a8 чёрная ладья · d8 чёрный ферзь · f8 чёрная ладья · g8 чёрный король · a7 чёрная пешка · b7 чёрная пешка · e7 чёрная пешка · f7 чёрная пешка · g7 чёрный слон · h7 чёрная пешка · c6 чёрная пешка · f6 чёрный конь · g6 чёрная пешка · c5 белый ферзь · g5 белый слон · a4 чёрный конь · d4 белая пешка · e4 белая пешка · g4 чёрный слон · c3 белый конь · f3 белый конь · a2 белая пешка · b2 белая пешка · f2 белая пешка · g2 белая пешка · h2 белая пешка · d1 белая ладья · e1 белый король · f1 белый слон · h1 белая ладья | a8 чёрная ладья · d8 чёрный ферзь · f8 чёрная ладья · g8 чёрный король · a7 чёрная пешка · b7 чёрная пешка · e7 чёрная пешка · f7 чёрная пешка · g7 чёрный слон · h7 чёрная пешка · c6 чёрная пешка · f6 чёрный конь · g6 чёрная пешка · c5 белый ферзь · g5 белый слон · a4 чёрный конь · d4 белая пешка · e4 белая пешка · g4 чёрный слон · c3 белый конь · f3 белый конь · a2 белая пешка · b2 белая пешка · f2 белая пешка · g2 белая пешка · h2 белая пешка · d1 белая ладья · e1 белый король · f1 белый слон · h1 белая ладья | a8 чёрная ладья · d8 чёрный ферзь · f8 чёрная ладья · g8 чёрный король · a7 чёрная пешка · b7 чёрная пешка · e7 чёрная пешка · f7 чёрная пешка · g7 чёрный слон · h7 чёрная пешка · c6 чёрная пешка · f6 чёрный конь · g6 чёрная пешка · c5 белый ферзь · g5 белый слон · a4 чёрный конь · d4 белая пешка · e4 белая пешка · g4 чёрный слон · c3 белый конь · f3 белый конь · a2 белая пешка · b2 белая пешка · f2 белая пешка · g2 белая пешка · h2 белая пешка · d1 белая ладья · e1 белый король · f1 белый слон · h1 белая ладья | a8 чёрная ладья · d8 чёрный ферзь · f8 чёрная ладья · g8 чёрный король · a7 чёрная пешка · b7 чёрная пешка · e7 чёрная пешка · f7 чёрная пешка · g7 чёрный слон · h7 чёрная пешка · c6 чёрная пешка · f6 чёрный конь · g6 чёрная пешка · c5 белый ферзь · g5 белый слон · a4 чёрный конь · d4 белая пешка · e4 белая пешка · g4 чёрный слон · c3 белый конь · f3 белый конь · a2 белая пешка · b2 белая пешка · f2 белая пешка · g2 белая пешка · h2 белая пешка · d1 белая ладья · e1 белый король · f1 белый слон · h1 белая ладья | 7 |
| 6 | a8 чёрная ладья · d8 чёрный ферзь · f8 чёрная ладья · g8 чёрный король · a7 чёрная пешка · b7 чёрная пешка · e7 чёрная пешка · f7 чёрная пешка · g7 чёрный слон · h7 чёрная пешка · c6 чёрная пешка · f6 чёрный конь · g6 чёрная пешка · c5 белый ферзь · g5 белый слон · a4 чёрный конь · d4 белая пешка · e4 белая пешка · g4 чёрный слон · c3 белый конь · f3 белый конь · a2 белая пешка · b2 белая пешка · f2 белая пешка · g2 белая пешка · h2 белая пешка · d1 белая ладья · e1 белый король · f1 белый слон · h1 белая ладья | a8 чёрная ладья · d8 чёрный ферзь · f8 чёрная ладья · g8 чёрный король · a7 чёрная пешка · b7 чёрная пешка · e7 чёрная пешка · f7 чёрная пешка · g7 чёрный слон · h7 чёрная пешка · c6 чёрная пешка · f6 чёрный конь · g6 чёрная пешка · c5 белый ферзь · g5 белый слон · a4 чёрный конь · d4 белая пешка · e4 белая пешка · g4 чёрный слон · c3 белый конь · f3 белый конь · a2 белая пешка · b2 белая пешка · f2 белая пешка · g2 белая пешка · h2 белая пешка · d1 белая ладья · e1 белый король · f1 белый слон · h1 белая ладья | a8 чёрная ладья · d8 чёрный ферзь · f8 чёрная ладья · g8 чёрный король · a7 чёрная пешка · b7 чёрная пешка · e7 чёрная пешка · f7 чёрная пешка · g7 чёрный слон · h7 чёрная пешка · c6 чёрная пешка · f6 чёрный конь · g6 чёрная пешка · c5 белый ферзь · g5 белый слон · a4 чёрный конь · d4 белая пешка · e4 белая пешка · g4 чёрный слон · c3 белый конь · f3 белый конь · a2 белая пешка · b2 белая пешка · f2 белая пешка · g2 белая пешка · h2 белая пешка · d1 белая ладья · e1 белый король · f1 белый слон · h1 белая ладья | a8 чёрная ладья · d8 чёрный ферзь · f8 чёрная ладья · g8 чёрный король · a7 чёрная пешка · b7 чёрная пешка · e7 чёрная пешка · f7 чёрная пешка · g7 чёрный слон · h7 чёрная пешка · c6 чёрная пешка · f6 чёрный конь · g6 чёрная пешка · c5 белый ферзь · g5 белый слон · a4 чёрный конь · d4 белая пешка · e4 белая пешка · g4 чёрный слон · c3 белый конь · f3 белый конь · a2 белая пешка · b2 белая пешка · f2 белая пешка · g2 белая пешка · h2 белая пешка · d1 белая ладья · e1 белый король · f1 белый слон · h1 белая ладья | a8 чёрная ладья · d8 чёрный ферзь · f8 чёрная ладья · g8 чёрный король · a7 чёрная пешка · b7 чёрная пешка · e7 чёрная пешка · f7 чёрная пешка · g7 чёрный слон · h7 чёрная пешка · c6 чёрная пешка · f6 чёрный конь · g6 чёрная пешка · c5 белый ферзь · g5 белый слон · a4 чёрный конь · d4 белая пешка · e4 белая пешка · g4 чёрный слон · c3 белый конь · f3 белый конь · a2 белая пешка · b2 белая пешка · f2 белая пешка · g2 белая пешка · h2 белая пешка · d1 белая ладья · e1 белый король · f1 белый слон · h1 белая ладья | a8 чёрная ладья · d8 чёрный ферзь · f8 чёрная ладья · g8 чёрный король · a7 чёрная пешка · b7 чёрная пешка · e7 чёрная пешка · f7 чёрная пешка · g7 чёрный слон · h7 чёрная пешка · c6 чёрная пешка · f6 чёрный конь · g6 чёрная пешка · c5 белый ферзь · g5 белый слон · a4 чёрный конь · d4 белая пешка · e4 белая пешка · g4 чёрный слон · c3 белый конь · f3 белый конь · a2 белая пешка · b2 белая пешка · f2 белая пешка · g2 белая пешка · h2 белая пешка · d1 белая ладья · e1 белый король · f1 белый слон · h1 белая ладья | a8 чёрная ладья · d8 чёрный ферзь · f8 чёрная ладья · g8 чёрный король · a7 чёрная пешка · b7 чёрная пешка · e7 чёрная пешка · f7 чёрная пешка · g7 чёрный слон · h7 чёрная пешка · c6 чёрная пешка · f6 чёрный конь · g6 чёрная пешка · c5 белый ферзь · g5 белый слон · a4 чёрный конь · d4 белая пешка · e4 белая пешка · g4 чёрный слон · c3 белый конь · f3 белый конь · a2 белая пешка · b2 белая пешка · f2 белая пешка · g2 белая пешка · h2 белая пешка · d1 белая ладья · e1 белый король · f1 белый слон · h1 белая ладья | a8 чёрная ладья · d8 чёрный ферзь · f8 чёрная ладья · g8 чёрный король · a7 чёрная пешка · b7 чёрная пешка · e7 чёрная пешка · f7 чёрная пешка · g7 чёрный слон · h7 чёрная пешка · c6 чёрная пешка · f6 чёрный конь · g6 чёрная пешка · c5 белый ферзь · g5 белый слон · a4 чёрный конь · d4 белая пешка · e4 белая пешка · g4 чёрный слон · c3 белый конь · f3 белый конь · a2 белая пешка · b2 белая пешка · f2 белая пешка · g2 белая пешка · h2 белая пешка · d1 белая ладья · e1 белый король · f1 белый слон · h1 белая ладья | 6 |
| 5 | a8 чёрная ладья · d8 чёрный ферзь · f8 чёрная ладья · g8 чёрный король · a7 чёрная пешка · b7 чёрная пешка · e7 чёрная пешка · f7 чёрная пешка · g7 чёрный слон · h7 чёрная пешка · c6 чёрная пешка · f6 чёрный конь · g6 чёрная пешка · c5 белый ферзь · g5 белый слон · a4 чёрный конь · d4 белая пешка · e4 белая пешка · g4 чёрный слон · c3 белый конь · f3 белый конь · a2 белая пешка · b2 белая пешка · f2 белая пешка · g2 белая пешка · h2 белая пешка · d1 белая ладья · e1 белый король · f1 белый слон · h1 белая ладья | a8 чёрная ладья · d8 чёрный ферзь · f8 чёрная ладья · g8 чёрный король · a7 чёрная пешка · b7 чёрная пешка · e7 чёрная пешка · f7 чёрная пешка · g7 чёрный слон · h7 чёрная пешка · c6 чёрная пешка · f6 чёрный конь · g6 чёрная пешка · c5 белый ферзь · g5 белый слон · a4 чёрный конь · d4 белая пешка · e4 белая пешка · g4 чёрный слон · c3 белый конь · f3 белый конь · a2 белая пешка · b2 белая пешка · f2 белая пешка · g2 белая пешка · h2 белая пешка · d1 белая ладья · e1 белый король · f1 белый слон · h1 белая ладья | a8 чёрная ладья · d8 чёрный ферзь · f8 чёрная ладья · g8 чёрный король · a7 чёрная пешка · b7 чёрная пешка · e7 чёрная пешка · f7 чёрная пешка · g7 чёрный слон · h7 чёрная пешка · c6 чёрная пешка · f6 чёрный конь · g6 чёрная пешка · c5 белый ферзь · g5 белый слон · a4 чёрный конь · d4 белая пешка · e4 белая пешка · g4 чёрный слон · c3 белый конь · f3 белый конь · a2 белая пешка · b2 белая пешка · f2 белая пешка · g2 белая пешка · h2 белая пешка · d1 белая ладья · e1 белый король · f1 белый слон · h1 белая ладья | a8 чёрная ладья · d8 чёрный ферзь · f8 чёрная ладья · g8 чёрный король · a7 чёрная пешка · b7 чёрная пешка · e7 чёрная пешка · f7 чёрная пешка · g7 чёрный слон · h7 чёрная пешка · c6 чёрная пешка · f6 чёрный конь · g6 чёрная пешка · c5 белый ферзь · g5 белый слон · a4 чёрный конь · d4 белая пешка · e4 белая пешка · g4 чёрный слон · c3 белый конь · f3 белый конь · a2 белая пешка · b2 белая пешка · f2 белая пешка · g2 белая пешка · h2 белая пешка · d1 белая ладья · e1 белый король · f1 белый слон · h1 белая ладья | a8 чёрная ладья · d8 чёрный ферзь · f8 чёрная ладья · g8 чёрный король · a7 чёрная пешка · b7 чёрная пешка · e7 чёрная пешка · f7 чёрная пешка · g7 чёрный слон · h7 чёрная пешка · c6 чёрная пешка · f6 чёрный конь · g6 чёрная пешка · c5 белый ферзь · g5 белый слон · a4 чёрный конь · d4 белая пешка · e4 белая пешка · g4 чёрный слон · c3 белый конь · f3 белый конь · a2 белая пешка · b2 белая пешка · f2 белая пешка · g2 белая пешка · h2 белая пешка · d1 белая ладья · e1 белый король · f1 белый слон · h1 белая ладья | a8 чёрная ладья · d8 чёрный ферзь · f8 чёрная ладья · g8 чёрный король · a7 чёрная пешка · b7 чёрная пешка · e7 чёрная пешка · f7 чёрная пешка · g7 чёрный слон · h7 чёрная пешка · c6 чёрная пешка · f6 чёрный конь · g6 чёрная пешка · c5 белый ферзь · g5 белый слон · a4 чёрный конь · d4 белая пешка · e4 белая пешка · g4 чёрный слон · c3 белый конь · f3 белый конь · a2 белая пешка · b2 белая пешка · f2 белая пешка · g2 белая пешка · h2 белая пешка · d1 белая ладья · e1 белый король · f1 белый слон · h1 белая ладья | a8 чёрная ладья · d8 чёрный ферзь · f8 чёрная ладья · g8 чёрный король · a7 чёрная пешка · b7 чёрная пешка · e7 чёрная пешка · f7 чёрная пешка · g7 чёрный слон · h7 чёрная пешка · c6 чёрная пешка · f6 чёрный конь · g6 чёрная пешка · c5 белый ферзь · g5 белый слон · a4 чёрный конь · d4 белая пешка · e4 белая пешка · g4 чёрный слон · c3 белый конь · f3 белый конь · a2 белая пешка · b2 белая пешка · f2 белая пешка · g2 белая пешка · h2 белая пешка · d1 белая ладья · e1 белый король · f1 белый слон · h1 белая ладья | a8 чёрная ладья · d8 чёрный ферзь · f8 чёрная ладья · g8 чёрный король · a7 чёрная пешка · b7 чёрная пешка · e7 чёрная пешка · f7 чёрная пешка · g7 чёрный слон · h7 чёрная пешка · c6 чёрная пешка · f6 чёрный конь · g6 чёрная пешка · c5 белый ферзь · g5 белый слон · a4 чёрный конь · d4 белая пешка · e4 белая пешка · g4 чёрный слон · c3 белый конь · f3 белый конь · a2 белая пешка · b2 белая пешка · f2 белая пешка · g2 белая пешка · h2 белая пешка · d1 белая ладья · e1 белый король · f1 белый слон · h1 белая ладья | 5 |
| 4 | a8 чёрная ладья · d8 чёрный ферзь · f8 чёрная ладья · g8 чёрный король · a7 чёрная пешка · b7 чёрная пешка · e7 чёрная пешка · f7 чёрная пешка · g7 чёрный слон · h7 чёрная пешка · c6 чёрная пешка · f6 чёрный конь · g6 чёрная пешка · c5 белый ферзь · g5 белый слон · a4 чёрный конь · d4 белая пешка · e4 белая пешка · g4 чёрный слон · c3 белый конь · f3 белый конь · a2 белая пешка · b2 белая пешка · f2 белая пешка · g2 белая пешка · h2 белая пешка · d1 белая ладья · e1 белый король · f1 белый слон · h1 белая ладья | a8 чёрная ладья · d8 чёрный ферзь · f8 чёрная ладья · g8 чёрный король · a7 чёрная пешка · b7 чёрная пешка · e7 чёрная пешка · f7 чёрная пешка · g7 чёрный слон · h7 чёрная пешка · c6 чёрная пешка · f6 чёрный конь · g6 чёрная пешка · c5 белый ферзь · g5 белый слон · a4 чёрный конь · d4 белая пешка · e4 белая пешка · g4 чёрный слон · c3 белый конь · f3 белый конь · a2 белая пешка · b2 белая пешка · f2 белая пешка · g2 белая пешка · h2 белая пешка · d1 белая ладья · e1 белый король · f1 белый слон · h1 белая ладья | a8 чёрная ладья · d8 чёрный ферзь · f8 чёрная ладья · g8 чёрный король · a7 чёрная пешка · b7 чёрная пешка · e7 чёрная пешка · f7 чёрная пешка · g7 чёрный слон · h7 чёрная пешка · c6 чёрная пешка · f6 чёрный конь · g6 чёрная пешка · c5 белый ферзь · g5 белый слон · a4 чёрный конь · d4 белая пешка · e4 белая пешка · g4 чёрный слон · c3 белый конь · f3 белый конь · a2 белая пешка · b2 белая пешка · f2 белая пешка · g2 белая пешка · h2 белая пешка · d1 белая ладья · e1 белый король · f1 белый слон · h1 белая ладья | a8 чёрная ладья · d8 чёрный ферзь · f8 чёрная ладья · g8 чёрный король · a7 чёрная пешка · b7 чёрная пешка · e7 чёрная пешка · f7 чёрная пешка · g7 чёрный слон · h7 чёрная пешка · c6 чёрная пешка · f6 чёрный конь · g6 чёрная пешка · c5 белый ферзь · g5 белый слон · a4 чёрный конь · d4 белая пешка · e4 белая пешка · g4 чёрный слон · c3 белый конь · f3 белый конь · a2 белая пешка · b2 белая пешка · f2 белая пешка · g2 белая пешка · h2 белая пешка · d1 белая ладья · e1 белый король · f1 белый слон · h1 белая ладья | a8 чёрная ладья · d8 чёрный ферзь · f8 чёрная ладья · g8 чёрный король · a7 чёрная пешка · b7 чёрная пешка · e7 чёрная пешка · f7 чёрная пешка · g7 чёрный слон · h7 чёрная пешка · c6 чёрная пешка · f6 чёрный конь · g6 чёрная пешка · c5 белый ферзь · g5 белый слон · a4 чёрный конь · d4 белая пешка · e4 белая пешка · g4 чёрный слон · c3 белый конь · f3 белый конь · a2 белая пешка · b2 белая пешка · f2 белая пешка · g2 белая пешка · h2 белая пешка · d1 белая ладья · e1 белый король · f1 белый слон · h1 белая ладья | a8 чёрная ладья · d8 чёрный ферзь · f8 чёрная ладья · g8 чёрный король · a7 чёрная пешка · b7 чёрная пешка · e7 чёрная пешка · f7 чёрная пешка · g7 чёрный слон · h7 чёрная пешка · c6 чёрная пешка · f6 чёрный конь · g6 чёрная пешка · c5 белый ферзь · g5 белый слон · a4 чёрный конь · d4 белая пешка · e4 белая пешка · g4 чёрный слон · c3 белый конь · f3 белый конь · a2 белая пешка · b2 белая пешка · f2 белая пешка · g2 белая пешка · h2 белая пешка · d1 белая ладья · e1 белый король · f1 белый слон · h1 белая ладья | a8 чёрная ладья · d8 чёрный ферзь · f8 чёрная ладья · g8 чёрный король · a7 чёрная пешка · b7 чёрная пешка · e7 чёрная пешка · f7 чёрная пешка · g7 чёрный слон · h7 чёрная пешка · c6 чёрная пешка · f6 чёрный конь · g6 чёрная пешка · c5 белый ферзь · g5 белый слон · a4 чёрный конь · d4 белая пешка · e4 белая пешка · g4 чёрный слон · c3 белый конь · f3 белый конь · a2 белая пешка · b2 белая пешка · f2 белая пешка · g2 белая пешка · h2 белая пешка · d1 белая ладья · e1 белый король · f1 белый слон · h1 белая ладья | a8 чёрная ладья · d8 чёрный ферзь · f8 чёрная ладья · g8 чёрный король · a7 чёрная пешка · b7 чёрная пешка · e7 чёрная пешка · f7 чёрная пешка · g7 чёрный слон · h7 чёрная пешка · c6 чёрная пешка · f6 чёрный конь · g6 чёрная пешка · c5 белый ферзь · g5 белый слон · a4 чёрный конь · d4 белая пешка · e4 белая пешка · g4 чёрный слон · c3 белый конь · f3 белый конь · a2 белая пешка · b2 белая пешка · f2 белая пешка · g2 белая пешка · h2 белая пешка · d1 белая ладья · e1 белый король · f1 белый слон · h1 белая ладья | 4 |
| 3 | a8 чёрная ладья · d8 чёрный ферзь · f8 чёрная ладья · g8 чёрный король · a7 чёрная пешка · b7 чёрная пешка · e7 чёрная пешка · f7 чёрная пешка · g7 чёрный слон · h7 чёрная пешка · c6 чёрная пешка · f6 чёрный конь · g6 чёрная пешка · c5 белый ферзь · g5 белый слон · a4 чёрный конь · d4 белая пешка · e4 белая пешка · g4 чёрный слон · c3 белый конь · f3 белый конь · a2 белая пешка · b2 белая пешка · f2 белая пешка · g2 белая пешка · h2 белая пешка · d1 белая ладья · e1 белый король · f1 белый слон · h1 белая ладья | a8 чёрная ладья · d8 чёрный ферзь · f8 чёрная ладья · g8 чёрный король · a7 чёрная пешка · b7 чёрная пешка · e7 чёрная пешка · f7 чёрная пешка · g7 чёрный слон · h7 чёрная пешка · c6 чёрная пешка · f6 чёрный конь · g6 чёрная пешка · c5 белый ферзь · g5 белый слон · a4 чёрный конь · d4 белая пешка · e4 белая пешка · g4 чёрный слон · c3 белый конь · f3 белый конь · a2 белая пешка · b2 белая пешка · f2 белая пешка · g2 белая пешка · h2 белая пешка · d1 белая ладья · e1 белый король · f1 белый слон · h1 белая ладья | a8 чёрная ладья · d8 чёрный ферзь · f8 чёрная ладья · g8 чёрный король · a7 чёрная пешка · b7 чёрная пешка · e7 чёрная пешка · f7 чёрная пешка · g7 чёрный слон · h7 чёрная пешка · c6 чёрная пешка · f6 чёрный конь · g6 чёрная пешка · c5 белый ферзь · g5 белый слон · a4 чёрный конь · d4 белая пешка · e4 белая пешка · g4 чёрный слон · c3 белый конь · f3 белый конь · a2 белая пешка · b2 белая пешка · f2 белая пешка · g2 белая пешка · h2 белая пешка · d1 белая ладья · e1 белый король · f1 белый слон · h1 белая ладья | a8 чёрная ладья · d8 чёрный ферзь · f8 чёрная ладья · g8 чёрный король · a7 чёрная пешка · b7 чёрная пешка · e7 чёрная пешка · f7 чёрная пешка · g7 чёрный слон · h7 чёрная пешка · c6 чёрная пешка · f6 чёрный конь · g6 чёрная пешка · c5 белый ферзь · g5 белый слон · a4 чёрный конь · d4 белая пешка · e4 белая пешка · g4 чёрный слон · c3 белый конь · f3 белый конь · a2 белая пешка · b2 белая пешка · f2 белая пешка · g2 белая пешка · h2 белая пешка · d1 белая ладья · e1 белый король · f1 белый слон · h1 белая ладья | a8 чёрная ладья · d8 чёрный ферзь · f8 чёрная ладья · g8 чёрный король · a7 чёрная пешка · b7 чёрная пешка · e7 чёрная пешка · f7 чёрная пешка · g7 чёрный слон · h7 чёрная пешка · c6 чёрная пешка · f6 чёрный конь · g6 чёрная пешка · c5 белый ферзь · g5 белый слон · a4 чёрный конь · d4 белая пешка · e4 белая пешка · g4 чёрный слон · c3 белый конь · f3 белый конь · a2 белая пешка · b2 белая пешка · f2 белая пешка · g2 белая пешка · h2 белая пешка · d1 белая ладья · e1 белый король · f1 белый слон · h1 белая ладья | a8 чёрная ладья · d8 чёрный ферзь · f8 чёрная ладья · g8 чёрный король · a7 чёрная пешка · b7 чёрная пешка · e7 чёрная пешка · f7 чёрная пешка · g7 чёрный слон · h7 чёрная пешка · c6 чёрная пешка · f6 чёрный конь · g6 чёрная пешка · c5 белый ферзь · g5 белый слон · a4 чёрный конь · d4 белая пешка · e4 белая пешка · g4 чёрный слон · c3 белый конь · f3 белый конь · a2 белая пешка · b2 белая пешка · f2 белая пешка · g2 белая пешка · h2 белая пешка · d1 белая ладья · e1 белый король · f1 белый слон · h1 белая ладья | a8 чёрная ладья · d8 чёрный ферзь · f8 чёрная ладья · g8 чёрный король · a7 чёрная пешка · b7 чёрная пешка · e7 чёрная пешка · f7 чёрная пешка · g7 чёрный слон · h7 чёрная пешка · c6 чёрная пешка · f6 чёрный конь · g6 чёрная пешка · c5 белый ферзь · g5 белый слон · a4 чёрный конь · d4 белая пешка · e4 белая пешка · g4 чёрный слон · c3 белый конь · f3 белый конь · a2 белая пешка · b2 белая пешка · f2 белая пешка · g2 белая пешка · h2 белая пешка · d1 белая ладья · e1 белый король · f1 белый слон · h1 белая ладья | a8 чёрная ладья · d8 чёрный ферзь · f8 чёрная ладья · g8 чёрный король · a7 чёрная пешка · b7 чёрная пешка · e7 чёрная пешка · f7 чёрная пешка · g7 чёрный слон · h7 чёрная пешка · c6 чёрная пешка · f6 чёрный конь · g6 чёрная пешка · c5 белый ферзь · g5 белый слон · a4 чёрный конь · d4 белая пешка · e4 белая пешка · g4 чёрный слон · c3 белый конь · f3 белый конь · a2 белая пешка · b2 белая пешка · f2 белая пешка · g2 белая пешка · h2 белая пешка · d1 белая ладья · e1 белый король · f1 белый слон · h1 белая ладья | 3 |
| 2 | a8 чёрная ладья · d8 чёрный ферзь · f8 чёрная ладья · g8 чёрный король · a7 чёрная пешка · b7 чёрная пешка · e7 чёрная пешка · f7 чёрная пешка · g7 чёрный слон · h7 чёрная пешка · c6 чёрная пешка · f6 чёрный конь · g6 чёрная пешка · c5 белый ферзь · g5 белый слон · a4 чёрный конь · d4 белая пешка · e4 белая пешка · g4 чёрный слон · c3 белый конь · f3 белый конь · a2 белая пешка · b2 белая пешка · f2 белая пешка · g2 белая пешка · h2 белая пешка · d1 белая ладья · e1 белый король · f1 белый слон · h1 белая ладья | a8 чёрная ладья · d8 чёрный ферзь · f8 чёрная ладья · g8 чёрный король · a7 чёрная пешка · b7 чёрная пешка · e7 чёрная пешка · f7 чёрная пешка · g7 чёрный слон · h7 чёрная пешка · c6 чёрная пешка · f6 чёрный конь · g6 чёрная пешка · c5 белый ферзь · g5 белый слон · a4 чёрный конь · d4 белая пешка · e4 белая пешка · g4 чёрный слон · c3 белый конь · f3 белый конь · a2 белая пешка · b2 белая пешка · f2 белая пешка · g2 белая пешка · h2 белая пешка · d1 белая ладья · e1 белый король · f1 белый слон · h1 белая ладья | a8 чёрная ладья · d8 чёрный ферзь · f8 чёрная ладья · g8 чёрный король · a7 чёрная пешка · b7 чёрная пешка · e7 чёрная пешка · f7 чёрная пешка · g7 чёрный слон · h7 чёрная пешка · c6 чёрная пешка · f6 чёрный конь · g6 чёрная пешка · c5 белый ферзь · g5 белый слон · a4 чёрный конь · d4 белая пешка · e4 белая пешка · g4 чёрный слон · c3 белый конь · f3 белый конь · a2 белая пешка · b2 белая пешка · f2 белая пешка · g2 белая пешка · h2 белая пешка · d1 белая ладья · e1 белый король · f1 белый слон · h1 белая ладья | a8 чёрная ладья · d8 чёрный ферзь · f8 чёрная ладья · g8 чёрный король · a7 чёрная пешка · b7 чёрная пешка · e7 чёрная пешка · f7 чёрная пешка · g7 чёрный слон · h7 чёрная пешка · c6 чёрная пешка · f6 чёрный конь · g6 чёрная пешка · c5 белый ферзь · g5 белый слон · a4 чёрный конь · d4 белая пешка · e4 белая пешка · g4 чёрный слон · c3 белый конь · f3 белый конь · a2 белая пешка · b2 белая пешка · f2 белая пешка · g2 белая пешка · h2 белая пешка · d1 белая ладья · e1 белый король · f1 белый слон · h1 белая ладья | a8 чёрная ладья · d8 чёрный ферзь · f8 чёрная ладья · g8 чёрный король · a7 чёрная пешка · b7 чёрная пешка · e7 чёрная пешка · f7 чёрная пешка · g7 чёрный слон · h7 чёрная пешка · c6 чёрная пешка · f6 чёрный конь · g6 чёрная пешка · c5 белый ферзь · g5 белый слон · a4 чёрный конь · d4 белая пешка · e4 белая пешка · g4 чёрный слон · c3 белый конь · f3 белый конь · a2 белая пешка · b2 белая пешка · f2 белая пешка · g2 белая пешка · h2 белая пешка · d1 белая ладья · e1 белый король · f1 белый слон · h1 белая ладья | a8 чёрная ладья · d8 чёрный ферзь · f8 чёрная ладья · g8 чёрный король · a7 чёрная пешка · b7 чёрная пешка · e7 чёрная пешка · f7 чёрная пешка · g7 чёрный слон · h7 чёрная пешка · c6 чёрная пешка · f6 чёрный конь · g6 чёрная пешка · c5 белый ферзь · g5 белый слон · a4 чёрный конь · d4 белая пешка · e4 белая пешка · g4 чёрный слон · c3 белый конь · f3 белый конь · a2 белая пешка · b2 белая пешка · f2 белая пешка · g2 белая пешка · h2 белая пешка · d1 белая ладья · e1 белый король · f1 белый слон · h1 белая ладья | a8 чёрная ладья · d8 чёрный ферзь · f8 чёрная ладья · g8 чёрный король · a7 чёрная пешка · b7 чёрная пешка · e7 чёрная пешка · f7 чёрная пешка · g7 чёрный слон · h7 чёрная пешка · c6 чёрная пешка · f6 чёрный конь · g6 чёрная пешка · c5 белый ферзь · g5 белый слон · a4 чёрный конь · d4 белая пешка · e4 белая пешка · g4 чёрный слон · c3 белый конь · f3 белый конь · a2 белая пешка · b2 белая пешка · f2 белая пешка · g2 белая пешка · h2 белая пешка · d1 белая ладья · e1 белый король · f1 белый слон · h1 белая ладья | a8 чёрная ладья · d8 чёрный ферзь · f8 чёрная ладья · g8 чёрный король · a7 чёрная пешка · b7 чёрная пешка · e7 чёрная пешка · f7 чёрная пешка · g7 чёрный слон · h7 чёрная пешка · c6 чёрная пешка · f6 чёрный конь · g6 чёрная пешка · c5 белый ферзь · g5 белый слон · a4 чёрный конь · d4 белая пешка · e4 белая пешка · g4 чёрный слон · c3 белый конь · f3 белый конь · a2 белая пешка · b2 белая пешка · f2 белая пешка · g2 белая пешка · h2 белая пешка · d1 белая ладья · e1 белый король · f1 белый слон · h1 белая ладья | 2 |
| 1 | a8 чёрная ладья · d8 чёрный ферзь · f8 чёрная ладья · g8 чёрный король · a7 чёрная пешка · b7 чёрная пешка · e7 чёрная пешка · f7 чёрная пешка · g7 чёрный слон · h7 чёрная пешка · c6 чёрная пешка · f6 чёрный конь · g6 чёрная пешка · c5 белый ферзь · g5 белый слон · a4 чёрный конь · d4 белая пешка · e4 белая пешка · g4 чёрный слон · c3 белый конь · f3 белый конь · a2 белая пешка · b2 белая пешка · f2 белая пешка · g2 белая пешка · h2 белая пешка · d1 белая ладья · e1 белый король · f1 белый слон · h1 белая ладья | a8 чёрная ладья · d8 чёрный ферзь · f8 чёрная ладья · g8 чёрный король · a7 чёрная пешка · b7 чёрная пешка · e7 чёрная пешка · f7 чёрная пешка · g7 чёрный слон · h7 чёрная пешка · c6 чёрная пешка · f6 чёрный конь · g6 чёрная пешка · c5 белый ферзь · g5 белый слон · a4 чёрный конь · d4 белая пешка · e4 белая пешка · g4 чёрный слон · c3 белый конь · f3 белый конь · a2 белая пешка · b2 белая пешка · f2 белая пешка · g2 белая пешка · h2 белая пешка · d1 белая ладья · e1 белый король · f1 белый слон · h1 белая ладья | a8 чёрная ладья · d8 чёрный ферзь · f8 чёрная ладья · g8 чёрный король · a7 чёрная пешка · b7 чёрная пешка · e7 чёрная пешка · f7 чёрная пешка · g7 чёрный слон · h7 чёрная пешка · c6 чёрная пешка · f6 чёрный конь · g6 чёрная пешка · c5 белый ферзь · g5 белый слон · a4 чёрный конь · d4 белая пешка · e4 белая пешка · g4 чёрный слон · c3 белый конь · f3 белый конь · a2 белая пешка · b2 белая пешка · f2 белая пешка · g2 белая пешка · h2 белая пешка · d1 белая ладья · e1 белый король · f1 белый слон · h1 белая ладья | a8 чёрная ладья · d8 чёрный ферзь · f8 чёрная ладья · g8 чёрный король · a7 чёрная пешка · b7 чёрная пешка · e7 чёрная пешка · f7 чёрная пешка · g7 чёрный слон · h7 чёрная пешка · c6 чёрная пешка · f6 чёрный конь · g6 чёрная пешка · c5 белый ферзь · g5 белый слон · a4 чёрный конь · d4 белая пешка · e4 белая пешка · g4 чёрный слон · c3 белый конь · f3 белый конь · a2 белая пешка · b2 белая пешка · f2 белая пешка · g2 белая пешка · h2 белая пешка · d1 белая ладья · e1 белый король · f1 белый слон · h1 белая ладья | a8 чёрная ладья · d8 чёрный ферзь · f8 чёрная ладья · g8 чёрный король · a7 чёрная пешка · b7 чёрная пешка · e7 чёрная пешка · f7 чёрная пешка · g7 чёрный слон · h7 чёрная пешка · c6 чёрная пешка · f6 чёрный конь · g6 чёрная пешка · c5 белый ферзь · g5 белый слон · a4 чёрный конь · d4 белая пешка · e4 белая пешка · g4 чёрный слон · c3 белый конь · f3 белый конь · a2 белая пешка · b2 белая пешка · f2 белая пешка · g2 белая пешка · h2 белая пешка · d1 белая ладья · e1 белый король · f1 белый слон · h1 белая ладья | a8 чёрная ладья · d8 чёрный ферзь · f8 чёрная ладья · g8 чёрный король · a7 чёрная пешка · b7 чёрная пешка · e7 чёрная пешка · f7 чёрная пешка · g7 чёрный слон · h7 чёрная пешка · c6 чёрная пешка · f6 чёрный конь · g6 чёрная пешка · c5 белый ферзь · g5 белый слон · a4 чёрный конь · d4 белая пешка · e4 белая пешка · g4 чёрный слон · c3 белый конь · f3 белый конь · a2 белая пешка · b2 белая пешка · f2 белая пешка · g2 белая пешка · h2 белая пешка · d1 белая ладья · e1 белый король · f1 белый слон · h1 белая ладья | a8 чёрная ладья · d8 чёрный ферзь · f8 чёрная ладья · g8 чёрный король · a7 чёрная пешка · b7 чёрная пешка · e7 чёрная пешка · f7 чёрная пешка · g7 чёрный слон · h7 чёрная пешка · c6 чёрная пешка · f6 чёрный конь · g6 чёрная пешка · c5 белый ферзь · g5 белый слон · a4 чёрный конь · d4 белая пешка · e4 белая пешка · g4 чёрный слон · c3 белый конь · f3 белый конь · a2 белая пешка · b2 белая пешка · f2 белая пешка · g2 белая пешка · h2 белая пешка · d1 белая ладья · e1 белый король · f1 белый слон · h1 белая ладья | a8 чёрная ладья · d8 чёрный ферзь · f8 чёрная ладья · g8 чёрный король · a7 чёрная пешка · b7 чёрная пешка · e7 чёрная пешка · f7 чёрная пешка · g7 чёрный слон · h7 чёрная пешка · c6 чёрная пешка · f6 чёрный конь · g6 чёрная пешка · c5 белый ферзь · g5 белый слон · a4 чёрный конь · d4 белая пешка · e4 белая пешка · g4 чёрный слон · c3 белый конь · f3 белый конь · a2 белая пешка · b2 белая пешка · f2 белая пешка · g2 белая пешка · h2 белая пешка · d1 белая ладья · e1 белый король · f1 белый слон · h1 белая ладья | 1 |
|   | a | b | c | d | e | f | g | h |   |

Последним ходом белые хотели помешать пойти чёрным конём с f6 на d7, но, как писал Каспаров, это стало «фатальной ошибкой». 11…Na4!! (диаграмма 2) — этот ход стал одним из самым известных в истории наряду с 18. Rxa3!! (Пильсберри — Ласкер; Санкт-Петербург, 1896), 18. Rxf7!! (Ботвинник — Портиш; Монте-Карло, 1968) и 24. Rxd4!! (Каспаров — Топалов; Вейк-ан-Зее 1999). Чёрные используют слабость пешки e4 и то обстоятельство, что король белых ещё не рокирован. В книге «Bobby Fischer’s Games of Chess» Фишер поставил ходу один «!», написав: «Этим сильным и неожиданным ходом чёрные извлекают выгоду из отсталости белых в развитии и выдвинутого положения их ферзя».
12. Qa3 — на 12. Nxa4 последовало бы 12…Nxe4, и белые везде проигрывают: 13. Qc1 Bxf3 14. gxf3 Qa5+ 15. Nc3 Nxg5 или 13. Qxe7 Qxe7 (13…Qa5+) 14. Bxe7 Rfe8. Если вместо хода в партии сыграть 12. Qb4, то 12… Nxc3 13. bxc3 Nxe4 14. Bxe7 Qe8, и открытая вертикаль «e» вскоре даёт чёрным выигранную позицию.
12…Nxc3 13. bxc3 Nxe4! — этот ход Фишер оставил без «!», сказав, что чёрные жертвуют качество за пешку и сильную атаку. Он также отметил, что Бирн просмотрел его следующий ход 14. Bxe7 Qb6!. Если играть 14…Qe8?, то белые успевают скоординировать фигуры с помощью перевода Rd3-e3!. 15. Bc4 — при ферзе на b6 перевод ладьи не помогает из-за свободного поля e8 для чёрной ладьи и вторжения ферзя через b1.
|   | a | b | c | d | e | f | g | h |   |
| - | --- | --- | --- | --- | --- | --- | --- | --- | - |
| 8 | a8 чёрная ладья · f8 чёрная ладья · g8 чёрный король · a7 чёрная пешка · b7 чёрная пешка · e7 белый слон · f7 чёрная пешка · g7 чёрный слон · h7 чёрная пешка · b6 чёрный ферзь · c6 чёрная пешка · g6 чёрная пешка · c4 белый слон · d4 белая пешка · g4 чёрный слон · a3 белый ферзь · c3 чёрный конь · f3 белый конь · a2 белая пешка · f2 белая пешка · g2 белая пешка · h2 белая пешка · d1 белая ладья · e1 белый король · h1 белая ладья | a8 чёрная ладья · f8 чёрная ладья · g8 чёрный король · a7 чёрная пешка · b7 чёрная пешка · e7 белый слон · f7 чёрная пешка · g7 чёрный слон · h7 чёрная пешка · b6 чёрный ферзь · c6 чёрная пешка · g6 чёрная пешка · c4 белый слон · d4 белая пешка · g4 чёрный слон · a3 белый ферзь · c3 чёрный конь · f3 белый конь · a2 белая пешка · f2 белая пешка · g2 белая пешка · h2 белая пешка · d1 белая ладья · e1 белый король · h1 белая ладья | a8 чёрная ладья · f8 чёрная ладья · g8 чёрный король · a7 чёрная пешка · b7 чёрная пешка · e7 белый слон · f7 чёрная пешка · g7 чёрный слон · h7 чёрная пешка · b6 чёрный ферзь · c6 чёрная пешка · g6 чёрная пешка · c4 белый слон · d4 белая пешка · g4 чёрный слон · a3 белый ферзь · c3 чёрный конь · f3 белый конь · a2 белая пешка · f2 белая пешка · g2 белая пешка · h2 белая пешка · d1 белая ладья · e1 белый король · h1 белая ладья | a8 чёрная ладья · f8 чёрная ладья · g8 чёрный король · a7 чёрная пешка · b7 чёрная пешка · e7 белый слон · f7 чёрная пешка · g7 чёрный слон · h7 чёрная пешка · b6 чёрный ферзь · c6 чёрная пешка · g6 чёрная пешка · c4 белый слон · d4 белая пешка · g4 чёрный слон · a3 белый ферзь · c3 чёрный конь · f3 белый конь · a2 белая пешка · f2 белая пешка · g2 белая пешка · h2 белая пешка · d1 белая ладья · e1 белый король · h1 белая ладья | a8 чёрная ладья · f8 чёрная ладья · g8 чёрный король · a7 чёрная пешка · b7 чёрная пешка · e7 белый слон · f7 чёрная пешка · g7 чёрный слон · h7 чёрная пешка · b6 чёрный ферзь · c6 чёрная пешка · g6 чёрная пешка · c4 белый слон · d4 белая пешка · g4 чёрный слон · a3 белый ферзь · c3 чёрный конь · f3 белый конь · a2 белая пешка · f2 белая пешка · g2 белая пешка · h2 белая пешка · d1 белая ладья · e1 белый король · h1 белая ладья | a8 чёрная ладья · f8 чёрная ладья · g8 чёрный король · a7 чёрная пешка · b7 чёрная пешка · e7 белый слон · f7 чёрная пешка · g7 чёрный слон · h7 чёрная пешка · b6 чёрный ферзь · c6 чёрная пешка · g6 чёрная пешка · c4 белый слон · d4 белая пешка · g4 чёрный слон · a3 белый ферзь · c3 чёрный конь · f3 белый конь · a2 белая пешка · f2 белая пешка · g2 белая пешка · h2 белая пешка · d1 белая ладья · e1 белый король · h1 белая ладья | a8 чёрная ладья · f8 чёрная ладья · g8 чёрный король · a7 чёрная пешка · b7 чёрная пешка · e7 белый слон · f7 чёрная пешка · g7 чёрный слон · h7 чёрная пешка · b6 чёрный ферзь · c6 чёрная пешка · g6 чёрная пешка · c4 белый слон · d4 белая пешка · g4 чёрный слон · a3 белый ферзь · c3 чёрный конь · f3 белый конь · a2 белая пешка · f2 белая пешка · g2 белая пешка · h2 белая пешка · d1 белая ладья · e1 белый король · h1 белая ладья | a8 чёрная ладья · f8 чёрная ладья · g8 чёрный король · a7 чёрная пешка · b7 чёрная пешка · e7 белый слон · f7 чёрная пешка · g7 чёрный слон · h7 чёрная пешка · b6 чёрный ферзь · c6 чёрная пешка · g6 чёрная пешка · c4 белый слон · d4 белая пешка · g4 чёрный слон · a3 белый ферзь · c3 чёрный конь · f3 белый конь · a2 белая пешка · f2 белая пешка · g2 белая пешка · h2 белая пешка · d1 белая ладья · e1 белый король · h1 белая ладья | 8 |
| 7 | a8 чёрная ладья · f8 чёрная ладья · g8 чёрный король · a7 чёрная пешка · b7 чёрная пешка · e7 белый слон · f7 чёрная пешка · g7 чёрный слон · h7 чёрная пешка · b6 чёрный ферзь · c6 чёрная пешка · g6 чёрная пешка · c4 белый слон · d4 белая пешка · g4 чёрный слон · a3 белый ферзь · c3 чёрный конь · f3 белый конь · a2 белая пешка · f2 белая пешка · g2 белая пешка · h2 белая пешка · d1 белая ладья · e1 белый король · h1 белая ладья | a8 чёрная ладья · f8 чёрная ладья · g8 чёрный король · a7 чёрная пешка · b7 чёрная пешка · e7 белый слон · f7 чёрная пешка · g7 чёрный слон · h7 чёрная пешка · b6 чёрный ферзь · c6 чёрная пешка · g6 чёрная пешка · c4 белый слон · d4 белая пешка · g4 чёрный слон · a3 белый ферзь · c3 чёрный конь · f3 белый конь · a2 белая пешка · f2 белая пешка · g2 белая пешка · h2 белая пешка · d1 белая ладья · e1 белый король · h1 белая ладья | a8 чёрная ладья · f8 чёрная ладья · g8 чёрный король · a7 чёрная пешка · b7 чёрная пешка · e7 белый слон · f7 чёрная пешка · g7 чёрный слон · h7 чёрная пешка · b6 чёрный ферзь · c6 чёрная пешка · g6 чёрная пешка · c4 белый слон · d4 белая пешка · g4 чёрный слон · a3 белый ферзь · c3 чёрный конь · f3 белый конь · a2 белая пешка · f2 белая пешка · g2 белая пешка · h2 белая пешка · d1 белая ладья · e1 белый король · h1 белая ладья | a8 чёрная ладья · f8 чёрная ладья · g8 чёрный король · a7 чёрная пешка · b7 чёрная пешка · e7 белый слон · f7 чёрная пешка · g7 чёрный слон · h7 чёрная пешка · b6 чёрный ферзь · c6 чёрная пешка · g6 чёрная пешка · c4 белый слон · d4 белая пешка · g4 чёрный слон · a3 белый ферзь · c3 чёрный конь · f3 белый конь · a2 белая пешка · f2 белая пешка · g2 белая пешка · h2 белая пешка · d1 белая ладья · e1 белый король · h1 белая ладья | a8 чёрная ладья · f8 чёрная ладья · g8 чёрный король · a7 чёрная пешка · b7 чёрная пешка · e7 белый слон · f7 чёрная пешка · g7 чёрный слон · h7 чёрная пешка · b6 чёрный ферзь · c6 чёрная пешка · g6 чёрная пешка · c4 белый слон · d4 белая пешка · g4 чёрный слон · a3 белый ферзь · c3 чёрный конь · f3 белый конь · a2 белая пешка · f2 белая пешка · g2 белая пешка · h2 белая пешка · d1 белая ладья · e1 белый король · h1 белая ладья | a8 чёрная ладья · f8 чёрная ладья · g8 чёрный король · a7 чёрная пешка · b7 чёрная пешка · e7 белый слон · f7 чёрная пешка · g7 чёрный слон · h7 чёрная пешка · b6 чёрный ферзь · c6 чёрная пешка · g6 чёрная пешка · c4 белый слон · d4 белая пешка · g4 чёрный слон · a3 белый ферзь · c3 чёрный конь · f3 белый конь · a2 белая пешка · f2 белая пешка · g2 белая пешка · h2 белая пешка · d1 белая ладья · e1 белый король · h1 белая ладья | a8 чёрная ладья · f8 чёрная ладья · g8 чёрный король · a7 чёрная пешка · b7 чёрная пешка · e7 белый слон · f7 чёрная пешка · g7 чёрный слон · h7 чёрная пешка · b6 чёрный ферзь · c6 чёрная пешка · g6 чёрная пешка · c4 белый слон · d4 белая пешка · g4 чёрный слон · a3 белый ферзь · c3 чёрный конь · f3 белый конь · a2 белая пешка · f2 белая пешка · g2 белая пешка · h2 белая пешка · d1 белая ладья · e1 белый король · h1 белая ладья | a8 чёрная ладья · f8 чёрная ладья · g8 чёрный король · a7 чёрная пешка · b7 чёрная пешка · e7 белый слон · f7 чёрная пешка · g7 чёрный слон · h7 чёрная пешка · b6 чёрный ферзь · c6 чёрная пешка · g6 чёрная пешка · c4 белый слон · d4 белая пешка · g4 чёрный слон · a3 белый ферзь · c3 чёрный конь · f3 белый конь · a2 белая пешка · f2 белая пешка · g2 белая пешка · h2 белая пешка · d1 белая ладья · e1 белый король · h1 белая ладья | 7 |
| 6 | a8 чёрная ладья · f8 чёрная ладья · g8 чёрный король · a7 чёрная пешка · b7 чёрная пешка · e7 белый слон · f7 чёрная пешка · g7 чёрный слон · h7 чёрная пешка · b6 чёрный ферзь · c6 чёрная пешка · g6 чёрная пешка · c4 белый слон · d4 белая пешка · g4 чёрный слон · a3 белый ферзь · c3 чёрный конь · f3 белый конь · a2 белая пешка · f2 белая пешка · g2 белая пешка · h2 белая пешка · d1 белая ладья · e1 белый король · h1 белая ладья | a8 чёрная ладья · f8 чёрная ладья · g8 чёрный король · a7 чёрная пешка · b7 чёрная пешка · e7 белый слон · f7 чёрная пешка · g7 чёрный слон · h7 чёрная пешка · b6 чёрный ферзь · c6 чёрная пешка · g6 чёрная пешка · c4 белый слон · d4 белая пешка · g4 чёрный слон · a3 белый ферзь · c3 чёрный конь · f3 белый конь · a2 белая пешка · f2 белая пешка · g2 белая пешка · h2 белая пешка · d1 белая ладья · e1 белый король · h1 белая ладья | a8 чёрная ладья · f8 чёрная ладья · g8 чёрный король · a7 чёрная пешка · b7 чёрная пешка · e7 белый слон · f7 чёрная пешка · g7 чёрный слон · h7 чёрная пешка · b6 чёрный ферзь · c6 чёрная пешка · g6 чёрная пешка · c4 белый слон · d4 белая пешка · g4 чёрный слон · a3 белый ферзь · c3 чёрный конь · f3 белый конь · a2 белая пешка · f2 белая пешка · g2 белая пешка · h2 белая пешка · d1 белая ладья · e1 белый король · h1 белая ладья | a8 чёрная ладья · f8 чёрная ладья · g8 чёрный король · a7 чёрная пешка · b7 чёрная пешка · e7 белый слон · f7 чёрная пешка · g7 чёрный слон · h7 чёрная пешка · b6 чёрный ферзь · c6 чёрная пешка · g6 чёрная пешка · c4 белый слон · d4 белая пешка · g4 чёрный слон · a3 белый ферзь · c3 чёрный конь · f3 белый конь · a2 белая пешка · f2 белая пешка · g2 белая пешка · h2 белая пешка · d1 белая ладья · e1 белый король · h1 белая ладья | a8 чёрная ладья · f8 чёрная ладья · g8 чёрный король · a7 чёрная пешка · b7 чёрная пешка · e7 белый слон · f7 чёрная пешка · g7 чёрный слон · h7 чёрная пешка · b6 чёрный ферзь · c6 чёрная пешка · g6 чёрная пешка · c4 белый слон · d4 белая пешка · g4 чёрный слон · a3 белый ферзь · c3 чёрный конь · f3 белый конь · a2 белая пешка · f2 белая пешка · g2 белая пешка · h2 белая пешка · d1 белая ладья · e1 белый король · h1 белая ладья | a8 чёрная ладья · f8 чёрная ладья · g8 чёрный король · a7 чёрная пешка · b7 чёрная пешка · e7 белый слон · f7 чёрная пешка · g7 чёрный слон · h7 чёрная пешка · b6 чёрный ферзь · c6 чёрная пешка · g6 чёрная пешка · c4 белый слон · d4 белая пешка · g4 чёрный слон · a3 белый ферзь · c3 чёрный конь · f3 белый конь · a2 белая пешка · f2 белая пешка · g2 белая пешка · h2 белая пешка · d1 белая ладья · e1 белый король · h1 белая ладья | a8 чёрная ладья · f8 чёрная ладья · g8 чёрный король · a7 чёрная пешка · b7 чёрная пешка · e7 белый слон · f7 чёрная пешка · g7 чёрный слон · h7 чёрная пешка · b6 чёрный ферзь · c6 чёрная пешка · g6 чёрная пешка · c4 белый слон · d4 белая пешка · g4 чёрный слон · a3 белый ферзь · c3 чёрный конь · f3 белый конь · a2 белая пешка · f2 белая пешка · g2 белая пешка · h2 белая пешка · d1 белая ладья · e1 белый король · h1 белая ладья | a8 чёрная ладья · f8 чёрная ладья · g8 чёрный король · a7 чёрная пешка · b7 чёрная пешка · e7 белый слон · f7 чёрная пешка · g7 чёрный слон · h7 чёрная пешка · b6 чёрный ферзь · c6 чёрная пешка · g6 чёрная пешка · c4 белый слон · d4 белая пешка · g4 чёрный слон · a3 белый ферзь · c3 чёрный конь · f3 белый конь · a2 белая пешка · f2 белая пешка · g2 белая пешка · h2 белая пешка · d1 белая ладья · e1 белый король · h1 белая ладья | 6 |
| 5 | a8 чёрная ладья · f8 чёрная ладья · g8 чёрный король · a7 чёрная пешка · b7 чёрная пешка · e7 белый слон · f7 чёрная пешка · g7 чёрный слон · h7 чёрная пешка · b6 чёрный ферзь · c6 чёрная пешка · g6 чёрная пешка · c4 белый слон · d4 белая пешка · g4 чёрный слон · a3 белый ферзь · c3 чёрный конь · f3 белый конь · a2 белая пешка · f2 белая пешка · g2 белая пешка · h2 белая пешка · d1 белая ладья · e1 белый король · h1 белая ладья | a8 чёрная ладья · f8 чёрная ладья · g8 чёрный король · a7 чёрная пешка · b7 чёрная пешка · e7 белый слон · f7 чёрная пешка · g7 чёрный слон · h7 чёрная пешка · b6 чёрный ферзь · c6 чёрная пешка · g6 чёрная пешка · c4 белый слон · d4 белая пешка · g4 чёрный слон · a3 белый ферзь · c3 чёрный конь · f3 белый конь · a2 белая пешка · f2 белая пешка · g2 белая пешка · h2 белая пешка · d1 белая ладья · e1 белый король · h1 белая ладья | a8 чёрная ладья · f8 чёрная ладья · g8 чёрный король · a7 чёрная пешка · b7 чёрная пешка · e7 белый слон · f7 чёрная пешка · g7 чёрный слон · h7 чёрная пешка · b6 чёрный ферзь · c6 чёрная пешка · g6 чёрная пешка · c4 белый слон · d4 белая пешка · g4 чёрный слон · a3 белый ферзь · c3 чёрный конь · f3 белый конь · a2 белая пешка · f2 белая пешка · g2 белая пешка · h2 белая пешка · d1 белая ладья · e1 белый король · h1 белая ладья | a8 чёрная ладья · f8 чёрная ладья · g8 чёрный король · a7 чёрная пешка · b7 чёрная пешка · e7 белый слон · f7 чёрная пешка · g7 чёрный слон · h7 чёрная пешка · b6 чёрный ферзь · c6 чёрная пешка · g6 чёрная пешка · c4 белый слон · d4 белая пешка · g4 чёрный слон · a3 белый ферзь · c3 чёрный конь · f3 белый конь · a2 белая пешка · f2 белая пешка · g2 белая пешка · h2 белая пешка · d1 белая ладья · e1 белый король · h1 белая ладья | a8 чёрная ладья · f8 чёрная ладья · g8 чёрный король · a7 чёрная пешка · b7 чёрная пешка · e7 белый слон · f7 чёрная пешка · g7 чёрный слон · h7 чёрная пешка · b6 чёрный ферзь · c6 чёрная пешка · g6 чёрная пешка · c4 белый слон · d4 белая пешка · g4 чёрный слон · a3 белый ферзь · c3 чёрный конь · f3 белый конь · a2 белая пешка · f2 белая пешка · g2 белая пешка · h2 белая пешка · d1 белая ладья · e1 белый король · h1 белая ладья | a8 чёрная ладья · f8 чёрная ладья · g8 чёрный король · a7 чёрная пешка · b7 чёрная пешка · e7 белый слон · f7 чёрная пешка · g7 чёрный слон · h7 чёрная пешка · b6 чёрный ферзь · c6 чёрная пешка · g6 чёрная пешка · c4 белый слон · d4 белая пешка · g4 чёрный слон · a3 белый ферзь · c3 чёрный конь · f3 белый конь · a2 белая пешка · f2 белая пешка · g2 белая пешка · h2 белая пешка · d1 белая ладья · e1 белый король · h1 белая ладья | a8 чёрная ладья · f8 чёрная ладья · g8 чёрный король · a7 чёрная пешка · b7 чёрная пешка · e7 белый слон · f7 чёрная пешка · g7 чёрный слон · h7 чёрная пешка · b6 чёрный ферзь · c6 чёрная пешка · g6 чёрная пешка · c4 белый слон · d4 белая пешка · g4 чёрный слон · a3 белый ферзь · c3 чёрный конь · f3 белый конь · a2 белая пешка · f2 белая пешка · g2 белая пешка · h2 белая пешка · d1 белая ладья · e1 белый король · h1 белая ладья | a8 чёрная ладья · f8 чёрная ладья · g8 чёрный король · a7 чёрная пешка · b7 чёрная пешка · e7 белый слон · f7 чёрная пешка · g7 чёрный слон · h7 чёрная пешка · b6 чёрный ферзь · c6 чёрная пешка · g6 чёрная пешка · c4 белый слон · d4 белая пешка · g4 чёрный слон · a3 белый ферзь · c3 чёрный конь · f3 белый конь · a2 белая пешка · f2 белая пешка · g2 белая пешка · h2 белая пешка · d1 белая ладья · e1 белый король · h1 белая ладья | 5 |
| 4 | a8 чёрная ладья · f8 чёрная ладья · g8 чёрный король · a7 чёрная пешка · b7 чёрная пешка · e7 белый слон · f7 чёрная пешка · g7 чёрный слон · h7 чёрная пешка · b6 чёрный ферзь · c6 чёрная пешка · g6 чёрная пешка · c4 белый слон · d4 белая пешка · g4 чёрный слон · a3 белый ферзь · c3 чёрный конь · f3 белый конь · a2 белая пешка · f2 белая пешка · g2 белая пешка · h2 белая пешка · d1 белая ладья · e1 белый король · h1 белая ладья | a8 чёрная ладья · f8 чёрная ладья · g8 чёрный король · a7 чёрная пешка · b7 чёрная пешка · e7 белый слон · f7 чёрная пешка · g7 чёрный слон · h7 чёрная пешка · b6 чёрный ферзь · c6 чёрная пешка · g6 чёрная пешка · c4 белый слон · d4 белая пешка · g4 чёрный слон · a3 белый ферзь · c3 чёрный конь · f3 белый конь · a2 белая пешка · f2 белая пешка · g2 белая пешка · h2 белая пешка · d1 белая ладья · e1 белый король · h1 белая ладья | a8 чёрная ладья · f8 чёрная ладья · g8 чёрный король · a7 чёрная пешка · b7 чёрная пешка · e7 белый слон · f7 чёрная пешка · g7 чёрный слон · h7 чёрная пешка · b6 чёрный ферзь · c6 чёрная пешка · g6 чёрная пешка · c4 белый слон · d4 белая пешка · g4 чёрный слон · a3 белый ферзь · c3 чёрный конь · f3 белый конь · a2 белая пешка · f2 белая пешка · g2 белая пешка · h2 белая пешка · d1 белая ладья · e1 белый король · h1 белая ладья | a8 чёрная ладья · f8 чёрная ладья · g8 чёрный король · a7 чёрная пешка · b7 чёрная пешка · e7 белый слон · f7 чёрная пешка · g7 чёрный слон · h7 чёрная пешка · b6 чёрный ферзь · c6 чёрная пешка · g6 чёрная пешка · c4 белый слон · d4 белая пешка · g4 чёрный слон · a3 белый ферзь · c3 чёрный конь · f3 белый конь · a2 белая пешка · f2 белая пешка · g2 белая пешка · h2 белая пешка · d1 белая ладья · e1 белый король · h1 белая ладья | a8 чёрная ладья · f8 чёрная ладья · g8 чёрный король · a7 чёрная пешка · b7 чёрная пешка · e7 белый слон · f7 чёрная пешка · g7 чёрный слон · h7 чёрная пешка · b6 чёрный ферзь · c6 чёрная пешка · g6 чёрная пешка · c4 белый слон · d4 белая пешка · g4 чёрный слон · a3 белый ферзь · c3 чёрный конь · f3 белый конь · a2 белая пешка · f2 белая пешка · g2 белая пешка · h2 белая пешка · d1 белая ладья · e1 белый король · h1 белая ладья | a8 чёрная ладья · f8 чёрная ладья · g8 чёрный король · a7 чёрная пешка · b7 чёрная пешка · e7 белый слон · f7 чёрная пешка · g7 чёрный слон · h7 чёрная пешка · b6 чёрный ферзь · c6 чёрная пешка · g6 чёрная пешка · c4 белый слон · d4 белая пешка · g4 чёрный слон · a3 белый ферзь · c3 чёрный конь · f3 белый конь · a2 белая пешка · f2 белая пешка · g2 белая пешка · h2 белая пешка · d1 белая ладья · e1 белый король · h1 белая ладья | a8 чёрная ладья · f8 чёрная ладья · g8 чёрный король · a7 чёрная пешка · b7 чёрная пешка · e7 белый слон · f7 чёрная пешка · g7 чёрный слон · h7 чёрная пешка · b6 чёрный ферзь · c6 чёрная пешка · g6 чёрная пешка · c4 белый слон · d4 белая пешка · g4 чёрный слон · a3 белый ферзь · c3 чёрный конь · f3 белый конь · a2 белая пешка · f2 белая пешка · g2 белая пешка · h2 белая пешка · d1 белая ладья · e1 белый король · h1 белая ладья | a8 чёрная ладья · f8 чёрная ладья · g8 чёрный король · a7 чёрная пешка · b7 чёрная пешка · e7 белый слон · f7 чёрная пешка · g7 чёрный слон · h7 чёрная пешка · b6 чёрный ферзь · c6 чёрная пешка · g6 чёрная пешка · c4 белый слон · d4 белая пешка · g4 чёрный слон · a3 белый ферзь · c3 чёрный конь · f3 белый конь · a2 белая пешка · f2 белая пешка · g2 белая пешка · h2 белая пешка · d1 белая ладья · e1 белый король · h1 белая ладья | 4 |
| 3 | a8 чёрная ладья · f8 чёрная ладья · g8 чёрный король · a7 чёрная пешка · b7 чёрная пешка · e7 белый слон · f7 чёрная пешка · g7 чёрный слон · h7 чёрная пешка · b6 чёрный ферзь · c6 чёрная пешка · g6 чёрная пешка · c4 белый слон · d4 белая пешка · g4 чёрный слон · a3 белый ферзь · c3 чёрный конь · f3 белый конь · a2 белая пешка · f2 белая пешка · g2 белая пешка · h2 белая пешка · d1 белая ладья · e1 белый король · h1 белая ладья | a8 чёрная ладья · f8 чёрная ладья · g8 чёрный король · a7 чёрная пешка · b7 чёрная пешка · e7 белый слон · f7 чёрная пешка · g7 чёрный слон · h7 чёрная пешка · b6 чёрный ферзь · c6 чёрная пешка · g6 чёрная пешка · c4 белый слон · d4 белая пешка · g4 чёрный слон · a3 белый ферзь · c3 чёрный конь · f3 белый конь · a2 белая пешка · f2 белая пешка · g2 белая пешка · h2 белая пешка · d1 белая ладья · e1 белый король · h1 белая ладья | a8 чёрная ладья · f8 чёрная ладья · g8 чёрный король · a7 чёрная пешка · b7 чёрная пешка · e7 белый слон · f7 чёрная пешка · g7 чёрный слон · h7 чёрная пешка · b6 чёрный ферзь · c6 чёрная пешка · g6 чёрная пешка · c4 белый слон · d4 белая пешка · g4 чёрный слон · a3 белый ферзь · c3 чёрный конь · f3 белый конь · a2 белая пешка · f2 белая пешка · g2 белая пешка · h2 белая пешка · d1 белая ладья · e1 белый король · h1 белая ладья | a8 чёрная ладья · f8 чёрная ладья · g8 чёрный король · a7 чёрная пешка · b7 чёрная пешка · e7 белый слон · f7 чёрная пешка · g7 чёрный слон · h7 чёрная пешка · b6 чёрный ферзь · c6 чёрная пешка · g6 чёрная пешка · c4 белый слон · d4 белая пешка · g4 чёрный слон · a3 белый ферзь · c3 чёрный конь · f3 белый конь · a2 белая пешка · f2 белая пешка · g2 белая пешка · h2 белая пешка · d1 белая ладья · e1 белый король · h1 белая ладья | a8 чёрная ладья · f8 чёрная ладья · g8 чёрный король · a7 чёрная пешка · b7 чёрная пешка · e7 белый слон · f7 чёрная пешка · g7 чёрный слон · h7 чёрная пешка · b6 чёрный ферзь · c6 чёрная пешка · g6 чёрная пешка · c4 белый слон · d4 белая пешка · g4 чёрный слон · a3 белый ферзь · c3 чёрный конь · f3 белый конь · a2 белая пешка · f2 белая пешка · g2 белая пешка · h2 белая пешка · d1 белая ладья · e1 белый король · h1 белая ладья | a8 чёрная ладья · f8 чёрная ладья · g8 чёрный король · a7 чёрная пешка · b7 чёрная пешка · e7 белый слон · f7 чёрная пешка · g7 чёрный слон · h7 чёрная пешка · b6 чёрный ферзь · c6 чёрная пешка · g6 чёрная пешка · c4 белый слон · d4 белая пешка · g4 чёрный слон · a3 белый ферзь · c3 чёрный конь · f3 белый конь · a2 белая пешка · f2 белая пешка · g2 белая пешка · h2 белая пешка · d1 белая ладья · e1 белый король · h1 белая ладья | a8 чёрная ладья · f8 чёрная ладья · g8 чёрный король · a7 чёрная пешка · b7 чёрная пешка · e7 белый слон · f7 чёрная пешка · g7 чёрный слон · h7 чёрная пешка · b6 чёрный ферзь · c6 чёрная пешка · g6 чёрная пешка · c4 белый слон · d4 белая пешка · g4 чёрный слон · a3 белый ферзь · c3 чёрный конь · f3 белый конь · a2 белая пешка · f2 белая пешка · g2 белая пешка · h2 белая пешка · d1 белая ладья · e1 белый король · h1 белая ладья | a8 чёрная ладья · f8 чёрная ладья · g8 чёрный король · a7 чёрная пешка · b7 чёрная пешка · e7 белый слон · f7 чёрная пешка · g7 чёрный слон · h7 чёрная пешка · b6 чёрный ферзь · c6 чёрная пешка · g6 чёрная пешка · c4 белый слон · d4 белая пешка · g4 чёрный слон · a3 белый ферзь · c3 чёрный конь · f3 белый конь · a2 белая пешка · f2 белая пешка · g2 белая пешка · h2 белая пешка · d1 белая ладья · e1 белый король · h1 белая ладья | 3 |
| 2 | a8 чёрная ладья · f8 чёрная ладья · g8 чёрный король · a7 чёрная пешка · b7 чёрная пешка · e7 белый слон · f7 чёрная пешка · g7 чёрный слон · h7 чёрная пешка · b6 чёрный ферзь · c6 чёрная пешка · g6 чёрная пешка · c4 белый слон · d4 белая пешка · g4 чёрный слон · a3 белый ферзь · c3 чёрный конь · f3 белый конь · a2 белая пешка · f2 белая пешка · g2 белая пешка · h2 белая пешка · d1 белая ладья · e1 белый король · h1 белая ладья | a8 чёрная ладья · f8 чёрная ладья · g8 чёрный король · a7 чёрная пешка · b7 чёрная пешка · e7 белый слон · f7 чёрная пешка · g7 чёрный слон · h7 чёрная пешка · b6 чёрный ферзь · c6 чёрная пешка · g6 чёрная пешка · c4 белый слон · d4 белая пешка · g4 чёрный слон · a3 белый ферзь · c3 чёрный конь · f3 белый конь · a2 белая пешка · f2 белая пешка · g2 белая пешка · h2 белая пешка · d1 белая ладья · e1 белый король · h1 белая ладья | a8 чёрная ладья · f8 чёрная ладья · g8 чёрный король · a7 чёрная пешка · b7 чёрная пешка · e7 белый слон · f7 чёрная пешка · g7 чёрный слон · h7 чёрная пешка · b6 чёрный ферзь · c6 чёрная пешка · g6 чёрная пешка · c4 белый слон · d4 белая пешка · g4 чёрный слон · a3 белый ферзь · c3 чёрный конь · f3 белый конь · a2 белая пешка · f2 белая пешка · g2 белая пешка · h2 белая пешка · d1 белая ладья · e1 белый король · h1 белая ладья | a8 чёрная ладья · f8 чёрная ладья · g8 чёрный король · a7 чёрная пешка · b7 чёрная пешка · e7 белый слон · f7 чёрная пешка · g7 чёрный слон · h7 чёрная пешка · b6 чёрный ферзь · c6 чёрная пешка · g6 чёрная пешка · c4 белый слон · d4 белая пешка · g4 чёрный слон · a3 белый ферзь · c3 чёрный конь · f3 белый конь · a2 белая пешка · f2 белая пешка · g2 белая пешка · h2 белая пешка · d1 белая ладья · e1 белый король · h1 белая ладья | a8 чёрная ладья · f8 чёрная ладья · g8 чёрный король · a7 чёрная пешка · b7 чёрная пешка · e7 белый слон · f7 чёрная пешка · g7 чёрный слон · h7 чёрная пешка · b6 чёрный ферзь · c6 чёрная пешка · g6 чёрная пешка · c4 белый слон · d4 белая пешка · g4 чёрный слон · a3 белый ферзь · c3 чёрный конь · f3 белый конь · a2 белая пешка · f2 белая пешка · g2 белая пешка · h2 белая пешка · d1 белая ладья · e1 белый король · h1 белая ладья | a8 чёрная ладья · f8 чёрная ладья · g8 чёрный король · a7 чёрная пешка · b7 чёрная пешка · e7 белый слон · f7 чёрная пешка · g7 чёрный слон · h7 чёрная пешка · b6 чёрный ферзь · c6 чёрная пешка · g6 чёрная пешка · c4 белый слон · d4 белая пешка · g4 чёрный слон · a3 белый ферзь · c3 чёрный конь · f3 белый конь · a2 белая пешка · f2 белая пешка · g2 белая пешка · h2 белая пешка · d1 белая ладья · e1 белый король · h1 белая ладья | a8 чёрная ладья · f8 чёрная ладья · g8 чёрный король · a7 чёрная пешка · b7 чёрная пешка · e7 белый слон · f7 чёрная пешка · g7 чёрный слон · h7 чёрная пешка · b6 чёрный ферзь · c6 чёрная пешка · g6 чёрная пешка · c4 белый слон · d4 белая пешка · g4 чёрный слон · a3 белый ферзь · c3 чёрный конь · f3 белый конь · a2 белая пешка · f2 белая пешка · g2 белая пешка · h2 белая пешка · d1 белая ладья · e1 белый король · h1 белая ладья | a8 чёрная ладья · f8 чёрная ладья · g8 чёрный король · a7 чёрная пешка · b7 чёрная пешка · e7 белый слон · f7 чёрная пешка · g7 чёрный слон · h7 чёрная пешка · b6 чёрный ферзь · c6 чёрная пешка · g6 чёрная пешка · c4 белый слон · d4 белая пешка · g4 чёрный слон · a3 белый ферзь · c3 чёрный конь · f3 белый конь · a2 белая пешка · f2 белая пешка · g2 белая пешка · h2 белая пешка · d1 белая ладья · e1 белый король · h1 белая ладья | 2 |
| 1 | a8 чёрная ладья · f8 чёрная ладья · g8 чёрный король · a7 чёрная пешка · b7 чёрная пешка · e7 белый слон · f7 чёрная пешка · g7 чёрный слон · h7 чёрная пешка · b6 чёрный ферзь · c6 чёрная пешка · g6 чёрная пешка · c4 белый слон · d4 белая пешка · g4 чёрный слон · a3 белый ферзь · c3 чёрный конь · f3 белый конь · a2 белая пешка · f2 белая пешка · g2 белая пешка · h2 белая пешка · d1 белая ладья · e1 белый король · h1 белая ладья | a8 чёрная ладья · f8 чёрная ладья · g8 чёрный король · a7 чёрная пешка · b7 чёрная пешка · e7 белый слон · f7 чёрная пешка · g7 чёрный слон · h7 чёрная пешка · b6 чёрный ферзь · c6 чёрная пешка · g6 чёрная пешка · c4 белый слон · d4 белая пешка · g4 чёрный слон · a3 белый ферзь · c3 чёрный конь · f3 белый конь · a2 белая пешка · f2 белая пешка · g2 белая пешка · h2 белая пешка · d1 белая ладья · e1 белый король · h1 белая ладья | a8 чёрная ладья · f8 чёрная ладья · g8 чёрный король · a7 чёрная пешка · b7 чёрная пешка · e7 белый слон · f7 чёрная пешка · g7 чёрный слон · h7 чёрная пешка · b6 чёрный ферзь · c6 чёрная пешка · g6 чёрная пешка · c4 белый слон · d4 белая пешка · g4 чёрный слон · a3 белый ферзь · c3 чёрный конь · f3 белый конь · a2 белая пешка · f2 белая пешка · g2 белая пешка · h2 белая пешка · d1 белая ладья · e1 белый король · h1 белая ладья | a8 чёрная ладья · f8 чёрная ладья · g8 чёрный король · a7 чёрная пешка · b7 чёрная пешка · e7 белый слон · f7 чёрная пешка · g7 чёрный слон · h7 чёрная пешка · b6 чёрный ферзь · c6 чёрная пешка · g6 чёрная пешка · c4 белый слон · d4 белая пешка · g4 чёрный слон · a3 белый ферзь · c3 чёрный конь · f3 белый конь · a2 белая пешка · f2 белая пешка · g2 белая пешка · h2 белая пешка · d1 белая ладья · e1 белый король · h1 белая ладья | a8 чёрная ладья · f8 чёрная ладья · g8 чёрный король · a7 чёрная пешка · b7 чёрная пешка · e7 белый слон · f7 чёрная пешка · g7 чёрный слон · h7 чёрная пешка · b6 чёрный ферзь · c6 чёрная пешка · g6 чёрная пешка · c4 белый слон · d4 белая пешка · g4 чёрный слон · a3 белый ферзь · c3 чёрный конь · f3 белый конь · a2 белая пешка · f2 белая пешка · g2 белая пешка · h2 белая пешка · d1 белая ладья · e1 белый король · h1 белая ладья | a8 чёрная ладья · f8 чёрная ладья · g8 чёрный король · a7 чёрная пешка · b7 чёрная пешка · e7 белый слон · f7 чёрная пешка · g7 чёрный слон · h7 чёрная пешка · b6 чёрный ферзь · c6 чёрная пешка · g6 чёрная пешка · c4 белый слон · d4 белая пешка · g4 чёрный слон · a3 белый ферзь · c3 чёрный конь · f3 белый конь · a2 белая пешка · f2 белая пешка · g2 белая пешка · h2 белая пешка · d1 белая ладья · e1 белый король · h1 белая ладья | a8 чёрная ладья · f8 чёрная ладья · g8 чёрный король · a7 чёрная пешка · b7 чёрная пешка · e7 белый слон · f7 чёрная пешка · g7 чёрный слон · h7 чёрная пешка · b6 чёрный ферзь · c6 чёрная пешка · g6 чёрная пешка · c4 белый слон · d4 белая пешка · g4 чёрный слон · a3 белый ферзь · c3 чёрный конь · f3 белый конь · a2 белая пешка · f2 белая пешка · g2 белая пешка · h2 белая пешка · d1 белая ладья · e1 белый король · h1 белая ладья | a8 чёрная ладья · f8 чёрная ладья · g8 чёрный король · a7 чёрная пешка · b7 чёрная пешка · e7 белый слон · f7 чёрная пешка · g7 чёрный слон · h7 чёрная пешка · b6 чёрный ферзь · c6 чёрная пешка · g6 чёрная пешка · c4 белый слон · d4 белая пешка · g4 чёрный слон · a3 белый ферзь · c3 чёрный конь · f3 белый конь · a2 белая пешка · f2 белая пешка · g2 белая пешка · h2 белая пешка · d1 белая ладья · e1 белый король · h1 белая ладья | 1 |
|   | a | b | c | d | e | f | g | h |   |

15…Nxc3! (диаграмма 3) — Фишер наносит очередной удар. Например, ход 15…Rfe8? позволял белым сразу сделать рокировку. Белые сыграли 16. Bc5. На 16. Qxc3 последовала бы связка слона и короля ходом ладьи на e8. При другом варианте 16. Qe3 Bxf3 17. gxf3 Qc7 чёрные отыгрывают фигуру и получают выигранную позицию. Сразу 16..Qc7? не работает из-за 17. Bxf7+!, и белые выигрывают качество или ставят спёртый мат. К этому моменту у Фишера оставалось 20 минут до 40-го хода.
16…Rfe8+ 17. Kf1 Be6!! — «ослепительная жертва ферзя выигрывает форсированно», писал Фишер. Он также сказал: «Если Бирн возьмёт ферзя, то проиграет, а если не возьмёт, то тоже проиграет». Размен на f3 также оставлял преимущество за чёрными, но Фишер решил оставить больше фигур, чтобы выиграть партию красиво. Бирн же ожидал логичного хода 17…Nb5, и белые получали преимущество после 18. Bxf7+ Kh8 19. Bxb6 Nxa3 20. Bc5, в то время как другие варианты вместо 18…Kh8 для чёрных ещё хуже. Есть единственная задокументированная фотография Фишера во время партии, на которой он обдумывает непосредственно ход 17…Be6!!.
Бирн принял жертву ферзя: 18. Bxb6. Во всех других вариантах у чёрных также была выигранная позиция:
- После 18. Bxe6? чёрные ставят спёртый мат после 18…Qb5+ 19. Kg1 Ne2+.
- Если 18. Qxc3, то после 18…Qxc5 (связка пешки d4) 19. dxc5 Bxc3 чёрные остаются с лишней пешкой в эндшпиле.
- В случае отхода слона 18. Be2 (или на d3) чёрные спасают коня с нападением на ферзя 18…Nb5.

|   | a | b | c | d | e | f | g | h |   |
| - | --- | --- | --- | --- | --- | --- | --- | --- | - |
| 8 | e8 чёрная ладья · g8 чёрный король · b7 чёрная пешка · f7 чёрная пешка · g7 чёрный слон · h7 чёрная пешка · b6 белый ферзь · c6 чёрная пешка · g6 чёрная пешка · a4 чёрная ладья · c4 чёрный слон · f3 белый конь · a2 белая пешка · f2 белая пешка · g2 белая пешка · h2 белая пешка · d1 чёрный конь · g1 белый король · h1 белая ладья | e8 чёрная ладья · g8 чёрный король · b7 чёрная пешка · f7 чёрная пешка · g7 чёрный слон · h7 чёрная пешка · b6 белый ферзь · c6 чёрная пешка · g6 чёрная пешка · a4 чёрная ладья · c4 чёрный слон · f3 белый конь · a2 белая пешка · f2 белая пешка · g2 белая пешка · h2 белая пешка · d1 чёрный конь · g1 белый король · h1 белая ладья | e8 чёрная ладья · g8 чёрный король · b7 чёрная пешка · f7 чёрная пешка · g7 чёрный слон · h7 чёрная пешка · b6 белый ферзь · c6 чёрная пешка · g6 чёрная пешка · a4 чёрная ладья · c4 чёрный слон · f3 белый конь · a2 белая пешка · f2 белая пешка · g2 белая пешка · h2 белая пешка · d1 чёрный конь · g1 белый король · h1 белая ладья | e8 чёрная ладья · g8 чёрный король · b7 чёрная пешка · f7 чёрная пешка · g7 чёрный слон · h7 чёрная пешка · b6 белый ферзь · c6 чёрная пешка · g6 чёрная пешка · a4 чёрная ладья · c4 чёрный слон · f3 белый конь · a2 белая пешка · f2 белая пешка · g2 белая пешка · h2 белая пешка · d1 чёрный конь · g1 белый король · h1 белая ладья | e8 чёрная ладья · g8 чёрный король · b7 чёрная пешка · f7 чёрная пешка · g7 чёрный слон · h7 чёрная пешка · b6 белый ферзь · c6 чёрная пешка · g6 чёрная пешка · a4 чёрная ладья · c4 чёрный слон · f3 белый конь · a2 белая пешка · f2 белая пешка · g2 белая пешка · h2 белая пешка · d1 чёрный конь · g1 белый король · h1 белая ладья | e8 чёрная ладья · g8 чёрный король · b7 чёрная пешка · f7 чёрная пешка · g7 чёрный слон · h7 чёрная пешка · b6 белый ферзь · c6 чёрная пешка · g6 чёрная пешка · a4 чёрная ладья · c4 чёрный слон · f3 белый конь · a2 белая пешка · f2 белая пешка · g2 белая пешка · h2 белая пешка · d1 чёрный конь · g1 белый король · h1 белая ладья | e8 чёрная ладья · g8 чёрный король · b7 чёрная пешка · f7 чёрная пешка · g7 чёрный слон · h7 чёрная пешка · b6 белый ферзь · c6 чёрная пешка · g6 чёрная пешка · a4 чёрная ладья · c4 чёрный слон · f3 белый конь · a2 белая пешка · f2 белая пешка · g2 белая пешка · h2 белая пешка · d1 чёрный конь · g1 белый король · h1 белая ладья | e8 чёрная ладья · g8 чёрный король · b7 чёрная пешка · f7 чёрная пешка · g7 чёрный слон · h7 чёрная пешка · b6 белый ферзь · c6 чёрная пешка · g6 чёрная пешка · a4 чёрная ладья · c4 чёрный слон · f3 белый конь · a2 белая пешка · f2 белая пешка · g2 белая пешка · h2 белая пешка · d1 чёрный конь · g1 белый король · h1 белая ладья | 8 |
| 7 | e8 чёрная ладья · g8 чёрный король · b7 чёрная пешка · f7 чёрная пешка · g7 чёрный слон · h7 чёрная пешка · b6 белый ферзь · c6 чёрная пешка · g6 чёрная пешка · a4 чёрная ладья · c4 чёрный слон · f3 белый конь · a2 белая пешка · f2 белая пешка · g2 белая пешка · h2 белая пешка · d1 чёрный конь · g1 белый король · h1 белая ладья | e8 чёрная ладья · g8 чёрный король · b7 чёрная пешка · f7 чёрная пешка · g7 чёрный слон · h7 чёрная пешка · b6 белый ферзь · c6 чёрная пешка · g6 чёрная пешка · a4 чёрная ладья · c4 чёрный слон · f3 белый конь · a2 белая пешка · f2 белая пешка · g2 белая пешка · h2 белая пешка · d1 чёрный конь · g1 белый король · h1 белая ладья | e8 чёрная ладья · g8 чёрный король · b7 чёрная пешка · f7 чёрная пешка · g7 чёрный слон · h7 чёрная пешка · b6 белый ферзь · c6 чёрная пешка · g6 чёрная пешка · a4 чёрная ладья · c4 чёрный слон · f3 белый конь · a2 белая пешка · f2 белая пешка · g2 белая пешка · h2 белая пешка · d1 чёрный конь · g1 белый король · h1 белая ладья | e8 чёрная ладья · g8 чёрный король · b7 чёрная пешка · f7 чёрная пешка · g7 чёрный слон · h7 чёрная пешка · b6 белый ферзь · c6 чёрная пешка · g6 чёрная пешка · a4 чёрная ладья · c4 чёрный слон · f3 белый конь · a2 белая пешка · f2 белая пешка · g2 белая пешка · h2 белая пешка · d1 чёрный конь · g1 белый король · h1 белая ладья | e8 чёрная ладья · g8 чёрный король · b7 чёрная пешка · f7 чёрная пешка · g7 чёрный слон · h7 чёрная пешка · b6 белый ферзь · c6 чёрная пешка · g6 чёрная пешка · a4 чёрная ладья · c4 чёрный слон · f3 белый конь · a2 белая пешка · f2 белая пешка · g2 белая пешка · h2 белая пешка · d1 чёрный конь · g1 белый король · h1 белая ладья | e8 чёрная ладья · g8 чёрный король · b7 чёрная пешка · f7 чёрная пешка · g7 чёрный слон · h7 чёрная пешка · b6 белый ферзь · c6 чёрная пешка · g6 чёрная пешка · a4 чёрная ладья · c4 чёрный слон · f3 белый конь · a2 белая пешка · f2 белая пешка · g2 белая пешка · h2 белая пешка · d1 чёрный конь · g1 белый король · h1 белая ладья | e8 чёрная ладья · g8 чёрный король · b7 чёрная пешка · f7 чёрная пешка · g7 чёрный слон · h7 чёрная пешка · b6 белый ферзь · c6 чёрная пешка · g6 чёрная пешка · a4 чёрная ладья · c4 чёрный слон · f3 белый конь · a2 белая пешка · f2 белая пешка · g2 белая пешка · h2 белая пешка · d1 чёрный конь · g1 белый король · h1 белая ладья | e8 чёрная ладья · g8 чёрный король · b7 чёрная пешка · f7 чёрная пешка · g7 чёрный слон · h7 чёрная пешка · b6 белый ферзь · c6 чёрная пешка · g6 чёрная пешка · a4 чёрная ладья · c4 чёрный слон · f3 белый конь · a2 белая пешка · f2 белая пешка · g2 белая пешка · h2 белая пешка · d1 чёрный конь · g1 белый король · h1 белая ладья | 7 |
| 6 | e8 чёрная ладья · g8 чёрный король · b7 чёрная пешка · f7 чёрная пешка · g7 чёрный слон · h7 чёрная пешка · b6 белый ферзь · c6 чёрная пешка · g6 чёрная пешка · a4 чёрная ладья · c4 чёрный слон · f3 белый конь · a2 белая пешка · f2 белая пешка · g2 белая пешка · h2 белая пешка · d1 чёрный конь · g1 белый король · h1 белая ладья | e8 чёрная ладья · g8 чёрный король · b7 чёрная пешка · f7 чёрная пешка · g7 чёрный слон · h7 чёрная пешка · b6 белый ферзь · c6 чёрная пешка · g6 чёрная пешка · a4 чёрная ладья · c4 чёрный слон · f3 белый конь · a2 белая пешка · f2 белая пешка · g2 белая пешка · h2 белая пешка · d1 чёрный конь · g1 белый король · h1 белая ладья | e8 чёрная ладья · g8 чёрный король · b7 чёрная пешка · f7 чёрная пешка · g7 чёрный слон · h7 чёрная пешка · b6 белый ферзь · c6 чёрная пешка · g6 чёрная пешка · a4 чёрная ладья · c4 чёрный слон · f3 белый конь · a2 белая пешка · f2 белая пешка · g2 белая пешка · h2 белая пешка · d1 чёрный конь · g1 белый король · h1 белая ладья | e8 чёрная ладья · g8 чёрный король · b7 чёрная пешка · f7 чёрная пешка · g7 чёрный слон · h7 чёрная пешка · b6 белый ферзь · c6 чёрная пешка · g6 чёрная пешка · a4 чёрная ладья · c4 чёрный слон · f3 белый конь · a2 белая пешка · f2 белая пешка · g2 белая пешка · h2 белая пешка · d1 чёрный конь · g1 белый король · h1 белая ладья | e8 чёрная ладья · g8 чёрный король · b7 чёрная пешка · f7 чёрная пешка · g7 чёрный слон · h7 чёрная пешка · b6 белый ферзь · c6 чёрная пешка · g6 чёрная пешка · a4 чёрная ладья · c4 чёрный слон · f3 белый конь · a2 белая пешка · f2 белая пешка · g2 белая пешка · h2 белая пешка · d1 чёрный конь · g1 белый король · h1 белая ладья | e8 чёрная ладья · g8 чёрный король · b7 чёрная пешка · f7 чёрная пешка · g7 чёрный слон · h7 чёрная пешка · b6 белый ферзь · c6 чёрная пешка · g6 чёрная пешка · a4 чёрная ладья · c4 чёрный слон · f3 белый конь · a2 белая пешка · f2 белая пешка · g2 белая пешка · h2 белая пешка · d1 чёрный конь · g1 белый король · h1 белая ладья | e8 чёрная ладья · g8 чёрный король · b7 чёрная пешка · f7 чёрная пешка · g7 чёрный слон · h7 чёрная пешка · b6 белый ферзь · c6 чёрная пешка · g6 чёрная пешка · a4 чёрная ладья · c4 чёрный слон · f3 белый конь · a2 белая пешка · f2 белая пешка · g2 белая пешка · h2 белая пешка · d1 чёрный конь · g1 белый король · h1 белая ладья | e8 чёрная ладья · g8 чёрный король · b7 чёрная пешка · f7 чёрная пешка · g7 чёрный слон · h7 чёрная пешка · b6 белый ферзь · c6 чёрная пешка · g6 чёрная пешка · a4 чёрная ладья · c4 чёрный слон · f3 белый конь · a2 белая пешка · f2 белая пешка · g2 белая пешка · h2 белая пешка · d1 чёрный конь · g1 белый король · h1 белая ладья | 6 |
| 5 | e8 чёрная ладья · g8 чёрный король · b7 чёрная пешка · f7 чёрная пешка · g7 чёрный слон · h7 чёрная пешка · b6 белый ферзь · c6 чёрная пешка · g6 чёрная пешка · a4 чёрная ладья · c4 чёрный слон · f3 белый конь · a2 белая пешка · f2 белая пешка · g2 белая пешка · h2 белая пешка · d1 чёрный конь · g1 белый король · h1 белая ладья | e8 чёрная ладья · g8 чёрный король · b7 чёрная пешка · f7 чёрная пешка · g7 чёрный слон · h7 чёрная пешка · b6 белый ферзь · c6 чёрная пешка · g6 чёрная пешка · a4 чёрная ладья · c4 чёрный слон · f3 белый конь · a2 белая пешка · f2 белая пешка · g2 белая пешка · h2 белая пешка · d1 чёрный конь · g1 белый король · h1 белая ладья | e8 чёрная ладья · g8 чёрный король · b7 чёрная пешка · f7 чёрная пешка · g7 чёрный слон · h7 чёрная пешка · b6 белый ферзь · c6 чёрная пешка · g6 чёрная пешка · a4 чёрная ладья · c4 чёрный слон · f3 белый конь · a2 белая пешка · f2 белая пешка · g2 белая пешка · h2 белая пешка · d1 чёрный конь · g1 белый король · h1 белая ладья | e8 чёрная ладья · g8 чёрный король · b7 чёрная пешка · f7 чёрная пешка · g7 чёрный слон · h7 чёрная пешка · b6 белый ферзь · c6 чёрная пешка · g6 чёрная пешка · a4 чёрная ладья · c4 чёрный слон · f3 белый конь · a2 белая пешка · f2 белая пешка · g2 белая пешка · h2 белая пешка · d1 чёрный конь · g1 белый король · h1 белая ладья | e8 чёрная ладья · g8 чёрный король · b7 чёрная пешка · f7 чёрная пешка · g7 чёрный слон · h7 чёрная пешка · b6 белый ферзь · c6 чёрная пешка · g6 чёрная пешка · a4 чёрная ладья · c4 чёрный слон · f3 белый конь · a2 белая пешка · f2 белая пешка · g2 белая пешка · h2 белая пешка · d1 чёрный конь · g1 белый король · h1 белая ладья | e8 чёрная ладья · g8 чёрный король · b7 чёрная пешка · f7 чёрная пешка · g7 чёрный слон · h7 чёрная пешка · b6 белый ферзь · c6 чёрная пешка · g6 чёрная пешка · a4 чёрная ладья · c4 чёрный слон · f3 белый конь · a2 белая пешка · f2 белая пешка · g2 белая пешка · h2 белая пешка · d1 чёрный конь · g1 белый король · h1 белая ладья | e8 чёрная ладья · g8 чёрный король · b7 чёрная пешка · f7 чёрная пешка · g7 чёрный слон · h7 чёрная пешка · b6 белый ферзь · c6 чёрная пешка · g6 чёрная пешка · a4 чёрная ладья · c4 чёрный слон · f3 белый конь · a2 белая пешка · f2 белая пешка · g2 белая пешка · h2 белая пешка · d1 чёрный конь · g1 белый король · h1 белая ладья | e8 чёрная ладья · g8 чёрный король · b7 чёрная пешка · f7 чёрная пешка · g7 чёрный слон · h7 чёрная пешка · b6 белый ферзь · c6 чёрная пешка · g6 чёрная пешка · a4 чёрная ладья · c4 чёрный слон · f3 белый конь · a2 белая пешка · f2 белая пешка · g2 белая пешка · h2 белая пешка · d1 чёрный конь · g1 белый король · h1 белая ладья | 5 |
| 4 | e8 чёрная ладья · g8 чёрный король · b7 чёрная пешка · f7 чёрная пешка · g7 чёрный слон · h7 чёрная пешка · b6 белый ферзь · c6 чёрная пешка · g6 чёрная пешка · a4 чёрная ладья · c4 чёрный слон · f3 белый конь · a2 белая пешка · f2 белая пешка · g2 белая пешка · h2 белая пешка · d1 чёрный конь · g1 белый король · h1 белая ладья | e8 чёрная ладья · g8 чёрный король · b7 чёрная пешка · f7 чёрная пешка · g7 чёрный слон · h7 чёрная пешка · b6 белый ферзь · c6 чёрная пешка · g6 чёрная пешка · a4 чёрная ладья · c4 чёрный слон · f3 белый конь · a2 белая пешка · f2 белая пешка · g2 белая пешка · h2 белая пешка · d1 чёрный конь · g1 белый король · h1 белая ладья | e8 чёрная ладья · g8 чёрный король · b7 чёрная пешка · f7 чёрная пешка · g7 чёрный слон · h7 чёрная пешка · b6 белый ферзь · c6 чёрная пешка · g6 чёрная пешка · a4 чёрная ладья · c4 чёрный слон · f3 белый конь · a2 белая пешка · f2 белая пешка · g2 белая пешка · h2 белая пешка · d1 чёрный конь · g1 белый король · h1 белая ладья | e8 чёрная ладья · g8 чёрный король · b7 чёрная пешка · f7 чёрная пешка · g7 чёрный слон · h7 чёрная пешка · b6 белый ферзь · c6 чёрная пешка · g6 чёрная пешка · a4 чёрная ладья · c4 чёрный слон · f3 белый конь · a2 белая пешка · f2 белая пешка · g2 белая пешка · h2 белая пешка · d1 чёрный конь · g1 белый король · h1 белая ладья | e8 чёрная ладья · g8 чёрный король · b7 чёрная пешка · f7 чёрная пешка · g7 чёрный слон · h7 чёрная пешка · b6 белый ферзь · c6 чёрная пешка · g6 чёрная пешка · a4 чёрная ладья · c4 чёрный слон · f3 белый конь · a2 белая пешка · f2 белая пешка · g2 белая пешка · h2 белая пешка · d1 чёрный конь · g1 белый король · h1 белая ладья | e8 чёрная ладья · g8 чёрный король · b7 чёрная пешка · f7 чёрная пешка · g7 чёрный слон · h7 чёрная пешка · b6 белый ферзь · c6 чёрная пешка · g6 чёрная пешка · a4 чёрная ладья · c4 чёрный слон · f3 белый конь · a2 белая пешка · f2 белая пешка · g2 белая пешка · h2 белая пешка · d1 чёрный конь · g1 белый король · h1 белая ладья | e8 чёрная ладья · g8 чёрный король · b7 чёрная пешка · f7 чёрная пешка · g7 чёрный слон · h7 чёрная пешка · b6 белый ферзь · c6 чёрная пешка · g6 чёрная пешка · a4 чёрная ладья · c4 чёрный слон · f3 белый конь · a2 белая пешка · f2 белая пешка · g2 белая пешка · h2 белая пешка · d1 чёрный конь · g1 белый король · h1 белая ладья | e8 чёрная ладья · g8 чёрный король · b7 чёрная пешка · f7 чёрная пешка · g7 чёрный слон · h7 чёрная пешка · b6 белый ферзь · c6 чёрная пешка · g6 чёрная пешка · a4 чёрная ладья · c4 чёрный слон · f3 белый конь · a2 белая пешка · f2 белая пешка · g2 белая пешка · h2 белая пешка · d1 чёрный конь · g1 белый король · h1 белая ладья | 4 |
| 3 | e8 чёрная ладья · g8 чёрный король · b7 чёрная пешка · f7 чёрная пешка · g7 чёрный слон · h7 чёрная пешка · b6 белый ферзь · c6 чёрная пешка · g6 чёрная пешка · a4 чёрная ладья · c4 чёрный слон · f3 белый конь · a2 белая пешка · f2 белая пешка · g2 белая пешка · h2 белая пешка · d1 чёрный конь · g1 белый король · h1 белая ладья | e8 чёрная ладья · g8 чёрный король · b7 чёрная пешка · f7 чёрная пешка · g7 чёрный слон · h7 чёрная пешка · b6 белый ферзь · c6 чёрная пешка · g6 чёрная пешка · a4 чёрная ладья · c4 чёрный слон · f3 белый конь · a2 белая пешка · f2 белая пешка · g2 белая пешка · h2 белая пешка · d1 чёрный конь · g1 белый король · h1 белая ладья | e8 чёрная ладья · g8 чёрный король · b7 чёрная пешка · f7 чёрная пешка · g7 чёрный слон · h7 чёрная пешка · b6 белый ферзь · c6 чёрная пешка · g6 чёрная пешка · a4 чёрная ладья · c4 чёрный слон · f3 белый конь · a2 белая пешка · f2 белая пешка · g2 белая пешка · h2 белая пешка · d1 чёрный конь · g1 белый король · h1 белая ладья | e8 чёрная ладья · g8 чёрный король · b7 чёрная пешка · f7 чёрная пешка · g7 чёрный слон · h7 чёрная пешка · b6 белый ферзь · c6 чёрная пешка · g6 чёрная пешка · a4 чёрная ладья · c4 чёрный слон · f3 белый конь · a2 белая пешка · f2 белая пешка · g2 белая пешка · h2 белая пешка · d1 чёрный конь · g1 белый король · h1 белая ладья | e8 чёрная ладья · g8 чёрный король · b7 чёрная пешка · f7 чёрная пешка · g7 чёрный слон · h7 чёрная пешка · b6 белый ферзь · c6 чёрная пешка · g6 чёрная пешка · a4 чёрная ладья · c4 чёрный слон · f3 белый конь · a2 белая пешка · f2 белая пешка · g2 белая пешка · h2 белая пешка · d1 чёрный конь · g1 белый король · h1 белая ладья | e8 чёрная ладья · g8 чёрный король · b7 чёрная пешка · f7 чёрная пешка · g7 чёрный слон · h7 чёрная пешка · b6 белый ферзь · c6 чёрная пешка · g6 чёрная пешка · a4 чёрная ладья · c4 чёрный слон · f3 белый конь · a2 белая пешка · f2 белая пешка · g2 белая пешка · h2 белая пешка · d1 чёрный конь · g1 белый король · h1 белая ладья | e8 чёрная ладья · g8 чёрный король · b7 чёрная пешка · f7 чёрная пешка · g7 чёрный слон · h7 чёрная пешка · b6 белый ферзь · c6 чёрная пешка · g6 чёрная пешка · a4 чёрная ладья · c4 чёрный слон · f3 белый конь · a2 белая пешка · f2 белая пешка · g2 белая пешка · h2 белая пешка · d1 чёрный конь · g1 белый король · h1 белая ладья | e8 чёрная ладья · g8 чёрный король · b7 чёрная пешка · f7 чёрная пешка · g7 чёрный слон · h7 чёрная пешка · b6 белый ферзь · c6 чёрная пешка · g6 чёрная пешка · a4 чёрная ладья · c4 чёрный слон · f3 белый конь · a2 белая пешка · f2 белая пешка · g2 белая пешка · h2 белая пешка · d1 чёрный конь · g1 белый король · h1 белая ладья | 3 |
| 2 | e8 чёрная ладья · g8 чёрный король · b7 чёрная пешка · f7 чёрная пешка · g7 чёрный слон · h7 чёрная пешка · b6 белый ферзь · c6 чёрная пешка · g6 чёрная пешка · a4 чёрная ладья · c4 чёрный слон · f3 белый конь · a2 белая пешка · f2 белая пешка · g2 белая пешка · h2 белая пешка · d1 чёрный конь · g1 белый король · h1 белая ладья | e8 чёрная ладья · g8 чёрный король · b7 чёрная пешка · f7 чёрная пешка · g7 чёрный слон · h7 чёрная пешка · b6 белый ферзь · c6 чёрная пешка · g6 чёрная пешка · a4 чёрная ладья · c4 чёрный слон · f3 белый конь · a2 белая пешка · f2 белая пешка · g2 белая пешка · h2 белая пешка · d1 чёрный конь · g1 белый король · h1 белая ладья | e8 чёрная ладья · g8 чёрный король · b7 чёрная пешка · f7 чёрная пешка · g7 чёрный слон · h7 чёрная пешка · b6 белый ферзь · c6 чёрная пешка · g6 чёрная пешка · a4 чёрная ладья · c4 чёрный слон · f3 белый конь · a2 белая пешка · f2 белая пешка · g2 белая пешка · h2 белая пешка · d1 чёрный конь · g1 белый король · h1 белая ладья | e8 чёрная ладья · g8 чёрный король · b7 чёрная пешка · f7 чёрная пешка · g7 чёрный слон · h7 чёрная пешка · b6 белый ферзь · c6 чёрная пешка · g6 чёрная пешка · a4 чёрная ладья · c4 чёрный слон · f3 белый конь · a2 белая пешка · f2 белая пешка · g2 белая пешка · h2 белая пешка · d1 чёрный конь · g1 белый король · h1 белая ладья | e8 чёрная ладья · g8 чёрный король · b7 чёрная пешка · f7 чёрная пешка · g7 чёрный слон · h7 чёрная пешка · b6 белый ферзь · c6 чёрная пешка · g6 чёрная пешка · a4 чёрная ладья · c4 чёрный слон · f3 белый конь · a2 белая пешка · f2 белая пешка · g2 белая пешка · h2 белая пешка · d1 чёрный конь · g1 белый король · h1 белая ладья | e8 чёрная ладья · g8 чёрный король · b7 чёрная пешка · f7 чёрная пешка · g7 чёрный слон · h7 чёрная пешка · b6 белый ферзь · c6 чёрная пешка · g6 чёрная пешка · a4 чёрная ладья · c4 чёрный слон · f3 белый конь · a2 белая пешка · f2 белая пешка · g2 белая пешка · h2 белая пешка · d1 чёрный конь · g1 белый король · h1 белая ладья | e8 чёрная ладья · g8 чёрный король · b7 чёрная пешка · f7 чёрная пешка · g7 чёрный слон · h7 чёрная пешка · b6 белый ферзь · c6 чёрная пешка · g6 чёрная пешка · a4 чёрная ладья · c4 чёрный слон · f3 белый конь · a2 белая пешка · f2 белая пешка · g2 белая пешка · h2 белая пешка · d1 чёрный конь · g1 белый король · h1 белая ладья | e8 чёрная ладья · g8 чёрный король · b7 чёрная пешка · f7 чёрная пешка · g7 чёрный слон · h7 чёрная пешка · b6 белый ферзь · c6 чёрная пешка · g6 чёрная пешка · a4 чёрная ладья · c4 чёрный слон · f3 белый конь · a2 белая пешка · f2 белая пешка · g2 белая пешка · h2 белая пешка · d1 чёрный конь · g1 белый король · h1 белая ладья | 2 |
| 1 | e8 чёрная ладья · g8 чёрный король · b7 чёрная пешка · f7 чёрная пешка · g7 чёрный слон · h7 чёрная пешка · b6 белый ферзь · c6 чёрная пешка · g6 чёрная пешка · a4 чёрная ладья · c4 чёрный слон · f3 белый конь · a2 белая пешка · f2 белая пешка · g2 белая пешка · h2 белая пешка · d1 чёрный конь · g1 белый король · h1 белая ладья | e8 чёрная ладья · g8 чёрный король · b7 чёрная пешка · f7 чёрная пешка · g7 чёрный слон · h7 чёрная пешка · b6 белый ферзь · c6 чёрная пешка · g6 чёрная пешка · a4 чёрная ладья · c4 чёрный слон · f3 белый конь · a2 белая пешка · f2 белая пешка · g2 белая пешка · h2 белая пешка · d1 чёрный конь · g1 белый король · h1 белая ладья | e8 чёрная ладья · g8 чёрный король · b7 чёрная пешка · f7 чёрная пешка · g7 чёрный слон · h7 чёрная пешка · b6 белый ферзь · c6 чёрная пешка · g6 чёрная пешка · a4 чёрная ладья · c4 чёрный слон · f3 белый конь · a2 белая пешка · f2 белая пешка · g2 белая пешка · h2 белая пешка · d1 чёрный конь · g1 белый король · h1 белая ладья | e8 чёрная ладья · g8 чёрный король · b7 чёрная пешка · f7 чёрная пешка · g7 чёрный слон · h7 чёрная пешка · b6 белый ферзь · c6 чёрная пешка · g6 чёрная пешка · a4 чёрная ладья · c4 чёрный слон · f3 белый конь · a2 белая пешка · f2 белая пешка · g2 белая пешка · h2 белая пешка · d1 чёрный конь · g1 белый король · h1 белая ладья | e8 чёрная ладья · g8 чёрный король · b7 чёрная пешка · f7 чёрная пешка · g7 чёрный слон · h7 чёрная пешка · b6 белый ферзь · c6 чёрная пешка · g6 чёрная пешка · a4 чёрная ладья · c4 чёрный слон · f3 белый конь · a2 белая пешка · f2 белая пешка · g2 белая пешка · h2 белая пешка · d1 чёрный конь · g1 белый король · h1 белая ладья | e8 чёрная ладья · g8 чёрный король · b7 чёрная пешка · f7 чёрная пешка · g7 чёрный слон · h7 чёрная пешка · b6 белый ферзь · c6 чёрная пешка · g6 чёрная пешка · a4 чёрная ладья · c4 чёрный слон · f3 белый конь · a2 белая пешка · f2 белая пешка · g2 белая пешка · h2 белая пешка · d1 чёрный конь · g1 белый король · h1 белая ладья | e8 чёрная ладья · g8 чёрный король · b7 чёрная пешка · f7 чёрная пешка · g7 чёрный слон · h7 чёрная пешка · b6 белый ферзь · c6 чёрная пешка · g6 чёрная пешка · a4 чёрная ладья · c4 чёрный слон · f3 белый конь · a2 белая пешка · f2 белая пешка · g2 белая пешка · h2 белая пешка · d1 чёрный конь · g1 белый король · h1 белая ладья | e8 чёрная ладья · g8 чёрный король · b7 чёрная пешка · f7 чёрная пешка · g7 чёрный слон · h7 чёрная пешка · b6 белый ферзь · c6 чёрная пешка · g6 чёрная пешка · a4 чёрная ладья · c4 чёрный слон · f3 белый конь · a2 белая пешка · f2 белая пешка · g2 белая пешка · h2 белая пешка · d1 чёрный конь · g1 белый король · h1 белая ладья | 1 |
|   | a | b | c | d | e | f | g | h |   |

Все ходы после жертвы Фишер делал сосредоточенно, сильно стуча фигурами, хотя понимал, что позиция и так технически выиграна. При этом на его лице почти не было эмоций. 18…Bxc4+ 19. Kg1 Ne2+ 20. Kf1 Nxd4+ 21. Kg1 Ne2+ 22. Kf1 Nc3+ 23. Kg1 axb6 24. Qb4 Ra4 25. Qxb6 Nxd1 (диаграмма 4). Вариант форсированный, потому что, забрав пешку d4, Фишер открыл слона g7. Теперь в случае перекрытия 21. Rd3 можно забрать слона 21…axb6, и белые не могут защитить свою ладью. У чёрных две ладьи и лёгкая фигура за ферзя, несколько проходных пешек, и через 16 ходов Фишер поставил сопернику мат.
1. Nf3 Nf6 2. c4 g6 3. Nc3 Bg7 4. d4 O-O 5. Bf4 d5 6. Qb3 dxc4 7. Qxc4 c6 8. e4 Nbd7 9. Rd1 Nb6 10. Qc5 Bg4 11. Bg5 Na4 12. Qa3 Nxc3 13. bxc3 Nxe4 14. Bxe7 Qb6 15. Bc4 Nxc3 16. Bc5 Rfe8+ 17. Kf1 Be6 18. Bxb6 Bxc4+ 19. Kg1 Ne2+ 20. Kf1 Nxd4+ 21. Kg1 Ne2+ 22. Kf1 Nc3+ 23. Kg1 axb6 24. Qb4 Ra4 25. Qxb6 Nxd1 26. h3 Rxa2 27. Kh2 Nxf2 28. Re1 Rxe1 29. Qd8+ Bf8 30. Nxe1 Bd5 31. Nf3 Ne4 32. Qb8 b5 33. h4 h5 34. Ne5 Kg7 35. Kg1 Bc5+ 36. Kf1 Ng3+ 37. Ke1 Bb4+ 38. Kd1 Bb3+ 39. Kc1 Ne2+ 40. Kb1 Nc3+ 41. Kc1 Rc2#

## Реакция
Партия была высоко оценена шахматным сообществом, арбитр Ганс Кмох в «Chess Review» назвал её «игрой века». Карстен Мюллер сказал: «Если Фишер до этой партии ещё не был широко известен, то после неё ситуация изменилась раз и навсегда». Фишер делал примечания к ней в книге «Bobby Fischer’s Games of Chess», но в свою книгу «Мои 60 памятных партий» не стал её включать. По некоторым сведениям, Фишер называл игру против Бирна лучшей в своей жизни. В 1970-м году, после так называемого «матча века», он признался, что считает её лучшей в своей карьере на данный момент. Партия появилась во всех известных американских и мировых журналах и газетах. Эммануил Штейн писал в книге «Литературно-шахматные коллизии: От Набокова и Таля до Солженицына и Фишера» об этой партии: «В этой исторической встрече, которую справедливо нарекли партией века, юный шахматист не только пожертвовал ферзя, но и серией совсем неочевидных маневров превратил ферзя соперника в простого статиста схватки».
Соперники играли 5 часов. Во время игры зрители турнира перешёптывались: «Невероятно! Бирн проигрывает 13-летнему Никто!».
На 41-м ходу, после пяти часов игры, с слегка колотящимся сердцем, Бобби поднял ладью дрожащей правой рукой, тихо опустил фигуру на доску и сказал: «Мат!» Его дружелюбный противник встал, и они пожали друг другу руки. Оба улыбались. Бирн знал, что хотя результат был не на его стороне, он проиграл одну из величайших партий в истории шахмат и тем самым стал частью истории шахмат.Ф. Брейди, «Биография Бобби Фишера»
Юрий Авербах отмечал, что во время партии нельзя было прийти к выводу, что «в тактической борьбе Фишер нацелен на опровержение идеи противника с помощью промежуточных ходов», однако «начало было положено». Были даже предположения, что с помощью хода, жертвующего ферзя, Фишер показал эгоистичное отношение к своей матери Регине, а также «отказ принять возможность гомосексуальности и дерзкое неприятие инфантильной зависимости». Кмох так оценил важность этой партии: «Блестящий образец комбинационной игры, явленный 13-летнему мальчиком против грозного соперника, стоит в одном ряду с шедеврами самых знаменитых вундеркиндов в истории шахмат», а также отметил оригинальный стиль Фишера. За красоту игры Фишер получил от американского шахматного фонда 50 долларов.
В 1956 году на открытом чемпионате США в Кливленде брат Дональда, Роберт Бирн, должен был сыграть с Фишером. Брат напутствовал Роберта следующими словами: «Будь внимателен с этим парнишкой — он здорово играет!» Фишер провёл партию в атакующем стиле, получив «явное преимущество», но его более опытный соперник всё-таки сумел её свести к ничьей.
|   | a | b | c | d | e | f | g | h |   |
| - | --- | --- | --- | --- | --- | --- | --- | --- | - |
| 8 | a8 чёрная ладья · f8 чёрная ладья · g8 чёрный король · a7 чёрная пешка · b7 чёрная пешка · e7 чёрная пешка · f7 чёрная пешка · g7 чёрный слон · h7 чёрная пешка · e6 чёрный слон · g6 чёрная пешка · b4 белый слон · c4 белый слон · e4 белая пешка · a3 чёрный ферзь · f3 чёрный конь · h3 белая пешка · a2 белая пешка · f2 белая пешка · g2 белая пешка · b1 белая ладья · d1 белый ферзь · f1 белый король · h1 белая ладья | a8 чёрная ладья · f8 чёрная ладья · g8 чёрный король · a7 чёрная пешка · b7 чёрная пешка · e7 чёрная пешка · f7 чёрная пешка · g7 чёрный слон · h7 чёрная пешка · e6 чёрный слон · g6 чёрная пешка · b4 белый слон · c4 белый слон · e4 белая пешка · a3 чёрный ферзь · f3 чёрный конь · h3 белая пешка · a2 белая пешка · f2 белая пешка · g2 белая пешка · b1 белая ладья · d1 белый ферзь · f1 белый король · h1 белая ладья | a8 чёрная ладья · f8 чёрная ладья · g8 чёрный король · a7 чёрная пешка · b7 чёрная пешка · e7 чёрная пешка · f7 чёрная пешка · g7 чёрный слон · h7 чёрная пешка · e6 чёрный слон · g6 чёрная пешка · b4 белый слон · c4 белый слон · e4 белая пешка · a3 чёрный ферзь · f3 чёрный конь · h3 белая пешка · a2 белая пешка · f2 белая пешка · g2 белая пешка · b1 белая ладья · d1 белый ферзь · f1 белый король · h1 белая ладья | a8 чёрная ладья · f8 чёрная ладья · g8 чёрный король · a7 чёрная пешка · b7 чёрная пешка · e7 чёрная пешка · f7 чёрная пешка · g7 чёрный слон · h7 чёрная пешка · e6 чёрный слон · g6 чёрная пешка · b4 белый слон · c4 белый слон · e4 белая пешка · a3 чёрный ферзь · f3 чёрный конь · h3 белая пешка · a2 белая пешка · f2 белая пешка · g2 белая пешка · b1 белая ладья · d1 белый ферзь · f1 белый король · h1 белая ладья | a8 чёрная ладья · f8 чёрная ладья · g8 чёрный король · a7 чёрная пешка · b7 чёрная пешка · e7 чёрная пешка · f7 чёрная пешка · g7 чёрный слон · h7 чёрная пешка · e6 чёрный слон · g6 чёрная пешка · b4 белый слон · c4 белый слон · e4 белая пешка · a3 чёрный ферзь · f3 чёрный конь · h3 белая пешка · a2 белая пешка · f2 белая пешка · g2 белая пешка · b1 белая ладья · d1 белый ферзь · f1 белый король · h1 белая ладья | a8 чёрная ладья · f8 чёрная ладья · g8 чёрный король · a7 чёрная пешка · b7 чёрная пешка · e7 чёрная пешка · f7 чёрная пешка · g7 чёрный слон · h7 чёрная пешка · e6 чёрный слон · g6 чёрная пешка · b4 белый слон · c4 белый слон · e4 белая пешка · a3 чёрный ферзь · f3 чёрный конь · h3 белая пешка · a2 белая пешка · f2 белая пешка · g2 белая пешка · b1 белая ладья · d1 белый ферзь · f1 белый король · h1 белая ладья | a8 чёрная ладья · f8 чёрная ладья · g8 чёрный король · a7 чёрная пешка · b7 чёрная пешка · e7 чёрная пешка · f7 чёрная пешка · g7 чёрный слон · h7 чёрная пешка · e6 чёрный слон · g6 чёрная пешка · b4 белый слон · c4 белый слон · e4 белая пешка · a3 чёрный ферзь · f3 чёрный конь · h3 белая пешка · a2 белая пешка · f2 белая пешка · g2 белая пешка · b1 белая ладья · d1 белый ферзь · f1 белый король · h1 белая ладья | a8 чёрная ладья · f8 чёрная ладья · g8 чёрный король · a7 чёрная пешка · b7 чёрная пешка · e7 чёрная пешка · f7 чёрная пешка · g7 чёрный слон · h7 чёрная пешка · e6 чёрный слон · g6 чёрная пешка · b4 белый слон · c4 белый слон · e4 белая пешка · a3 чёрный ферзь · f3 чёрный конь · h3 белая пешка · a2 белая пешка · f2 белая пешка · g2 белая пешка · b1 белая ладья · d1 белый ферзь · f1 белый король · h1 белая ладья | 8 |
| 7 | a8 чёрная ладья · f8 чёрная ладья · g8 чёрный король · a7 чёрная пешка · b7 чёрная пешка · e7 чёрная пешка · f7 чёрная пешка · g7 чёрный слон · h7 чёрная пешка · e6 чёрный слон · g6 чёрная пешка · b4 белый слон · c4 белый слон · e4 белая пешка · a3 чёрный ферзь · f3 чёрный конь · h3 белая пешка · a2 белая пешка · f2 белая пешка · g2 белая пешка · b1 белая ладья · d1 белый ферзь · f1 белый король · h1 белая ладья | a8 чёрная ладья · f8 чёрная ладья · g8 чёрный король · a7 чёрная пешка · b7 чёрная пешка · e7 чёрная пешка · f7 чёрная пешка · g7 чёрный слон · h7 чёрная пешка · e6 чёрный слон · g6 чёрная пешка · b4 белый слон · c4 белый слон · e4 белая пешка · a3 чёрный ферзь · f3 чёрный конь · h3 белая пешка · a2 белая пешка · f2 белая пешка · g2 белая пешка · b1 белая ладья · d1 белый ферзь · f1 белый король · h1 белая ладья | a8 чёрная ладья · f8 чёрная ладья · g8 чёрный король · a7 чёрная пешка · b7 чёрная пешка · e7 чёрная пешка · f7 чёрная пешка · g7 чёрный слон · h7 чёрная пешка · e6 чёрный слон · g6 чёрная пешка · b4 белый слон · c4 белый слон · e4 белая пешка · a3 чёрный ферзь · f3 чёрный конь · h3 белая пешка · a2 белая пешка · f2 белая пешка · g2 белая пешка · b1 белая ладья · d1 белый ферзь · f1 белый король · h1 белая ладья | a8 чёрная ладья · f8 чёрная ладья · g8 чёрный король · a7 чёрная пешка · b7 чёрная пешка · e7 чёрная пешка · f7 чёрная пешка · g7 чёрный слон · h7 чёрная пешка · e6 чёрный слон · g6 чёрная пешка · b4 белый слон · c4 белый слон · e4 белая пешка · a3 чёрный ферзь · f3 чёрный конь · h3 белая пешка · a2 белая пешка · f2 белая пешка · g2 белая пешка · b1 белая ладья · d1 белый ферзь · f1 белый король · h1 белая ладья | a8 чёрная ладья · f8 чёрная ладья · g8 чёрный король · a7 чёрная пешка · b7 чёрная пешка · e7 чёрная пешка · f7 чёрная пешка · g7 чёрный слон · h7 чёрная пешка · e6 чёрный слон · g6 чёрная пешка · b4 белый слон · c4 белый слон · e4 белая пешка · a3 чёрный ферзь · f3 чёрный конь · h3 белая пешка · a2 белая пешка · f2 белая пешка · g2 белая пешка · b1 белая ладья · d1 белый ферзь · f1 белый король · h1 белая ладья | a8 чёрная ладья · f8 чёрная ладья · g8 чёрный король · a7 чёрная пешка · b7 чёрная пешка · e7 чёрная пешка · f7 чёрная пешка · g7 чёрный слон · h7 чёрная пешка · e6 чёрный слон · g6 чёрная пешка · b4 белый слон · c4 белый слон · e4 белая пешка · a3 чёрный ферзь · f3 чёрный конь · h3 белая пешка · a2 белая пешка · f2 белая пешка · g2 белая пешка · b1 белая ладья · d1 белый ферзь · f1 белый король · h1 белая ладья | a8 чёрная ладья · f8 чёрная ладья · g8 чёрный король · a7 чёрная пешка · b7 чёрная пешка · e7 чёрная пешка · f7 чёрная пешка · g7 чёрный слон · h7 чёрная пешка · e6 чёрный слон · g6 чёрная пешка · b4 белый слон · c4 белый слон · e4 белая пешка · a3 чёрный ферзь · f3 чёрный конь · h3 белая пешка · a2 белая пешка · f2 белая пешка · g2 белая пешка · b1 белая ладья · d1 белый ферзь · f1 белый король · h1 белая ладья | a8 чёрная ладья · f8 чёрная ладья · g8 чёрный король · a7 чёрная пешка · b7 чёрная пешка · e7 чёрная пешка · f7 чёрная пешка · g7 чёрный слон · h7 чёрная пешка · e6 чёрный слон · g6 чёрная пешка · b4 белый слон · c4 белый слон · e4 белая пешка · a3 чёрный ферзь · f3 чёрный конь · h3 белая пешка · a2 белая пешка · f2 белая пешка · g2 белая пешка · b1 белая ладья · d1 белый ферзь · f1 белый король · h1 белая ладья | 7 |
| 6 | a8 чёрная ладья · f8 чёрная ладья · g8 чёрный король · a7 чёрная пешка · b7 чёрная пешка · e7 чёрная пешка · f7 чёрная пешка · g7 чёрный слон · h7 чёрная пешка · e6 чёрный слон · g6 чёрная пешка · b4 белый слон · c4 белый слон · e4 белая пешка · a3 чёрный ферзь · f3 чёрный конь · h3 белая пешка · a2 белая пешка · f2 белая пешка · g2 белая пешка · b1 белая ладья · d1 белый ферзь · f1 белый король · h1 белая ладья | a8 чёрная ладья · f8 чёрная ладья · g8 чёрный король · a7 чёрная пешка · b7 чёрная пешка · e7 чёрная пешка · f7 чёрная пешка · g7 чёрный слон · h7 чёрная пешка · e6 чёрный слон · g6 чёрная пешка · b4 белый слон · c4 белый слон · e4 белая пешка · a3 чёрный ферзь · f3 чёрный конь · h3 белая пешка · a2 белая пешка · f2 белая пешка · g2 белая пешка · b1 белая ладья · d1 белый ферзь · f1 белый король · h1 белая ладья | a8 чёрная ладья · f8 чёрная ладья · g8 чёрный король · a7 чёрная пешка · b7 чёрная пешка · e7 чёрная пешка · f7 чёрная пешка · g7 чёрный слон · h7 чёрная пешка · e6 чёрный слон · g6 чёрная пешка · b4 белый слон · c4 белый слон · e4 белая пешка · a3 чёрный ферзь · f3 чёрный конь · h3 белая пешка · a2 белая пешка · f2 белая пешка · g2 белая пешка · b1 белая ладья · d1 белый ферзь · f1 белый король · h1 белая ладья | a8 чёрная ладья · f8 чёрная ладья · g8 чёрный король · a7 чёрная пешка · b7 чёрная пешка · e7 чёрная пешка · f7 чёрная пешка · g7 чёрный слон · h7 чёрная пешка · e6 чёрный слон · g6 чёрная пешка · b4 белый слон · c4 белый слон · e4 белая пешка · a3 чёрный ферзь · f3 чёрный конь · h3 белая пешка · a2 белая пешка · f2 белая пешка · g2 белая пешка · b1 белая ладья · d1 белый ферзь · f1 белый король · h1 белая ладья | a8 чёрная ладья · f8 чёрная ладья · g8 чёрный король · a7 чёрная пешка · b7 чёрная пешка · e7 чёрная пешка · f7 чёрная пешка · g7 чёрный слон · h7 чёрная пешка · e6 чёрный слон · g6 чёрная пешка · b4 белый слон · c4 белый слон · e4 белая пешка · a3 чёрный ферзь · f3 чёрный конь · h3 белая пешка · a2 белая пешка · f2 белая пешка · g2 белая пешка · b1 белая ладья · d1 белый ферзь · f1 белый король · h1 белая ладья | a8 чёрная ладья · f8 чёрная ладья · g8 чёрный король · a7 чёрная пешка · b7 чёрная пешка · e7 чёрная пешка · f7 чёрная пешка · g7 чёрный слон · h7 чёрная пешка · e6 чёрный слон · g6 чёрная пешка · b4 белый слон · c4 белый слон · e4 белая пешка · a3 чёрный ферзь · f3 чёрный конь · h3 белая пешка · a2 белая пешка · f2 белая пешка · g2 белая пешка · b1 белая ладья · d1 белый ферзь · f1 белый король · h1 белая ладья | a8 чёрная ладья · f8 чёрная ладья · g8 чёрный король · a7 чёрная пешка · b7 чёрная пешка · e7 чёрная пешка · f7 чёрная пешка · g7 чёрный слон · h7 чёрная пешка · e6 чёрный слон · g6 чёрная пешка · b4 белый слон · c4 белый слон · e4 белая пешка · a3 чёрный ферзь · f3 чёрный конь · h3 белая пешка · a2 белая пешка · f2 белая пешка · g2 белая пешка · b1 белая ладья · d1 белый ферзь · f1 белый король · h1 белая ладья | a8 чёрная ладья · f8 чёрная ладья · g8 чёрный король · a7 чёрная пешка · b7 чёрная пешка · e7 чёрная пешка · f7 чёрная пешка · g7 чёрный слон · h7 чёрная пешка · e6 чёрный слон · g6 чёрная пешка · b4 белый слон · c4 белый слон · e4 белая пешка · a3 чёрный ферзь · f3 чёрный конь · h3 белая пешка · a2 белая пешка · f2 белая пешка · g2 белая пешка · b1 белая ладья · d1 белый ферзь · f1 белый король · h1 белая ладья | 6 |
| 5 | a8 чёрная ладья · f8 чёрная ладья · g8 чёрный король · a7 чёрная пешка · b7 чёрная пешка · e7 чёрная пешка · f7 чёрная пешка · g7 чёрный слон · h7 чёрная пешка · e6 чёрный слон · g6 чёрная пешка · b4 белый слон · c4 белый слон · e4 белая пешка · a3 чёрный ферзь · f3 чёрный конь · h3 белая пешка · a2 белая пешка · f2 белая пешка · g2 белая пешка · b1 белая ладья · d1 белый ферзь · f1 белый король · h1 белая ладья | a8 чёрная ладья · f8 чёрная ладья · g8 чёрный король · a7 чёрная пешка · b7 чёрная пешка · e7 чёрная пешка · f7 чёрная пешка · g7 чёрный слон · h7 чёрная пешка · e6 чёрный слон · g6 чёрная пешка · b4 белый слон · c4 белый слон · e4 белая пешка · a3 чёрный ферзь · f3 чёрный конь · h3 белая пешка · a2 белая пешка · f2 белая пешка · g2 белая пешка · b1 белая ладья · d1 белый ферзь · f1 белый король · h1 белая ладья | a8 чёрная ладья · f8 чёрная ладья · g8 чёрный король · a7 чёрная пешка · b7 чёрная пешка · e7 чёрная пешка · f7 чёрная пешка · g7 чёрный слон · h7 чёрная пешка · e6 чёрный слон · g6 чёрная пешка · b4 белый слон · c4 белый слон · e4 белая пешка · a3 чёрный ферзь · f3 чёрный конь · h3 белая пешка · a2 белая пешка · f2 белая пешка · g2 белая пешка · b1 белая ладья · d1 белый ферзь · f1 белый король · h1 белая ладья | a8 чёрная ладья · f8 чёрная ладья · g8 чёрный король · a7 чёрная пешка · b7 чёрная пешка · e7 чёрная пешка · f7 чёрная пешка · g7 чёрный слон · h7 чёрная пешка · e6 чёрный слон · g6 чёрная пешка · b4 белый слон · c4 белый слон · e4 белая пешка · a3 чёрный ферзь · f3 чёрный конь · h3 белая пешка · a2 белая пешка · f2 белая пешка · g2 белая пешка · b1 белая ладья · d1 белый ферзь · f1 белый король · h1 белая ладья | a8 чёрная ладья · f8 чёрная ладья · g8 чёрный король · a7 чёрная пешка · b7 чёрная пешка · e7 чёрная пешка · f7 чёрная пешка · g7 чёрный слон · h7 чёрная пешка · e6 чёрный слон · g6 чёрная пешка · b4 белый слон · c4 белый слон · e4 белая пешка · a3 чёрный ферзь · f3 чёрный конь · h3 белая пешка · a2 белая пешка · f2 белая пешка · g2 белая пешка · b1 белая ладья · d1 белый ферзь · f1 белый король · h1 белая ладья | a8 чёрная ладья · f8 чёрная ладья · g8 чёрный король · a7 чёрная пешка · b7 чёрная пешка · e7 чёрная пешка · f7 чёрная пешка · g7 чёрный слон · h7 чёрная пешка · e6 чёрный слон · g6 чёрная пешка · b4 белый слон · c4 белый слон · e4 белая пешка · a3 чёрный ферзь · f3 чёрный конь · h3 белая пешка · a2 белая пешка · f2 белая пешка · g2 белая пешка · b1 белая ладья · d1 белый ферзь · f1 белый король · h1 белая ладья | a8 чёрная ладья · f8 чёрная ладья · g8 чёрный король · a7 чёрная пешка · b7 чёрная пешка · e7 чёрная пешка · f7 чёрная пешка · g7 чёрный слон · h7 чёрная пешка · e6 чёрный слон · g6 чёрная пешка · b4 белый слон · c4 белый слон · e4 белая пешка · a3 чёрный ферзь · f3 чёрный конь · h3 белая пешка · a2 белая пешка · f2 белая пешка · g2 белая пешка · b1 белая ладья · d1 белый ферзь · f1 белый король · h1 белая ладья | a8 чёрная ладья · f8 чёрная ладья · g8 чёрный король · a7 чёрная пешка · b7 чёрная пешка · e7 чёрная пешка · f7 чёрная пешка · g7 чёрный слон · h7 чёрная пешка · e6 чёрный слон · g6 чёрная пешка · b4 белый слон · c4 белый слон · e4 белая пешка · a3 чёрный ферзь · f3 чёрный конь · h3 белая пешка · a2 белая пешка · f2 белая пешка · g2 белая пешка · b1 белая ладья · d1 белый ферзь · f1 белый король · h1 белая ладья | 5 |
| 4 | a8 чёрная ладья · f8 чёрная ладья · g8 чёрный король · a7 чёрная пешка · b7 чёрная пешка · e7 чёрная пешка · f7 чёрная пешка · g7 чёрный слон · h7 чёрная пешка · e6 чёрный слон · g6 чёрная пешка · b4 белый слон · c4 белый слон · e4 белая пешка · a3 чёрный ферзь · f3 чёрный конь · h3 белая пешка · a2 белая пешка · f2 белая пешка · g2 белая пешка · b1 белая ладья · d1 белый ферзь · f1 белый король · h1 белая ладья | a8 чёрная ладья · f8 чёрная ладья · g8 чёрный король · a7 чёрная пешка · b7 чёрная пешка · e7 чёрная пешка · f7 чёрная пешка · g7 чёрный слон · h7 чёрная пешка · e6 чёрный слон · g6 чёрная пешка · b4 белый слон · c4 белый слон · e4 белая пешка · a3 чёрный ферзь · f3 чёрный конь · h3 белая пешка · a2 белая пешка · f2 белая пешка · g2 белая пешка · b1 белая ладья · d1 белый ферзь · f1 белый король · h1 белая ладья | a8 чёрная ладья · f8 чёрная ладья · g8 чёрный король · a7 чёрная пешка · b7 чёрная пешка · e7 чёрная пешка · f7 чёрная пешка · g7 чёрный слон · h7 чёрная пешка · e6 чёрный слон · g6 чёрная пешка · b4 белый слон · c4 белый слон · e4 белая пешка · a3 чёрный ферзь · f3 чёрный конь · h3 белая пешка · a2 белая пешка · f2 белая пешка · g2 белая пешка · b1 белая ладья · d1 белый ферзь · f1 белый король · h1 белая ладья | a8 чёрная ладья · f8 чёрная ладья · g8 чёрный король · a7 чёрная пешка · b7 чёрная пешка · e7 чёрная пешка · f7 чёрная пешка · g7 чёрный слон · h7 чёрная пешка · e6 чёрный слон · g6 чёрная пешка · b4 белый слон · c4 белый слон · e4 белая пешка · a3 чёрный ферзь · f3 чёрный конь · h3 белая пешка · a2 белая пешка · f2 белая пешка · g2 белая пешка · b1 белая ладья · d1 белый ферзь · f1 белый король · h1 белая ладья | a8 чёрная ладья · f8 чёрная ладья · g8 чёрный король · a7 чёрная пешка · b7 чёрная пешка · e7 чёрная пешка · f7 чёрная пешка · g7 чёрный слон · h7 чёрная пешка · e6 чёрный слон · g6 чёрная пешка · b4 белый слон · c4 белый слон · e4 белая пешка · a3 чёрный ферзь · f3 чёрный конь · h3 белая пешка · a2 белая пешка · f2 белая пешка · g2 белая пешка · b1 белая ладья · d1 белый ферзь · f1 белый король · h1 белая ладья | a8 чёрная ладья · f8 чёрная ладья · g8 чёрный король · a7 чёрная пешка · b7 чёрная пешка · e7 чёрная пешка · f7 чёрная пешка · g7 чёрный слон · h7 чёрная пешка · e6 чёрный слон · g6 чёрная пешка · b4 белый слон · c4 белый слон · e4 белая пешка · a3 чёрный ферзь · f3 чёрный конь · h3 белая пешка · a2 белая пешка · f2 белая пешка · g2 белая пешка · b1 белая ладья · d1 белый ферзь · f1 белый король · h1 белая ладья | a8 чёрная ладья · f8 чёрная ладья · g8 чёрный король · a7 чёрная пешка · b7 чёрная пешка · e7 чёрная пешка · f7 чёрная пешка · g7 чёрный слон · h7 чёрная пешка · e6 чёрный слон · g6 чёрная пешка · b4 белый слон · c4 белый слон · e4 белая пешка · a3 чёрный ферзь · f3 чёрный конь · h3 белая пешка · a2 белая пешка · f2 белая пешка · g2 белая пешка · b1 белая ладья · d1 белый ферзь · f1 белый король · h1 белая ладья | a8 чёрная ладья · f8 чёрная ладья · g8 чёрный король · a7 чёрная пешка · b7 чёрная пешка · e7 чёрная пешка · f7 чёрная пешка · g7 чёрный слон · h7 чёрная пешка · e6 чёрный слон · g6 чёрная пешка · b4 белый слон · c4 белый слон · e4 белая пешка · a3 чёрный ферзь · f3 чёрный конь · h3 белая пешка · a2 белая пешка · f2 белая пешка · g2 белая пешка · b1 белая ладья · d1 белый ферзь · f1 белый король · h1 белая ладья | 4 |
| 3 | a8 чёрная ладья · f8 чёрная ладья · g8 чёрный король · a7 чёрная пешка · b7 чёрная пешка · e7 чёрная пешка · f7 чёрная пешка · g7 чёрный слон · h7 чёрная пешка · e6 чёрный слон · g6 чёрная пешка · b4 белый слон · c4 белый слон · e4 белая пешка · a3 чёрный ферзь · f3 чёрный конь · h3 белая пешка · a2 белая пешка · f2 белая пешка · g2 белая пешка · b1 белая ладья · d1 белый ферзь · f1 белый король · h1 белая ладья | a8 чёрная ладья · f8 чёрная ладья · g8 чёрный король · a7 чёрная пешка · b7 чёрная пешка · e7 чёрная пешка · f7 чёрная пешка · g7 чёрный слон · h7 чёрная пешка · e6 чёрный слон · g6 чёрная пешка · b4 белый слон · c4 белый слон · e4 белая пешка · a3 чёрный ферзь · f3 чёрный конь · h3 белая пешка · a2 белая пешка · f2 белая пешка · g2 белая пешка · b1 белая ладья · d1 белый ферзь · f1 белый король · h1 белая ладья | a8 чёрная ладья · f8 чёрная ладья · g8 чёрный король · a7 чёрная пешка · b7 чёрная пешка · e7 чёрная пешка · f7 чёрная пешка · g7 чёрный слон · h7 чёрная пешка · e6 чёрный слон · g6 чёрная пешка · b4 белый слон · c4 белый слон · e4 белая пешка · a3 чёрный ферзь · f3 чёрный конь · h3 белая пешка · a2 белая пешка · f2 белая пешка · g2 белая пешка · b1 белая ладья · d1 белый ферзь · f1 белый король · h1 белая ладья | a8 чёрная ладья · f8 чёрная ладья · g8 чёрный король · a7 чёрная пешка · b7 чёрная пешка · e7 чёрная пешка · f7 чёрная пешка · g7 чёрный слон · h7 чёрная пешка · e6 чёрный слон · g6 чёрная пешка · b4 белый слон · c4 белый слон · e4 белая пешка · a3 чёрный ферзь · f3 чёрный конь · h3 белая пешка · a2 белая пешка · f2 белая пешка · g2 белая пешка · b1 белая ладья · d1 белый ферзь · f1 белый король · h1 белая ладья | a8 чёрная ладья · f8 чёрная ладья · g8 чёрный король · a7 чёрная пешка · b7 чёрная пешка · e7 чёрная пешка · f7 чёрная пешка · g7 чёрный слон · h7 чёрная пешка · e6 чёрный слон · g6 чёрная пешка · b4 белый слон · c4 белый слон · e4 белая пешка · a3 чёрный ферзь · f3 чёрный конь · h3 белая пешка · a2 белая пешка · f2 белая пешка · g2 белая пешка · b1 белая ладья · d1 белый ферзь · f1 белый король · h1 белая ладья | a8 чёрная ладья · f8 чёрная ладья · g8 чёрный король · a7 чёрная пешка · b7 чёрная пешка · e7 чёрная пешка · f7 чёрная пешка · g7 чёрный слон · h7 чёрная пешка · e6 чёрный слон · g6 чёрная пешка · b4 белый слон · c4 белый слон · e4 белая пешка · a3 чёрный ферзь · f3 чёрный конь · h3 белая пешка · a2 белая пешка · f2 белая пешка · g2 белая пешка · b1 белая ладья · d1 белый ферзь · f1 белый король · h1 белая ладья | a8 чёрная ладья · f8 чёрная ладья · g8 чёрный король · a7 чёрная пешка · b7 чёрная пешка · e7 чёрная пешка · f7 чёрная пешка · g7 чёрный слон · h7 чёрная пешка · e6 чёрный слон · g6 чёрная пешка · b4 белый слон · c4 белый слон · e4 белая пешка · a3 чёрный ферзь · f3 чёрный конь · h3 белая пешка · a2 белая пешка · f2 белая пешка · g2 белая пешка · b1 белая ладья · d1 белый ферзь · f1 белый король · h1 белая ладья | a8 чёрная ладья · f8 чёрная ладья · g8 чёрный король · a7 чёрная пешка · b7 чёрная пешка · e7 чёрная пешка · f7 чёрная пешка · g7 чёрный слон · h7 чёрная пешка · e6 чёрный слон · g6 чёрная пешка · b4 белый слон · c4 белый слон · e4 белая пешка · a3 чёрный ферзь · f3 чёрный конь · h3 белая пешка · a2 белая пешка · f2 белая пешка · g2 белая пешка · b1 белая ладья · d1 белый ферзь · f1 белый король · h1 белая ладья | 3 |
| 2 | a8 чёрная ладья · f8 чёрная ладья · g8 чёрный король · a7 чёрная пешка · b7 чёрная пешка · e7 чёрная пешка · f7 чёрная пешка · g7 чёрный слон · h7 чёрная пешка · e6 чёрный слон · g6 чёрная пешка · b4 белый слон · c4 белый слон · e4 белая пешка · a3 чёрный ферзь · f3 чёрный конь · h3 белая пешка · a2 белая пешка · f2 белая пешка · g2 белая пешка · b1 белая ладья · d1 белый ферзь · f1 белый король · h1 белая ладья | a8 чёрная ладья · f8 чёрная ладья · g8 чёрный король · a7 чёрная пешка · b7 чёрная пешка · e7 чёрная пешка · f7 чёрная пешка · g7 чёрный слон · h7 чёрная пешка · e6 чёрный слон · g6 чёрная пешка · b4 белый слон · c4 белый слон · e4 белая пешка · a3 чёрный ферзь · f3 чёрный конь · h3 белая пешка · a2 белая пешка · f2 белая пешка · g2 белая пешка · b1 белая ладья · d1 белый ферзь · f1 белый король · h1 белая ладья | a8 чёрная ладья · f8 чёрная ладья · g8 чёрный король · a7 чёрная пешка · b7 чёрная пешка · e7 чёрная пешка · f7 чёрная пешка · g7 чёрный слон · h7 чёрная пешка · e6 чёрный слон · g6 чёрная пешка · b4 белый слон · c4 белый слон · e4 белая пешка · a3 чёрный ферзь · f3 чёрный конь · h3 белая пешка · a2 белая пешка · f2 белая пешка · g2 белая пешка · b1 белая ладья · d1 белый ферзь · f1 белый король · h1 белая ладья | a8 чёрная ладья · f8 чёрная ладья · g8 чёрный король · a7 чёрная пешка · b7 чёрная пешка · e7 чёрная пешка · f7 чёрная пешка · g7 чёрный слон · h7 чёрная пешка · e6 чёрный слон · g6 чёрная пешка · b4 белый слон · c4 белый слон · e4 белая пешка · a3 чёрный ферзь · f3 чёрный конь · h3 белая пешка · a2 белая пешка · f2 белая пешка · g2 белая пешка · b1 белая ладья · d1 белый ферзь · f1 белый король · h1 белая ладья | a8 чёрная ладья · f8 чёрная ладья · g8 чёрный король · a7 чёрная пешка · b7 чёрная пешка · e7 чёрная пешка · f7 чёрная пешка · g7 чёрный слон · h7 чёрная пешка · e6 чёрный слон · g6 чёрная пешка · b4 белый слон · c4 белый слон · e4 белая пешка · a3 чёрный ферзь · f3 чёрный конь · h3 белая пешка · a2 белая пешка · f2 белая пешка · g2 белая пешка · b1 белая ладья · d1 белый ферзь · f1 белый король · h1 белая ладья | a8 чёрная ладья · f8 чёрная ладья · g8 чёрный король · a7 чёрная пешка · b7 чёрная пешка · e7 чёрная пешка · f7 чёрная пешка · g7 чёрный слон · h7 чёрная пешка · e6 чёрный слон · g6 чёрная пешка · b4 белый слон · c4 белый слон · e4 белая пешка · a3 чёрный ферзь · f3 чёрный конь · h3 белая пешка · a2 белая пешка · f2 белая пешка · g2 белая пешка · b1 белая ладья · d1 белый ферзь · f1 белый король · h1 белая ладья | a8 чёрная ладья · f8 чёрная ладья · g8 чёрный король · a7 чёрная пешка · b7 чёрная пешка · e7 чёрная пешка · f7 чёрная пешка · g7 чёрный слон · h7 чёрная пешка · e6 чёрный слон · g6 чёрная пешка · b4 белый слон · c4 белый слон · e4 белая пешка · a3 чёрный ферзь · f3 чёрный конь · h3 белая пешка · a2 белая пешка · f2 белая пешка · g2 белая пешка · b1 белая ладья · d1 белый ферзь · f1 белый король · h1 белая ладья | a8 чёрная ладья · f8 чёрная ладья · g8 чёрный король · a7 чёрная пешка · b7 чёрная пешка · e7 чёрная пешка · f7 чёрная пешка · g7 чёрный слон · h7 чёрная пешка · e6 чёрный слон · g6 чёрная пешка · b4 белый слон · c4 белый слон · e4 белая пешка · a3 чёрный ферзь · f3 чёрный конь · h3 белая пешка · a2 белая пешка · f2 белая пешка · g2 белая пешка · b1 белая ладья · d1 белый ферзь · f1 белый король · h1 белая ладья | 2 |
| 1 | a8 чёрная ладья · f8 чёрная ладья · g8 чёрный король · a7 чёрная пешка · b7 чёрная пешка · e7 чёрная пешка · f7 чёрная пешка · g7 чёрный слон · h7 чёрная пешка · e6 чёрный слон · g6 чёрная пешка · b4 белый слон · c4 белый слон · e4 белая пешка · a3 чёрный ферзь · f3 чёрный конь · h3 белая пешка · a2 белая пешка · f2 белая пешка · g2 белая пешка · b1 белая ладья · d1 белый ферзь · f1 белый король · h1 белая ладья | a8 чёрная ладья · f8 чёрная ладья · g8 чёрный король · a7 чёрная пешка · b7 чёрная пешка · e7 чёрная пешка · f7 чёрная пешка · g7 чёрный слон · h7 чёрная пешка · e6 чёрный слон · g6 чёрная пешка · b4 белый слон · c4 белый слон · e4 белая пешка · a3 чёрный ферзь · f3 чёрный конь · h3 белая пешка · a2 белая пешка · f2 белая пешка · g2 белая пешка · b1 белая ладья · d1 белый ферзь · f1 белый король · h1 белая ладья | a8 чёрная ладья · f8 чёрная ладья · g8 чёрный король · a7 чёрная пешка · b7 чёрная пешка · e7 чёрная пешка · f7 чёрная пешка · g7 чёрный слон · h7 чёрная пешка · e6 чёрный слон · g6 чёрная пешка · b4 белый слон · c4 белый слон · e4 белая пешка · a3 чёрный ферзь · f3 чёрный конь · h3 белая пешка · a2 белая пешка · f2 белая пешка · g2 белая пешка · b1 белая ладья · d1 белый ферзь · f1 белый король · h1 белая ладья | a8 чёрная ладья · f8 чёрная ладья · g8 чёрный король · a7 чёрная пешка · b7 чёрная пешка · e7 чёрная пешка · f7 чёрная пешка · g7 чёрный слон · h7 чёрная пешка · e6 чёрный слон · g6 чёрная пешка · b4 белый слон · c4 белый слон · e4 белая пешка · a3 чёрный ферзь · f3 чёрный конь · h3 белая пешка · a2 белая пешка · f2 белая пешка · g2 белая пешка · b1 белая ладья · d1 белый ферзь · f1 белый король · h1 белая ладья | a8 чёрная ладья · f8 чёрная ладья · g8 чёрный король · a7 чёрная пешка · b7 чёрная пешка · e7 чёрная пешка · f7 чёрная пешка · g7 чёрный слон · h7 чёрная пешка · e6 чёрный слон · g6 чёрная пешка · b4 белый слон · c4 белый слон · e4 белая пешка · a3 чёрный ферзь · f3 чёрный конь · h3 белая пешка · a2 белая пешка · f2 белая пешка · g2 белая пешка · b1 белая ладья · d1 белый ферзь · f1 белый король · h1 белая ладья | a8 чёрная ладья · f8 чёрная ладья · g8 чёрный король · a7 чёрная пешка · b7 чёрная пешка · e7 чёрная пешка · f7 чёрная пешка · g7 чёрный слон · h7 чёрная пешка · e6 чёрный слон · g6 чёрная пешка · b4 белый слон · c4 белый слон · e4 белая пешка · a3 чёрный ферзь · f3 чёрный конь · h3 белая пешка · a2 белая пешка · f2 белая пешка · g2 белая пешка · b1 белая ладья · d1 белый ферзь · f1 белый король · h1 белая ладья | a8 чёрная ладья · f8 чёрная ладья · g8 чёрный король · a7 чёрная пешка · b7 чёрная пешка · e7 чёрная пешка · f7 чёрная пешка · g7 чёрный слон · h7 чёрная пешка · e6 чёрный слон · g6 чёрная пешка · b4 белый слон · c4 белый слон · e4 белая пешка · a3 чёрный ферзь · f3 чёрный конь · h3 белая пешка · a2 белая пешка · f2 белая пешка · g2 белая пешка · b1 белая ладья · d1 белый ферзь · f1 белый король · h1 белая ладья | a8 чёрная ладья · f8 чёрная ладья · g8 чёрный король · a7 чёрная пешка · b7 чёрная пешка · e7 чёрная пешка · f7 чёрная пешка · g7 чёрный слон · h7 чёрная пешка · e6 чёрный слон · g6 чёрная пешка · b4 белый слон · c4 белый слон · e4 белая пешка · a3 чёрный ферзь · f3 чёрный конь · h3 белая пешка · a2 белая пешка · f2 белая пешка · g2 белая пешка · b1 белая ладья · d1 белый ферзь · f1 белый король · h1 белая ладья | 1 |
|   | a | b | c | d | e | f | g | h |   |

В 4-м издании книги Кмоха «Die Kunst der Verteidigung» приведена похожая позиция и комбинация из партии Блаканса Рушера и Неграса Вальцицера, сыгранной на турнире Краков-Варшава в 1942 году (диаграмма 5).
 1. d4 Nf6 2. Nf3 g6 3. c4 Bg7 4. Nc3 d5 5. cxd5 Nxd5 6. e4 Nxc3 7. bxc3 c5 8. Bc4 O-O 9. h3 cxd4 10. cxd4 Nc6 11. Be3 Qa5+ 12. Bd2 Qa3 13. Rb1 Nxd4 14. Bb4 Nxf3+ 15. Kf1 Be6 16. Be2 Qxa2 17. Bxf3 Rfd8 18. Qe1 Rac8 19. g4 b6 20. Bxe7 Bc3 21. Qc1 Rd2 22. Bh4 Bd4 23. Qe1 Rcc2 24. Rh2 Bc4+ 25. Kg1 Rxf2 26. Rxf2 Rxf2 27. Bxf2 Bxf2+ 28. Qxf2 Qxb1+ 29. Kh2 Qa2 30. Qxa2 Bxa2

## Судьба бланка
Арбитр Кмох видел в Фишере будущего чемпиона мира и собирал бланки его партий.
Судьба оригинала бланка туманна. 70-летний американец Дэвид Лоусон был одним из зрителей турнира. Во время игры он пригласил мать и шахматиста в немецкий ресторан «Luchow’s», который был явно для семьи дорогим. Его целью было в том числе получить один из бланков партий Фишера для своей коллекции, но тогда он ещё не знал, что партия станет одной из самых известных в истории. После смерти Лоусона оригинал достался другому коллекционеру, но его имя неизвестно. В середине 2010-х годов рыночная стоимость бланка оценивалась в 100 000 долларов. Копию Фишер часто носил с собой в кармане и показывал поклонникам.